# Église Saint-Denis de Foulangues
L'église Saint-Denis est une église catholique paroissiale située à Foulangues, dans le département de l'Oise, en France. Elle comporte probablement des parties d'une église plus ancienne, bâtie à la fin du XIe ou au début du XIIe siècle : ce sont les parties hautes de la nef, invisibles depuis l'extérieur. Sinon, l'église a été bâtie pendant une seule campagne de travaux à partir des années 1140, et affiche un style roman tardif, qui annonce déjà le gothique par la qualité de la sculpture de ses chapiteaux, la composition rigoureuse de ses piliers cantonnées, et son voûtement d'ogives, même si l'iconographie des chapiteaux et les profils archaïques des tailloirs, des ogives et des arcades sont encore proprement romans. L'église de Foulangues est, malgré ses petites dimensions, l'une des plus remarquables de la région. Ses murs extérieurs ne trahissent en rien le caractère de l'édifice qu'ils renferment, car ils ont été presque entièrement rebâtis à diverses époques. Seulement la chapelle latérale nord du chœur, qui est gothique et date d'autour de 1200, et la chapelle latérale sud, qui est flamboyante et date de la première moitié du XVIe siècle, sont à l'intérieur conformes au style des façades. Ces chapelles remplacent de toute évidence des absidioles romanes, dont ne subsistent plus que les chapiteaux à l'entrée. Le clocher octogonal se rattache au groupe de clochers octogonaux romans de la région, mais il n'a été réalisé que longtemps après la croisée du transept qui le supporte, en même temps que la chapelle du nord, et affiche le style gothique. Sa flèche de pierre a été abattue en 1842. Presque abandonnée au XIXe siècle, l'église se dégrade successivement. Elle est classée aux monuments historiques assez tardivement par arrêté du 11 septembre 1906. Sa restauration commence par une première campagne en 1928-1930 et est rendue possible grâce à la générosité d'un donateur américain, alors que l'église menace de s'effondrer. Elle est affiliée à la paroisse Sainte-Claire de Mouy.

## Localisation
L'église Saint-Denis est située en France, en région Hauts-de-France et dans le département français de l'Oise, sur la commune de Foulangues, au centre du village. L'église se trouve plus précisément au nord-ouest du principal carrefour du village, où se croisent la rue Saint-Denis, en provenance d'Ully-Saint-Georges ; la rue des Coquets, en provenance de Balagny-sur-Thérain ; et la route de Cires-lès-Mello. L'église est située légèrement en contrebas de la rue : on descend un court escalier pour entrer par le seul portail, au sud, et un mur de soutènement sépare l'église de la pelouse qui occupe l'espace libre jusqu'à la rue. Devant le chevet, la différence de niveau est moins prononcée. L'ancienne remise de la pompe à incendie a été accolée à la chapelle latérale du sud. Les élévations nord et ouest ne donnent pas sur la voie publique et ne sont que partiellement visibles : l'élévation nord donne sur un ancien jardin en friche, qui est situé à un niveau plus bas que l'église, et la façade occidentale est enclavée dans la cour d'une ancienne exploitation agricole, qui comprend l'ancien presbytère (qui était officiellement un prieuré jusqu'à la Révolution française).

## Histoire

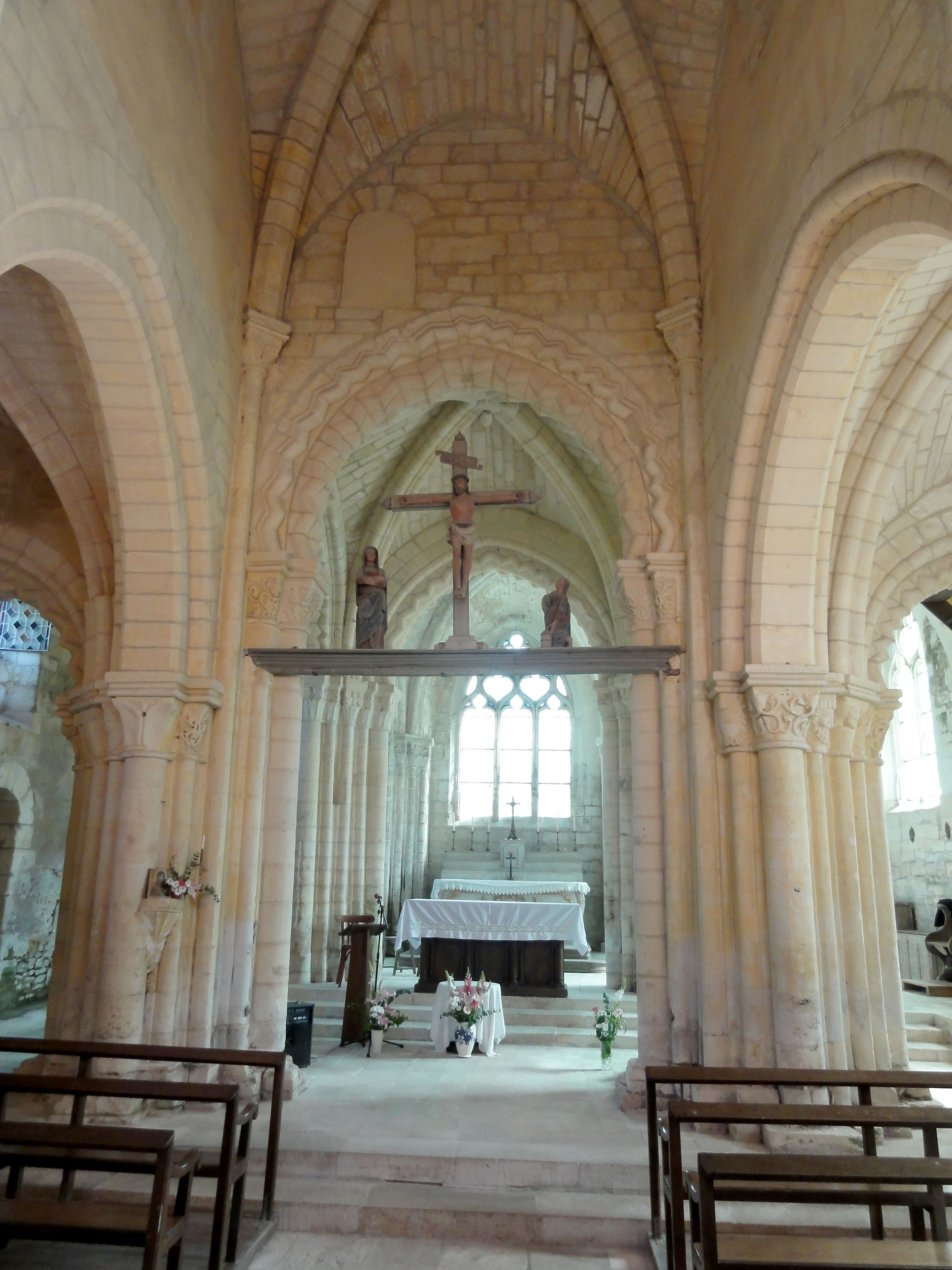
Nef, vue sur l'arc triomphal avec sa poutre de gloire.

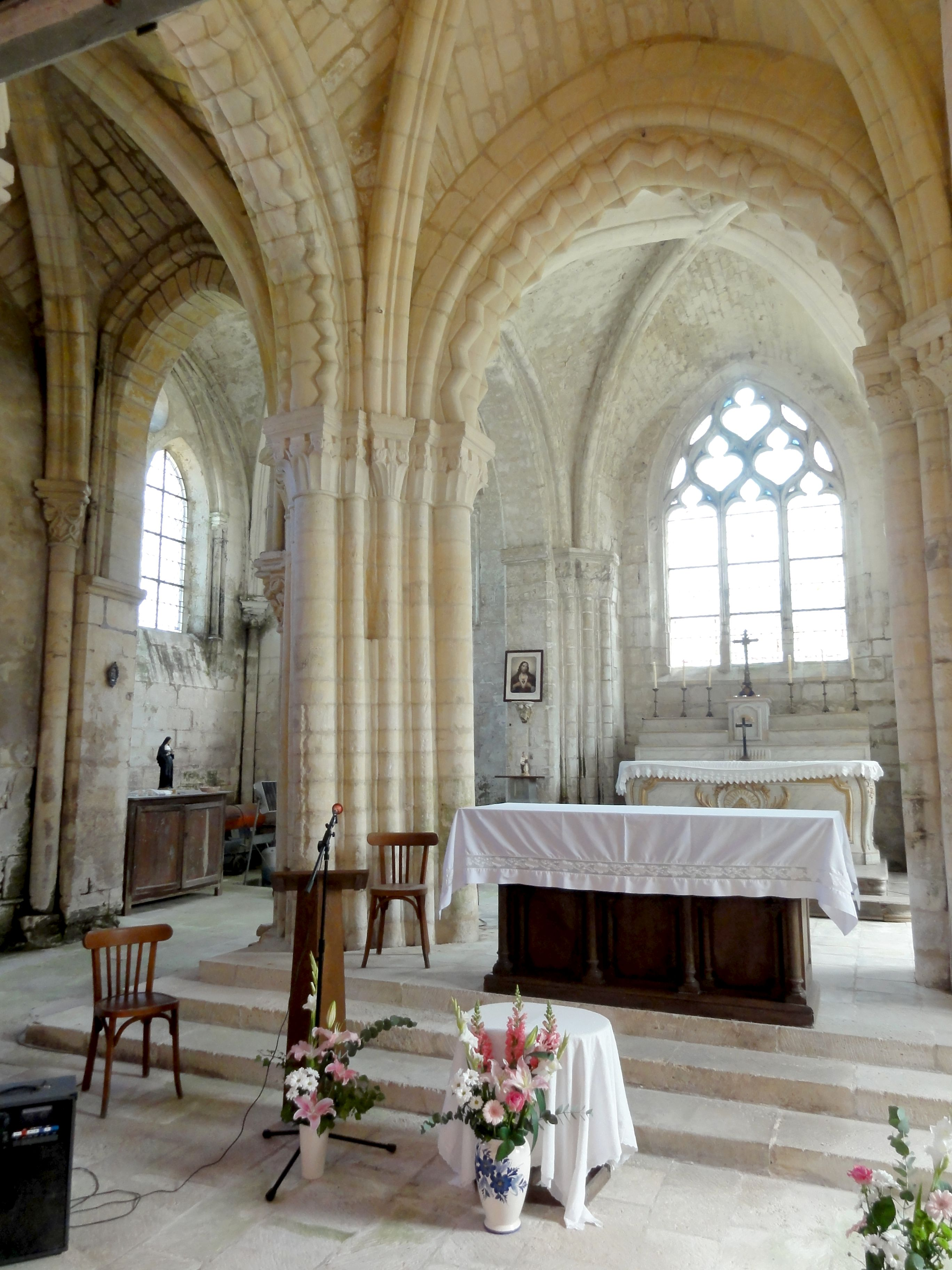
Croisée du transept, vue vers le nord-est.

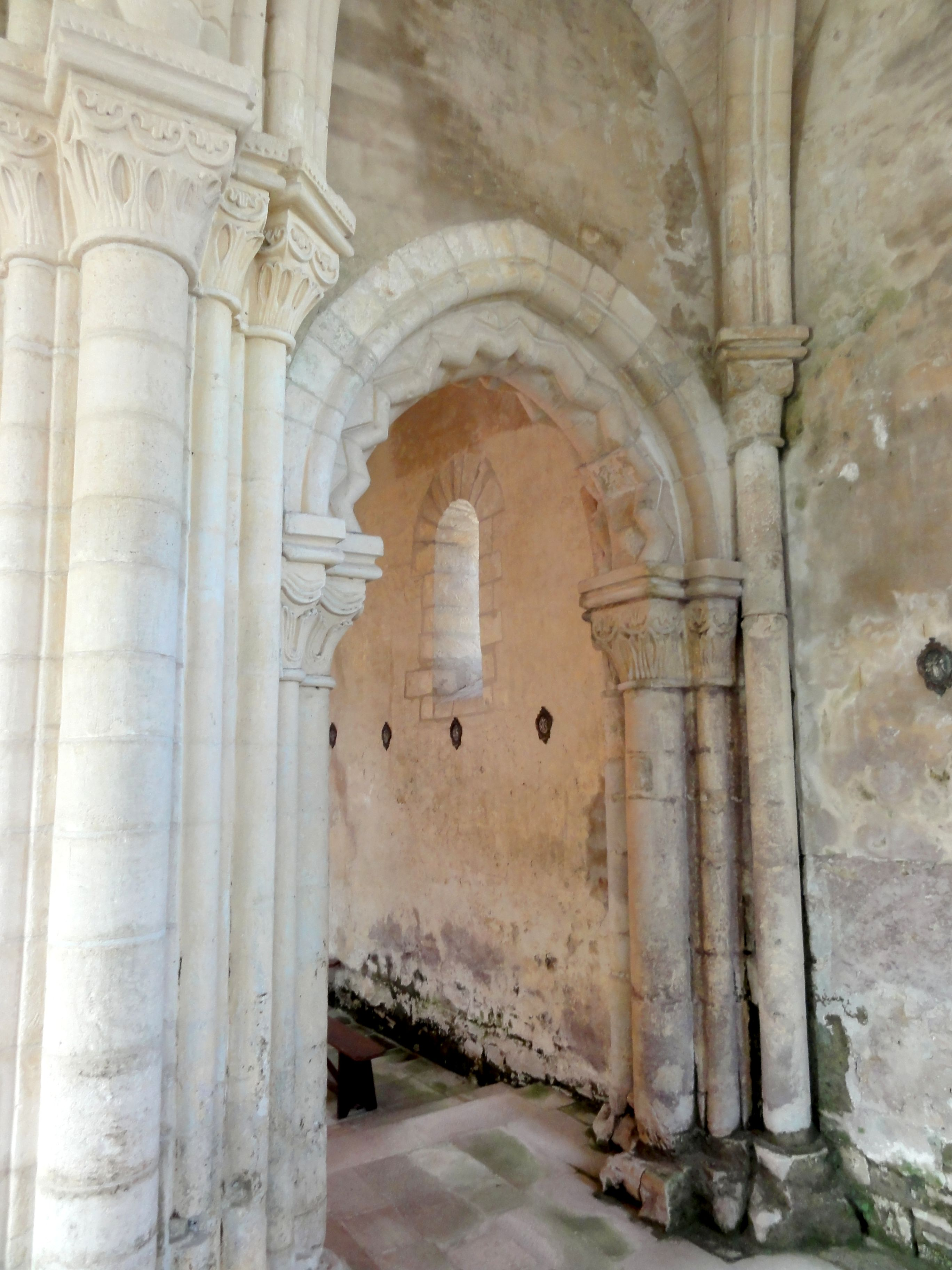
Croisillon nord, arcade vers le bas-côté nord, décor de bâtons brisés.

Les origines de la paroisse de Foulangues sont inconnues. Le vocable de son église, qui est placée sous la protection de saint Denis, indique une fondation ancienne. La tradition locale établit un lien entre le patron et l'abbaye Saint-Denis, qui au Moyen Âge possède effectivement des terres dans de nombreuses paroisses voisines, et représente l'un des plus gros propriétaires fonciers de la région. On suppose donc que la paroisse aurait été fondée par les religieux de Saint-Denis, mais c'est une simple hypothèse. En tout cas, si l'abbaye Saint-Denis a joué un rôle à Foulangues, elle s'efface au XIIIe siècle au profit d'autres seigneurs. En 1286, le cardinal Jean Cholet donne tout ce qu'il possède à Foulangues à l'abbaye Saint-Lucien de Beauvais. En 1350, Philippe II de Trie, seigneur de Mareil-en-France et du Plessis-Gassot, lègue à cette même abbaye tous les biens qu'il avait acquis à Foulangues. En contrepartie, quatre grand-messes avec diacre et sous-diacre doivent être célébrées chaque année pour le salut de son âme. L'abbaye Saint-Lucien de Beauvais reste seigneur de Foulangues pour partie sous tout l'Ancien Régime. L'autre partie de Foulangues appartient au seigneur de Balagny-sur-Thérain. Sur le plan ecclésiastique, la paroisse de Foulangues dépend du doyenné de Mouchy-le-Châtel, de l'archidiaconé de Clermont et du diocèse de Beauvais. La cure est à la nomination de l'évêque de Beauvais.
Quelques minces éléments de la vie paroissiale sous l'Ancien Régime sont rapportés par Roger Ana, qui a épluché les rares documents d'archives qui subsistent à ce jour. En octobre 1661, Jeanne Jacquelot donne à la paroisse une parcelle de jardin afin de fonder une messe obituaire. En octobre 1668, le conseil de fabrique se propose de louer au plus offrant trois pièces de terre. Le curé d'alors se nomme Dappre. Un bail pour des terres est signé en juillet 1716 avec François de Mailly, archevêque de Reims. En 1745, l'assemblée des paroissiens décide de remplacer le beffroi du clocher et de munir ses baies d'abat-son. Normalement, ces travaux auraient dû être pris en charge par l'abbaye Saint-Lucien de Beauvais en tant que gros décimateur, mais elle néglige apparemment son devoir depuis plus de cinquante ans. Le curé est Jacques Renard. Sous la Révolution française, comme partout ailleurs, toutes les cloches sauf une doivent être envoyées à Paris pour être fondues. Selon Roger Ana, la descente des cloches engendre des protestations. L'église est également dépouillée de son argenterie. L'interdiction du culte catholique à la fin de l'année 1793 est ignorée dans un premier temps, ce qui est un fait assez rare pour mériter d'être signalé. Sous la contrainte, l'abbé Auty renonce à ses fonctions de prêtre. Apparemment les sources d'archives sont plus riches pour cette période révolutionnaire, mais Roger Ana le livre pas davantage de détails. Dès le XIXe siècle, la paroisse de Foulangues est rattachée à celle de Balagny-sur-Thérain. Aujourd'hui, Foulangues fait partie de la paroisse Sainte-Claire de Mouy. La vie spirituelle, quasiment éteinte, se limite à trois messes dominicales anticipées célébrées certains samedis à 18 h 30, pendant la période d'avril à septembre / octobre. S'y ajoutent quelques célébrations particulières.
Les archives ne conservent aucun document concernant la construction de l'église de Foulangues. Tous les renseignements doivent être tirés de l'analyse archéologique. L'intérêt de l'édifice a été reconnu par Louis Graves, en 1842, et par le Dr Eugène Woillez, qui le présente dans son ouvrage fondamental Archéologie des monuments religieux de l'ancien Beauvoisis pendant la métamorphose romane, paru en plusieurs livraisons au cours des années 1840. Au tournant des XIXe et XXe siècles, plusieurs savants reconnus, tels qu'Eugène Lefèvre-Pontalis, le Dr René Parmentier, de Clermont, et Louis Régnier mentionnent l'église de Foulangues dans des articles consacrés à d'autres églises et soulignent son importance, sans jamais l'étudier : c'est ce que constate Jean Vergnet-Ruiz en 1949, quand il publie l'unique étude quelque peu détaillée dont le monument a bénéficié jusqu'à ce jour. Roger Ana, historien de Foulangues, a mal lu l'article de Vergnet-Ruiz et compris le contraire. Il attire toutefois l'attention sur la thèse (inédite) de M. Hermite, présentée en 1956 par ce futur architecte en chef des monuments historiques de 1959 à 1978,,. En résumé, la nef et les bas-côtés sont voûtés, ou construits, au cours des années 1140. Si ce n'est que le voûtement qui a lieu à cette époque, les murs hauts de la nef pourraient remonter à la fin du XIe ou au début du XIIe siècle, et il y aurait eu primitivement une nef plafonnée. Le transept et le chœur ne sont apparemment bâtis qu'au milieu du XIIe siècle, et le clocher est même datable d'autour de 1200. Initialement, les croisillons se prolongeaient par des chapelles orientées. Celle du nord est remplacée par une chapelle gothique vers 1200, et celle du sud par une chapelle gothique flamboyante pendant la première moitié du XVIe siècle. À cette même époque, le mur méridional du croisillon sud et le chevet du chœur sont également refaits dans le même style, et un nouveau portail est aménagé au début du bas-côté sud de la nef. Le reste du mur du bas-côté sud est remplacé un peu plus tard.
À la suite d'un vœu émis par la Société française d'archéologie lors de son congrès de Beauvais en 1905, l'église est classée monument historique par arrêté du 11 septembre 1906, assez tardivement pour un édifice de cette importance archéologique. Elle se trouve alors dans un état d'abandon avancé et n'a plus fait l'objet de travaux d'entretien depuis le XIXe siècle. La flèche en pierre du clocher avait déjà été abattue en 1842 afin d'éviter son effondrement. Au commencement du XXIe siècle, la solidité de l'édifice se trouve compromis par les intempéries et les ordures déposés devant le mur occidental par la ferme voisine. En 1927, le mur se déverse ; la voûte de la première travée de la nef menace de s'effondrer ; les murs latéraux ne résistent plus au poids du clocher ; et le clocher lui-même s'incline dangereusement. La restauration de l'église intervient in extremis grâce à l'intervention de l'association La Sauvegarde de l'art français, et plus particulièrement grâce à la générosité d'un amateur américain, qui permettent à la fondation de remettre une enveloppe de 25 000 francs à l'administration des Monuments historiques. La première phase de la restauration intervient en 1928-1930 sous la direction de l'architecte en chef A. Collin. Elle porte sur la consolidation du mur occidental, du clocher et des voûtes. Une seconde phase de restauration en 1960 porte sur l'abaissement du sol vers son niveau initial, afin de dégager les bases des colonnes et rendre à l'église son caractère élancé.

## Description

### Aperçu général

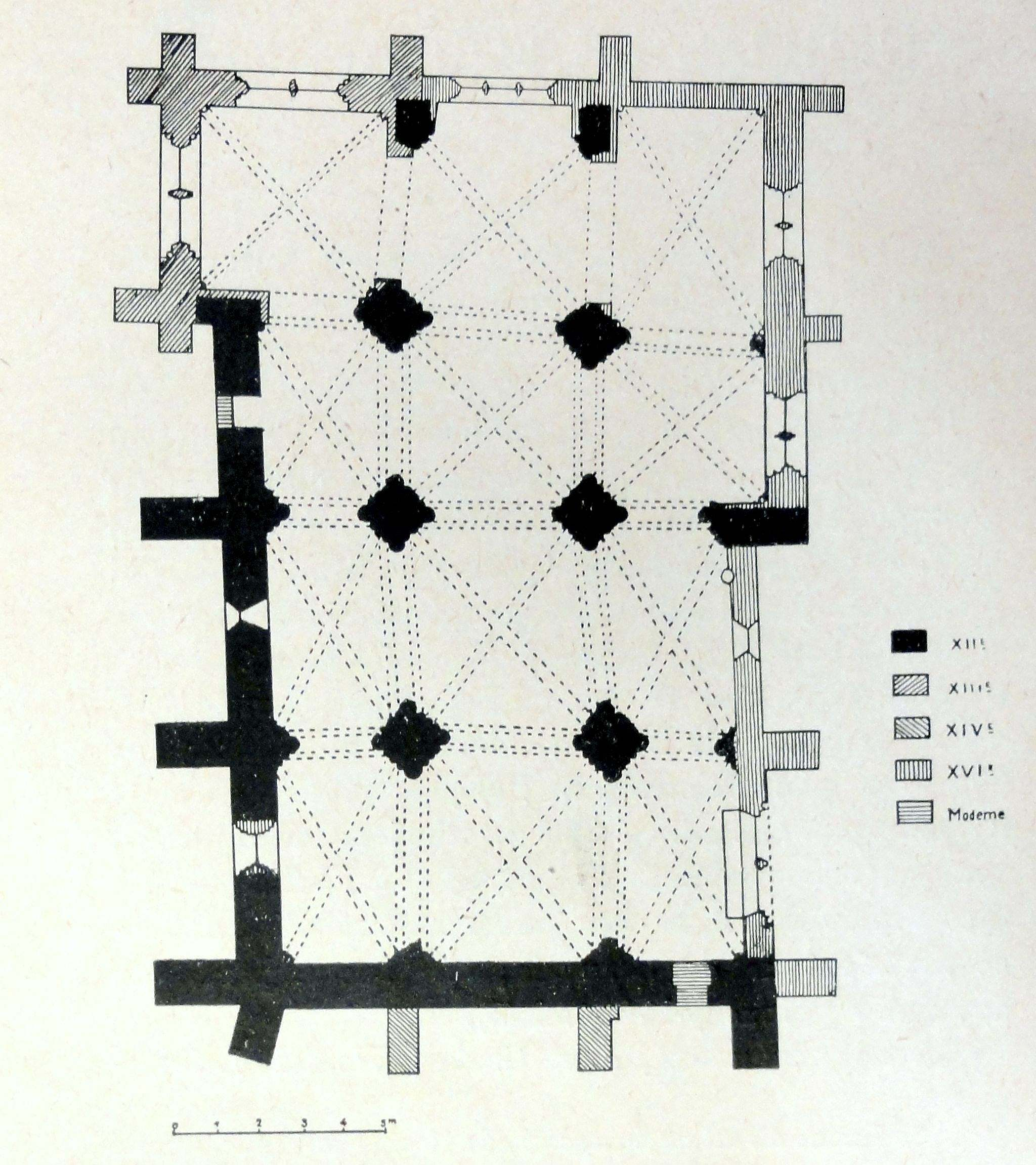
Plan de l'église.

L'église n'est pas tout à fait régulièrement orientée : son axe est dérivé de 32° vers le nord-est du côté du chevet. Le plan de l'église s'inscrit dans un rectangle longue de 21,10 m et large de 10,75 m dans-œuvre, mais peut être ramené vers un plan cruciforme. Elle se compose d'une nef de deux travées accompagnée de deux bas-côtés ; d'un transept non saillant dont la croisée du transept supporte le clocher octogonal d'un seul étage ; d'un chœur au chevet plat d'une seule travée ; et de deux chapelles latérales du chœur, qui ont les mêmes dimensions que lui, mais sont toutes les deux différentes. L'ensemble de l'église est voûté d'ogives. L'unique portail s'ouvre dans la première travée du bas-côté sud, et l'on descend cinq marches une fois franchi le seuil. La porte vers la cour de l'ancien presbytère et la porte du croisillon nord sont condamnées, car donnant sur des propriétés privées. La nef avec les bas-côtés, le croisillon nord avec la chapelle latérale sud et le chœur, ainsi que la chapelle latérale nord, sont recouverts indépendamment par trois toits à deux rampants avec des pignons à l'ouest et à l'est. Deux pignons se côtoient au chevet, qui par ailleurs est oblique par rapport à l'axe de l'édifice. En plus, un rampant supplémentaire s'adosse au clocher côté est, en s'insérant entre les toits en bâtière des parties orientales. Le croisillon nord garde son pignon primitif donnant vers le nord. La structure des toitures, assez déroutante, ne reflète donc pas la disposition intérieure. Les deux croisillons ne sont guère différents à l'intérieur, et la nef possède une élévation à deux étages, avec étage des grandes arcades et étage des fenêtres hautes, même si celles-ci sont bouchées et invisibles depuis l'extérieur.

### Extérieur

#### Élévations latérales et chevet

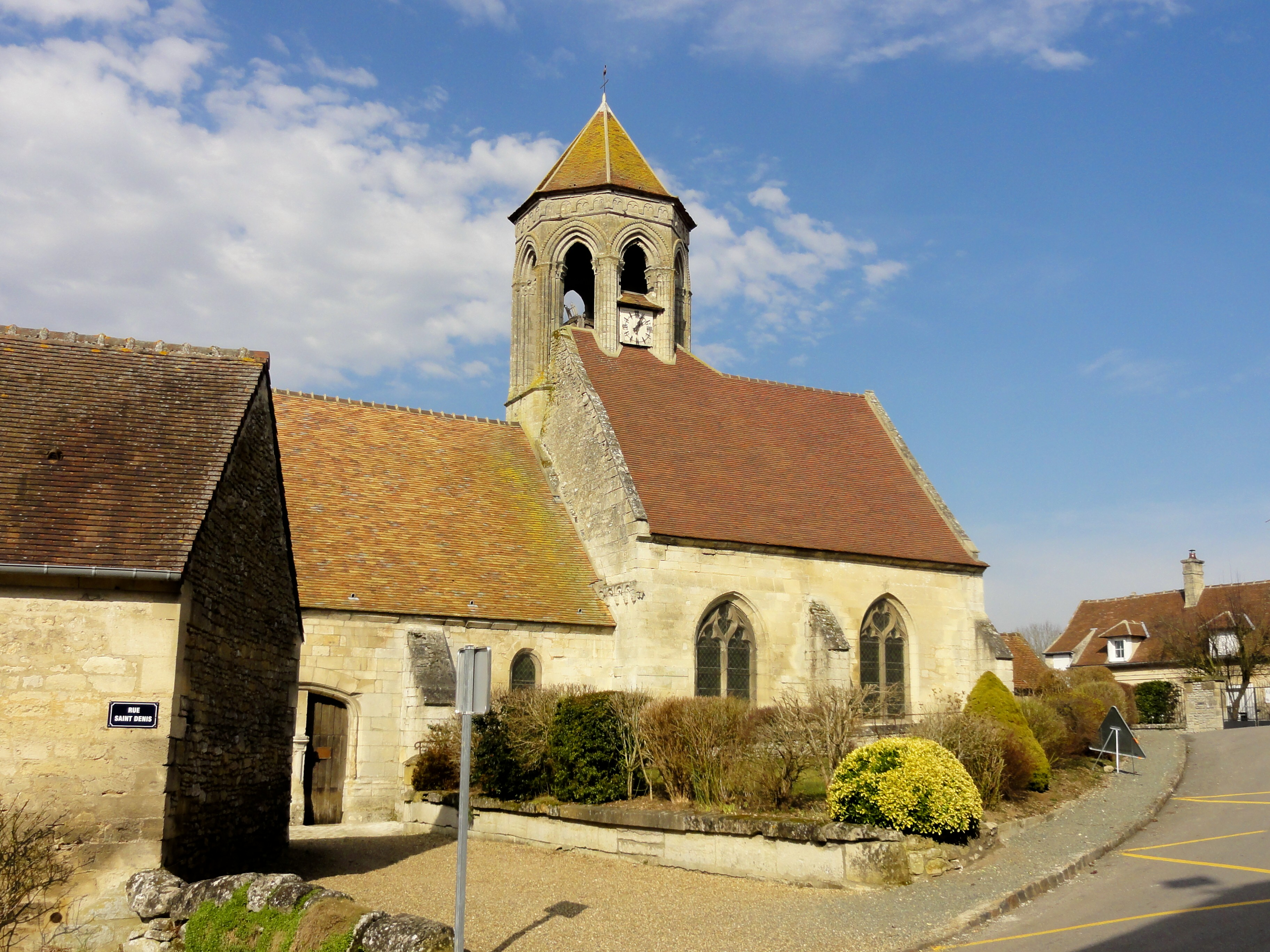
Vue depuis le sud-ouest.

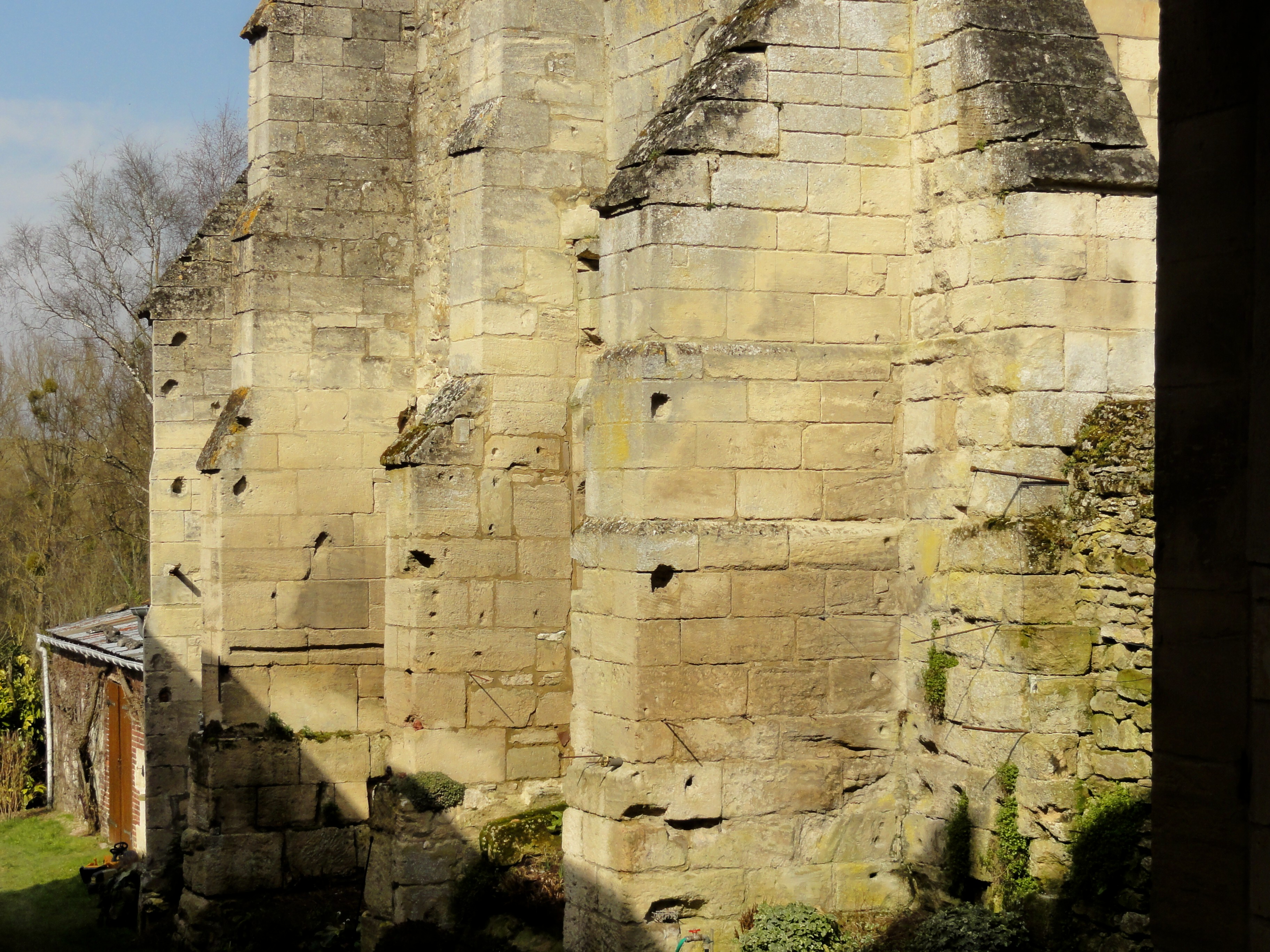
Contreforts du mur occidental.

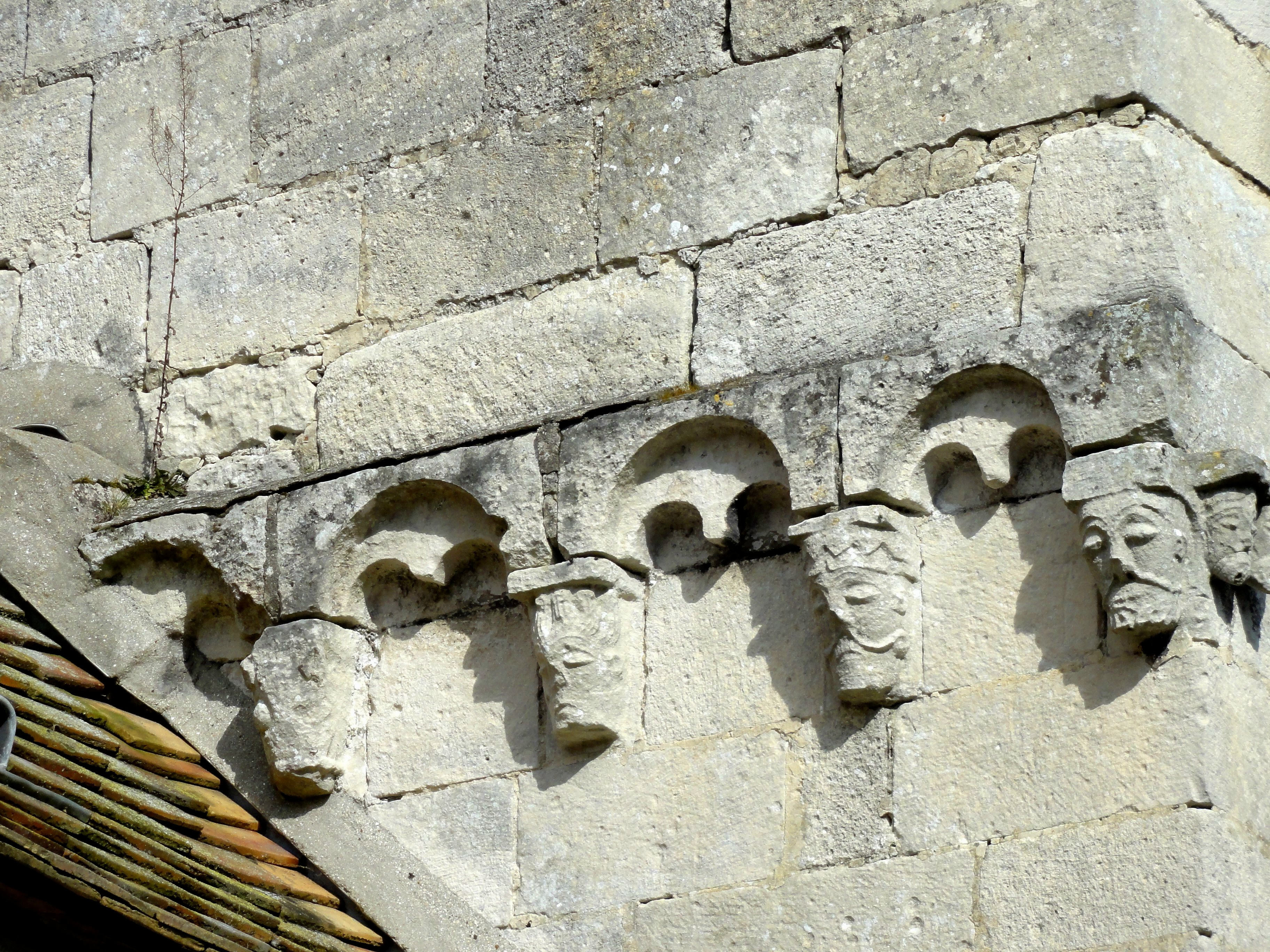
Corniche beauvaisine à l'ouest du croisillon sud.

L'extérieur de l'église de Foulangues ne reflète pas son plan, ni son âge et son époque réels, exception faite de quelques détails. Sur les douze travées que compte l'église, dix sont de style roman tardif et datent des années 1140 / 1150, mais les murs extérieurs ont été refaits à différentes époques, sauf celui de la deuxième travée du bas-côté nord et du croisillon nord. Ce dernier est bâti en moellons, sauf le pignon, qui se retraite légèrement par un fruit. Le seul ornement est un bandeau biseauté en forme de sourcil au-dessus de l'arc de la fenêtre en plein plein cintre. Le mur du bas-côté nord présente également un appareil en moellons irréguliers, et comme le croisillon nord, il est épaulé par de puissants contreforts très saillants, qui comportent une retraite par un glacis formant larmier présent sur ses trois faces, et qui s'amortissent par un long glacis. La chapelle gothique à l'angle nord-est de l'édifice possédant des contreforts analogues, mais moins saillants, il faut conclure que ce fut au début du XIIIe siècle qu'il devint nécessaire de contrebuter plus efficacement ces trois travées romanes. La deuxième travée du bas-côté conserve une petite fenêtre en plein cintre qui pourrait dater d'origine. La fenêtre de la première travée est en arc brisé et entourée de moulures, une gorge et un cavet, ce qui indique la période gothique flamboyante et sans doute la première moitié du XVIe siècle, car ce fut à cette époque que le mur du bas-côté sud fut remanié. Il n'y a pas de façade occidentale, car l'église donne sur l'ancien presbytère de ce côté. Dans l'axe du bas-côté sud, subsistent les traces d'une fenêtre bouchée, et la porte de la nef, fortement excentrée vers le sud, est également bouchée. Jean Vergnet-Ruiz signale les contreforts plats d'origine, qui sont peut-être antérieurs au voûtement de la nef. L'auteur date les contreforts actuels du XIVe siècle. Également très saillants, ils se terminent par un long glacis formant larmier, comme au nord, mais ils sont néanmoins différents. Les deux contreforts correspondant aux bas-côtés comportent deux retraits par un fruit, sur les trois faces, alors que les deux contreforts correspondant à la nef comportent deux retraits par des larmiers, sur la face antérieure uniquement.
Le mur du bas-côté sud du XVIe siècle est entièrement bâti en pierre de taille, et offre un portail flamboyant en anse de panier, d'une facture assez simple, mais assez élégant. Les deux portes sont séparées par un trumeau, qui comporte une console à mi-hauteur. Elle servait de support à la statue d'un saint évêque, qui a disparu depuis, et ne se trouve pas non plus à l'intérieur de l'église. Le contrefort central devrait dater de la même campagne que ceux du mur occidental. La fenêtre de la seconde travée est en plein cintre, mais plus grande que son homologue roman au nord, et n'est sans doute pas antérieur au milieu du XVIe siècle. — À droite du bas-côté, en regardant l'église de face depuis le sud, le mur en retour d'équerre présente en hauteur une corniche beauvaisine, qui est un élément décoratif caractéristique de la région au XIIe siècle. Des arcatures en plein cintre sont réséquées en deux arcatures plus petites, et retombent sur des têtes sculptées, dont deux sont couronnées. Souvent, ce sont seulement des modillons. Ici, deux petites têtes font suite à la corniche sur l'ancien mur-pignon. — Le relief de la corniche diminue successivement jusqu'à sa disparition vers 1200, et il est très prononcé ici, ce qui donne à penser à Jean Vergnet-Ruiz qu'elle représente un vestige de la précédente église. En même temps, la hauteur depuis le sol correspond au niveau du pignon du XIIe siècle du croisillon nord. Comme il sera démontré plus tard sur la base des analyses menés par Dominique Vermand, le transept et le chœur ne sont pas beaucoup postérieurs à 1150 contrairement à ce que croit Jean Vergnet-Ruiz, et dans ce cas, il n'est plus nécessaire de considérer la corniche comme antérieure à l'intérieur de l'église.
Sur la partie droite de l'élévation méridionale, l'on voit le mur gouttereau d'un complexe de la première moitié du XVIe siècle, qui fait saillie devant le bas-côté, contrairement à ce que l'on observe sur l'élévation septentrionale. Le large pignon de la partie gauche du chevet fait également partie de ce complexe du XVIe siècle, qui est bâti en pierre de taille et très sobre. Il cache en réalité le croisillon sud du milieu du XIIe siècle, et le chœur de la même époque, tous les deux romans. Seule la chapelle d'une travée à l'angle sud-est de l'église date tout en entier du XVIe siècle, et lors de sa construction, les murs des deux travées adjacentes ont été rebâtis. L'on n'y trouve pas les éléments habituels du vocabulaire décoratif flamboyant, mais seulement trois fenêtres au réseau flamboyant. Les deux fenêtres au sud sont à deux lancettes aux têtes trilobées, surmontées d'un soufflet et de deux mouchettes. La chapelle n'a pas de fenêtre orientale : un appentis ayant servi de remise de la pompe à incendie y a été accolé. Ensuite, la baie orientale du chœur est plus large et présente trois lancettes aux têtes trilobées. Le deuxième pignon du chevet est plus étroit et plus aigu à la fois. Il appartient à la chapelle latérale d'autour de 1200, qui a été bâti avec beaucoup de soin, comme le montre le recours à la pierre de taille et les différents détails de la décoration. Un bandeau mouluré de deux baguettes court à la naissance du pignon, qui est sommé d'une croix en antéfixe. Les fenêtres à l'est et au nord se composent de deux lancettes simples surmontées d'un oculus, qui s'inscrivent dans un arc de décharge commun. Il est très aigu et souligné par un tore, qui se poursuit sur les piédroits, et qui est garni de petits chapiteaux au niveau des impostes. Au-dessus de l'arc, le tore est secondé par un cordon de têtes de clous, qui retombe sur deux têtes saillantes. Reste à signaler la couverture en dalles de pierre du toit, comme les bas-côtés de la collégiale de Montataire, et les parties orientales des églises de Rousseloy et Saint-Vaast-lès-Mello.

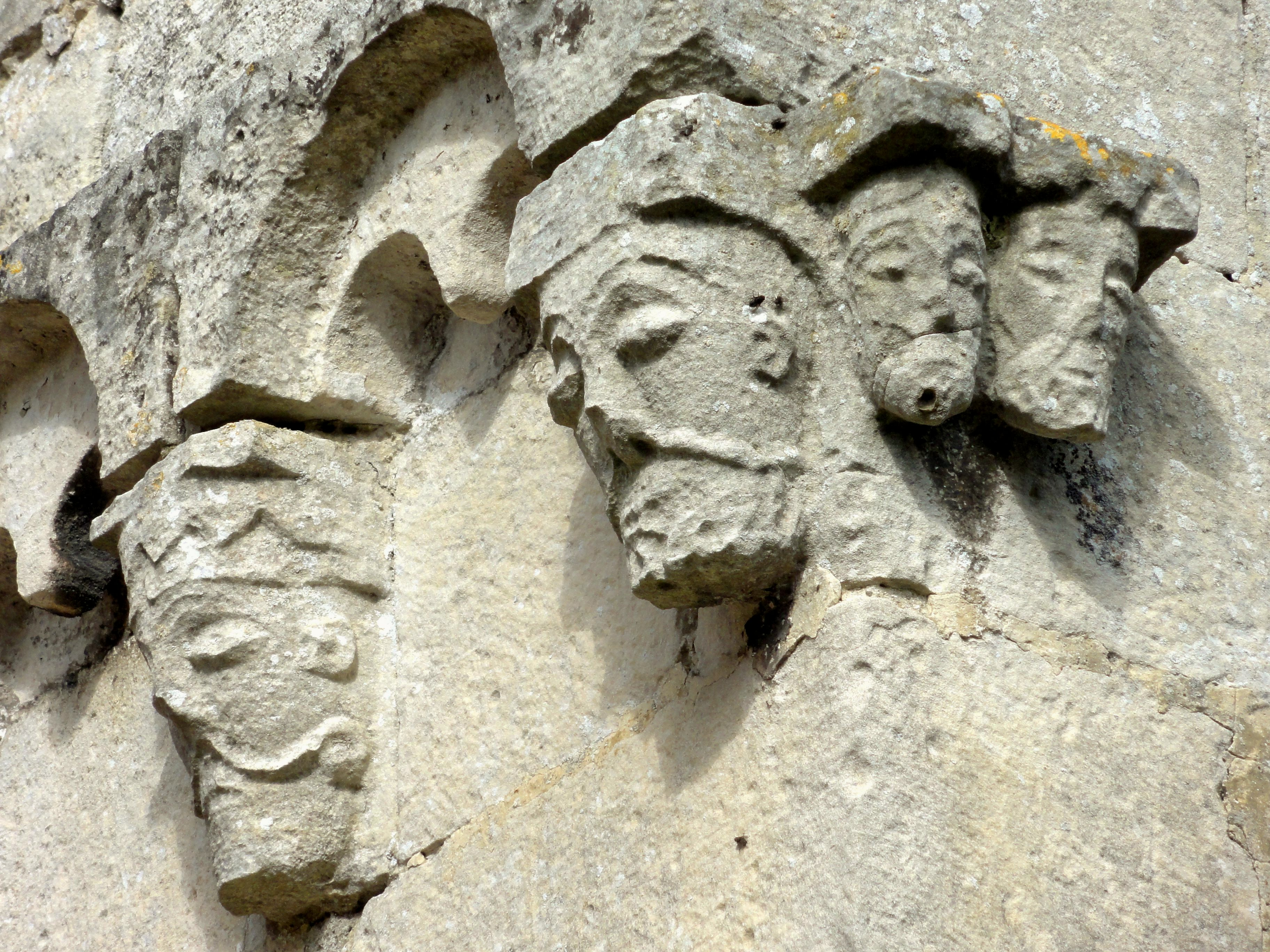
Détail de la corniche beauvaisine.
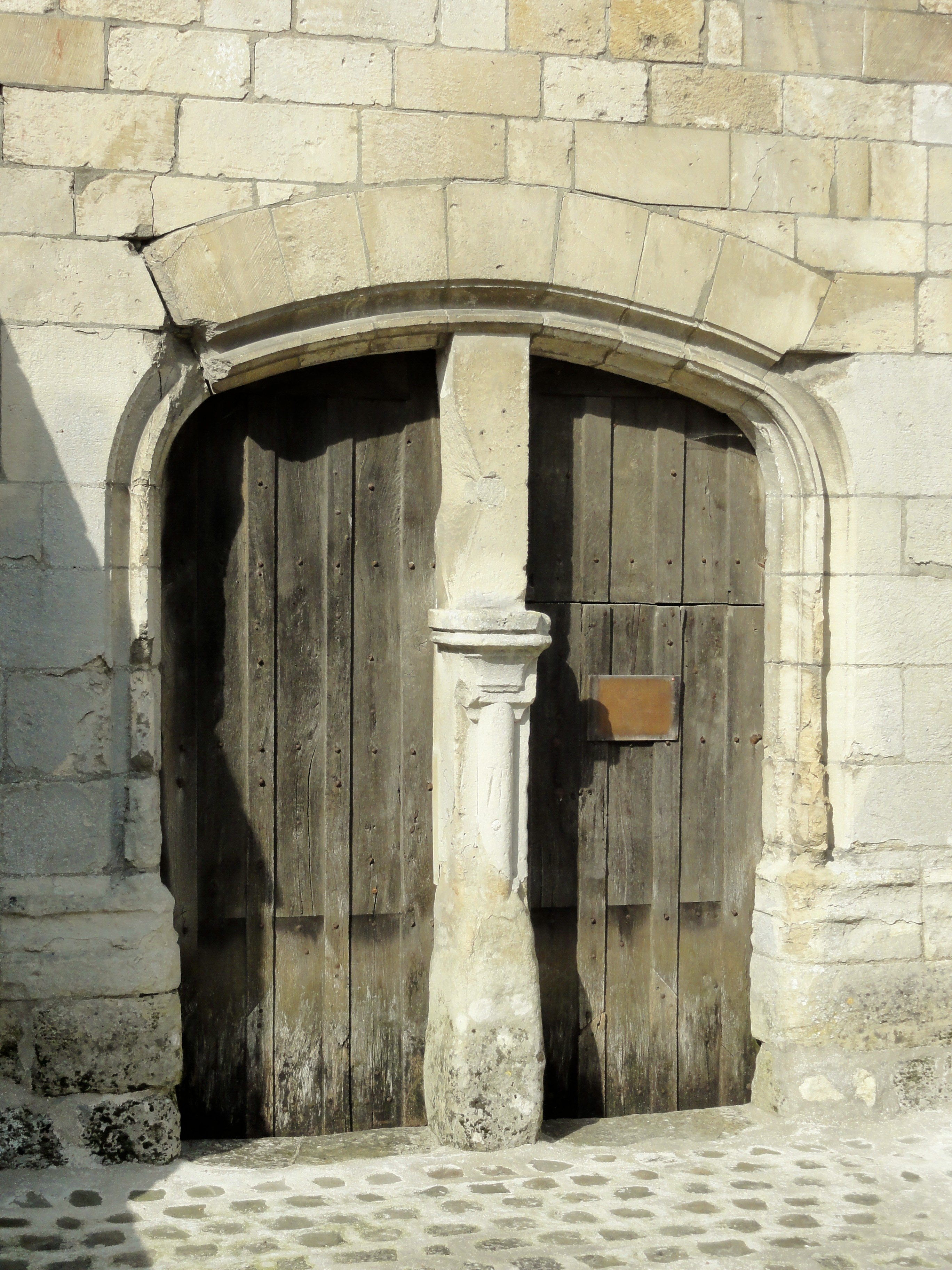
Bas-côté sud, portail flamboyant de la 1re travée.
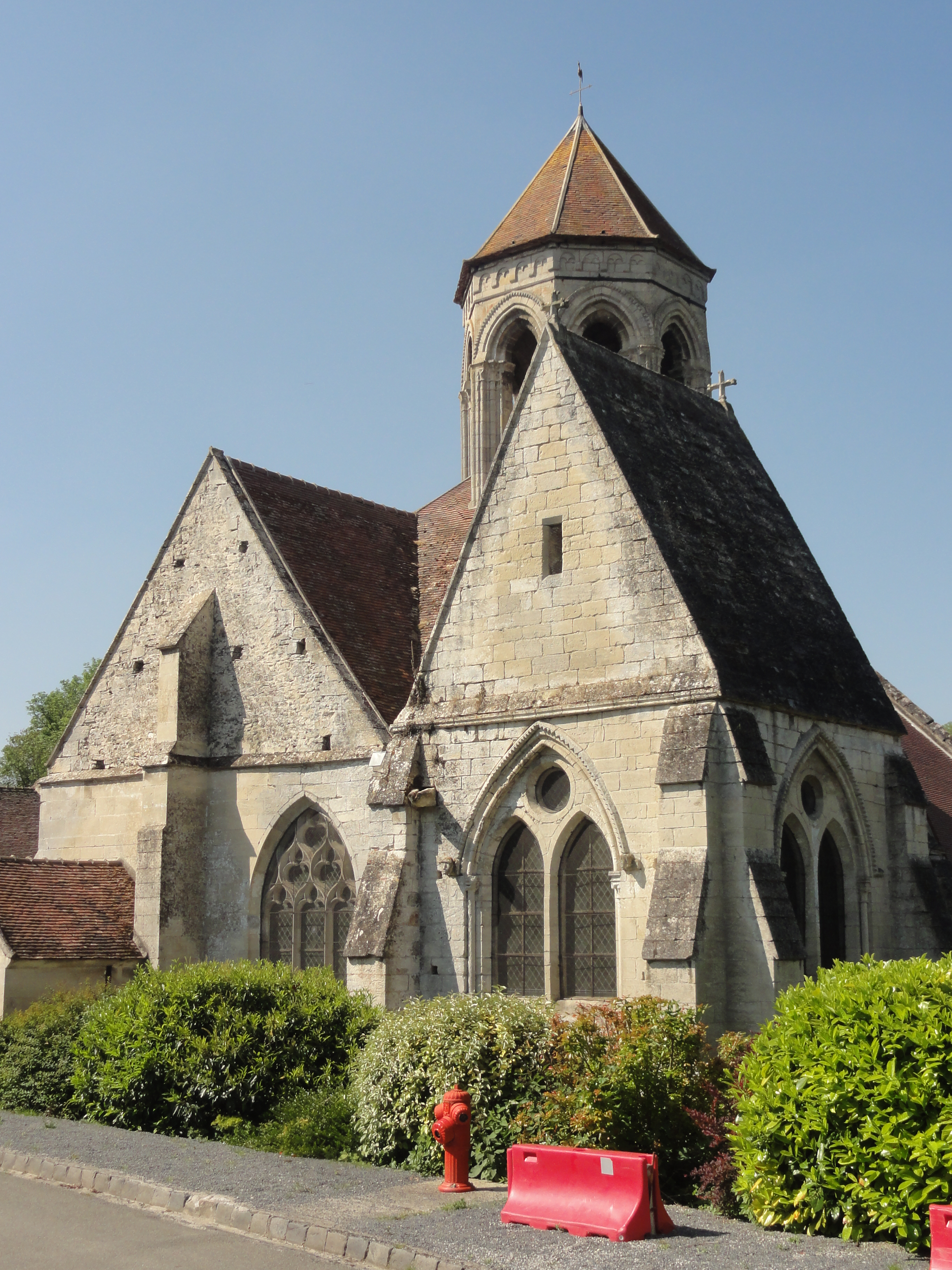
Chevet de l'église, vue depuis l'est.
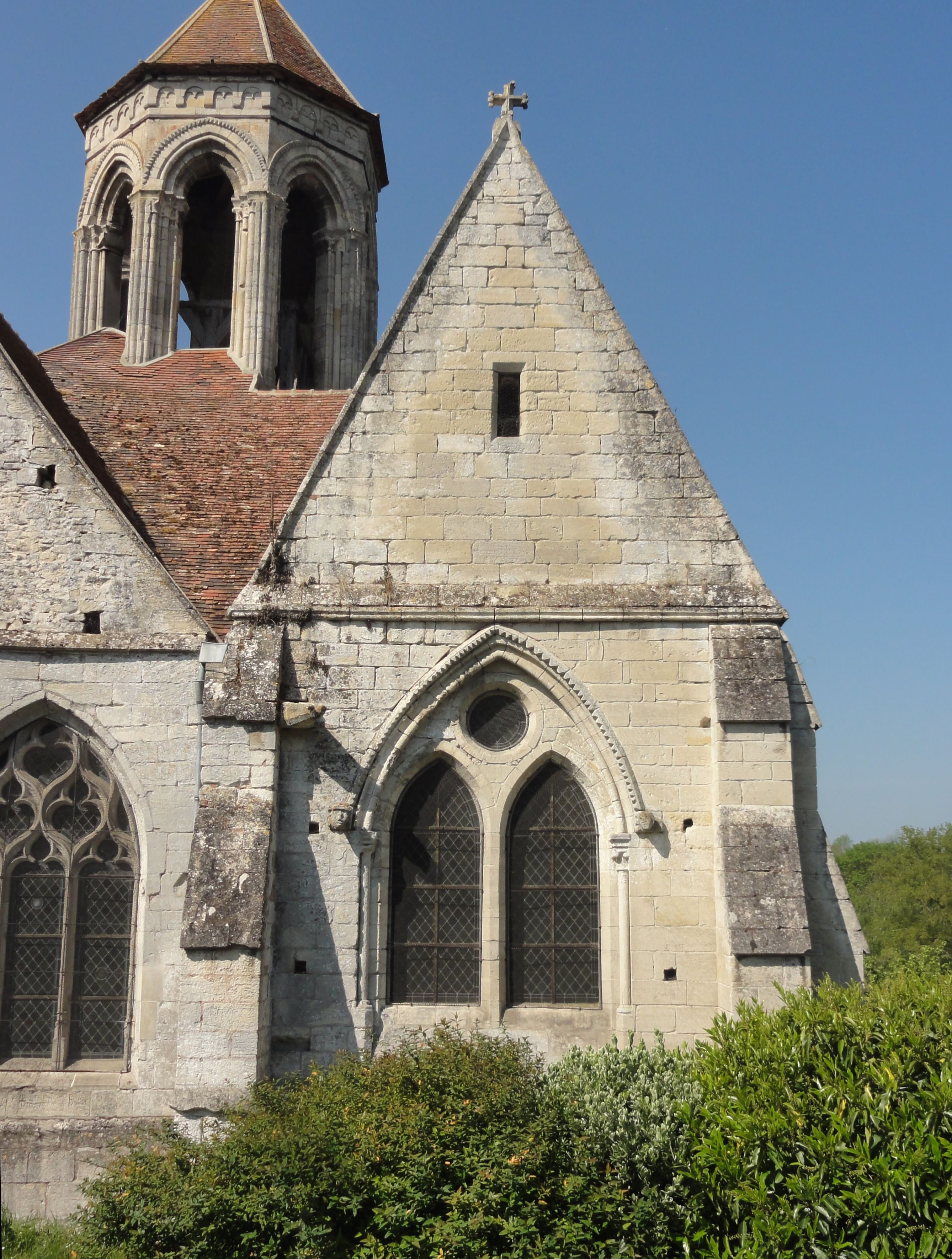
Chapelle latérale nord, chevet.
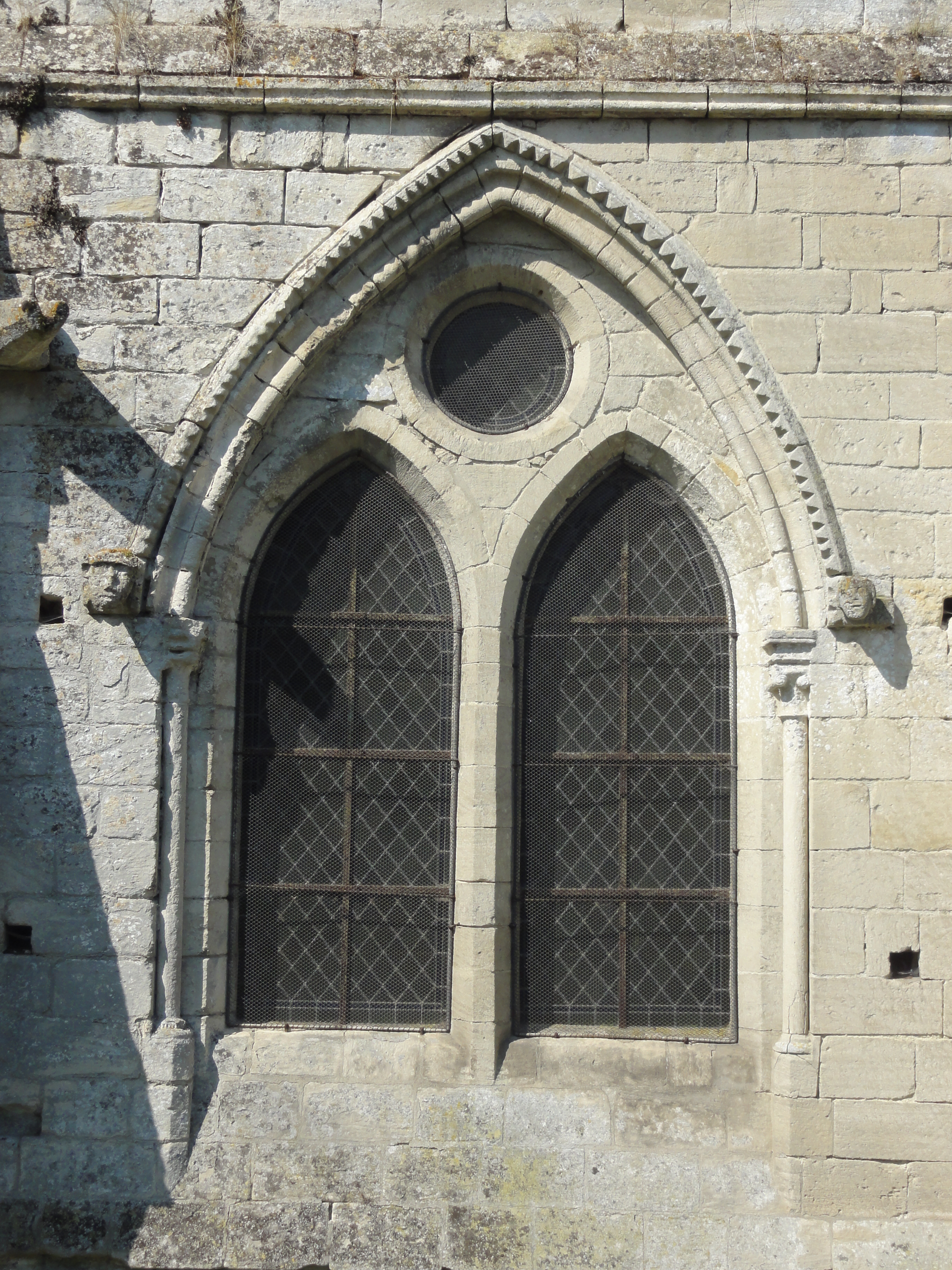
Chapelle latérale nord, fenêtre du chevet.
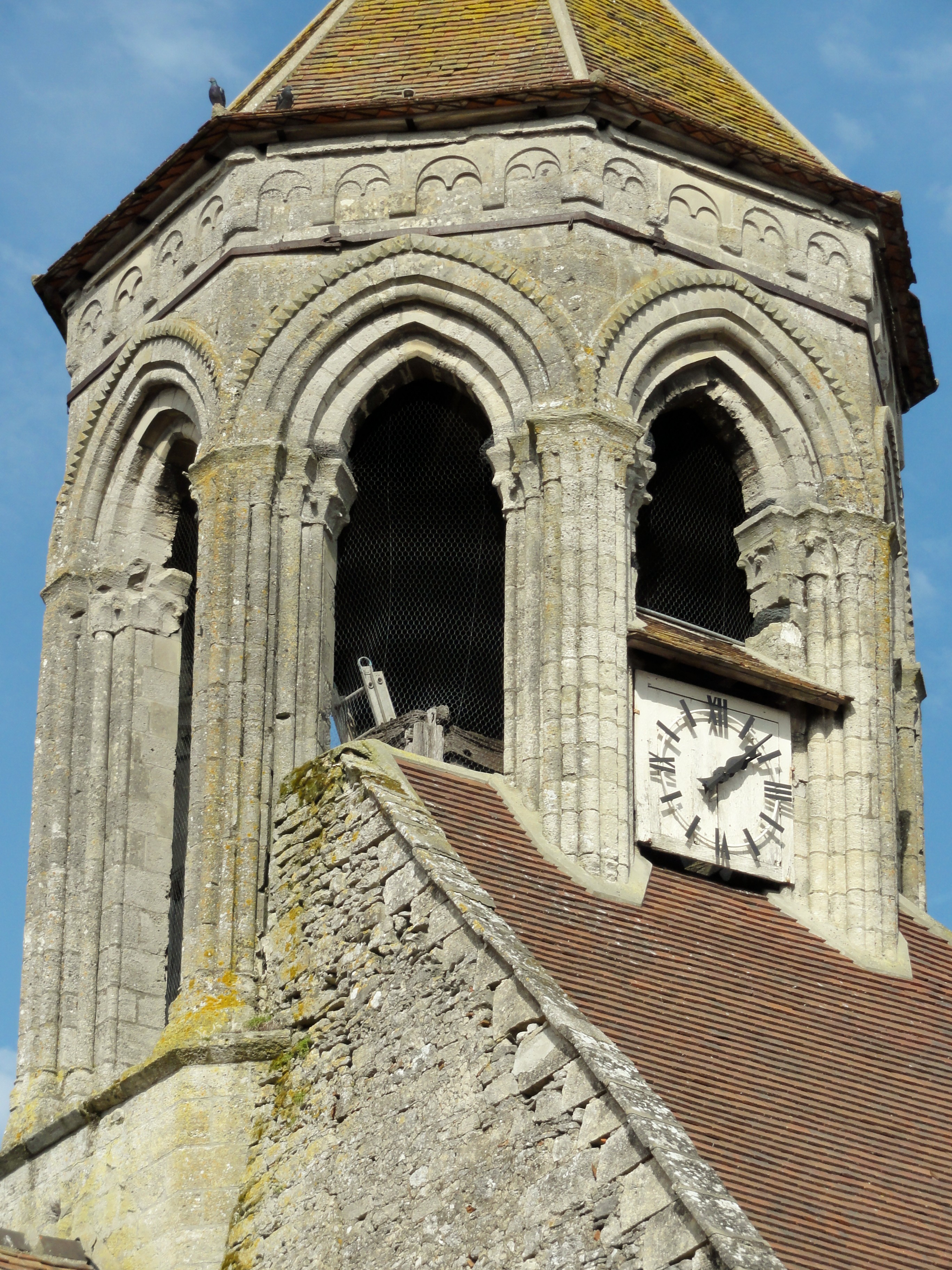
Vue rapprochée des baies du clocher.

#### Clocher

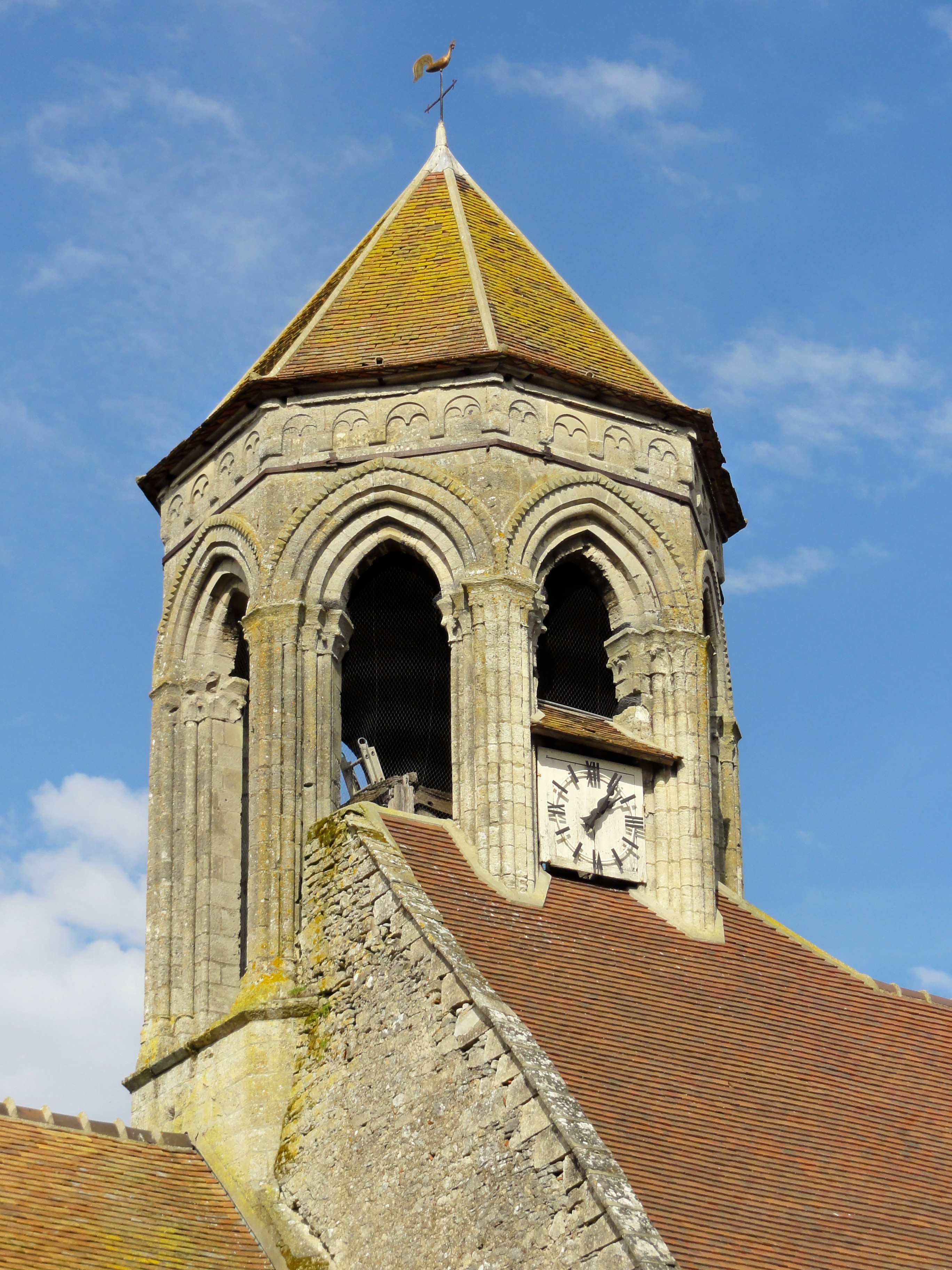
Étage du clocher.

Le clocher appartient à la famille des clochers octogonaux du Beauvaisis et du Vexin français du XIIe siècle, dont il représente sans doute le plus jeune membre. Édifié vers 1200, il est contemporain de la chapelle latérale nord du chœur, et n'a plus rien de roman. Les autres clochers du même type sont Brueil-en-Vexin, Condécourt, Jambville, Rieux (aujourd'hui mutilé), avec un seul étage ; Bouconvillers, Cambronne-lès-Clermont, Cauvigny, Lierville, Tracy-le-Val (en dehors du périmètre signalé), avec deux étages ; et Acy-en-Multien (en dehors du périmètre signalé), avec trois étages. La question si le clocher compte un ou deux étages n'est pas évidente à trancher : au nord, où le toit en bâtière du croisillon conserve son niveau d'origine, on aperçoit la courte section où s'opère, moyennant des glacis aux angles, le passage du plan carré vers le plan octogonal. Cette section est bâtie en moellons et dépourvue de fenêtres. Elle se termine par un bandeau biseauté, sur lequel prennent appui les huit piliers qui cantonnent les baies en tiers-point, et qui supportaient initialement une flèche de pierre. Les baies sont flanquées de pilastres plats, qui supportent une première archivolte non moulurée et simplement chanfreinée. Au niveau des impostes, les pilastres sont agrémentés de chapiteaux de crochets de plan rectangulaire. Ils sont assortis aux chapiteaux des deux paires de fines colonnettes appareillées, qui supportent les deux autres archivoltes. Seule l'archivolte supérieure est moulurée d'un tore. Aux colonnettes des fenêtres, s'ajoutent des colonnettes supplémentaires qui ornent les angles de l'étage. Le décor est complété par des cordons de têtes de clous au-dessus des fenêtres, qui vont d'un angle à l'autre. Les murs se terminent par une corniche beauvaisine très plate, et sans modillons ou autres éléments sculptés. Elle devrait marquer l'extrême fin de l'emploi de la corniche beauvaisine dans la région.

### Intérieur

#### Nef

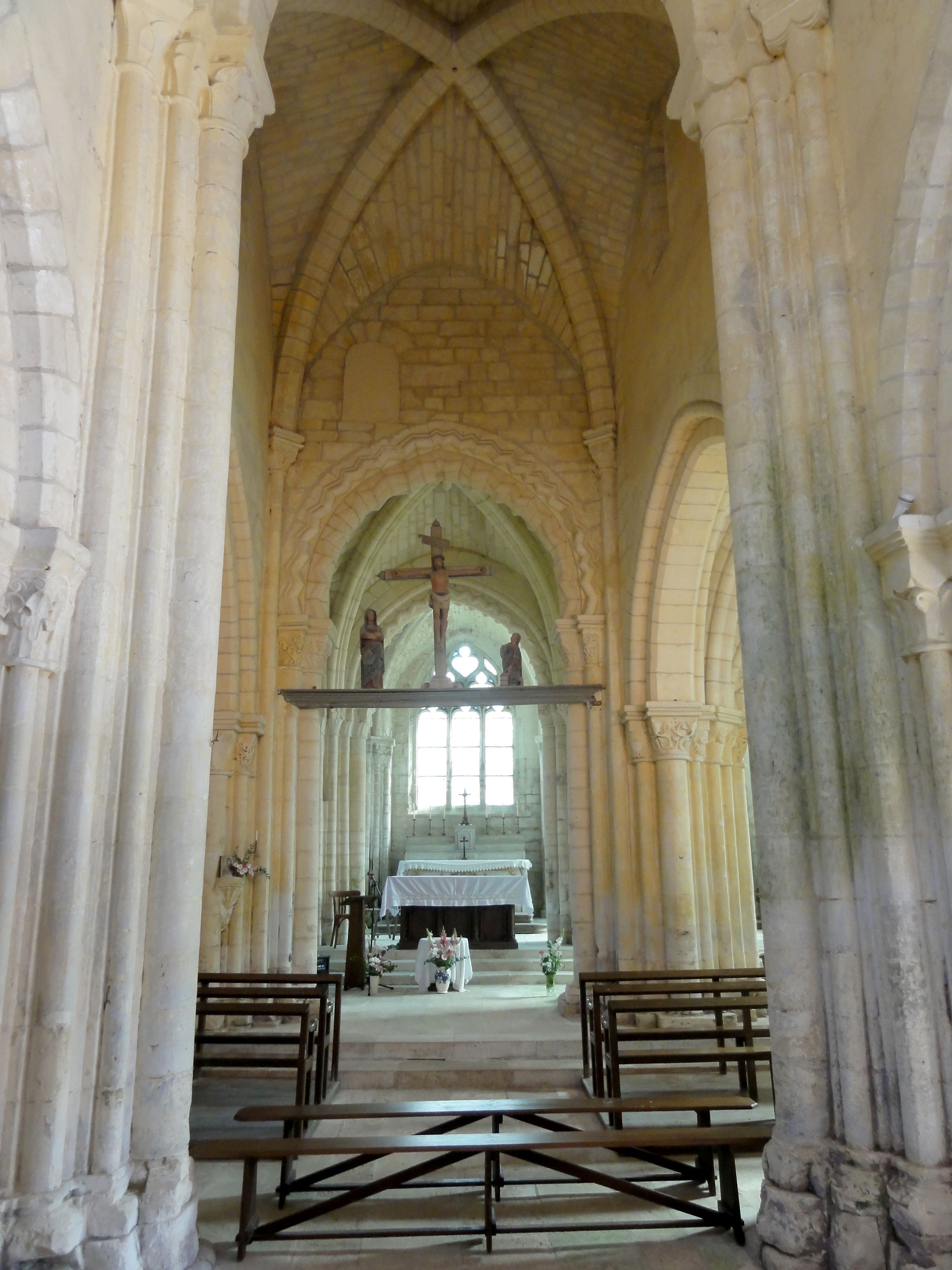
Nef, vue vers l'est.

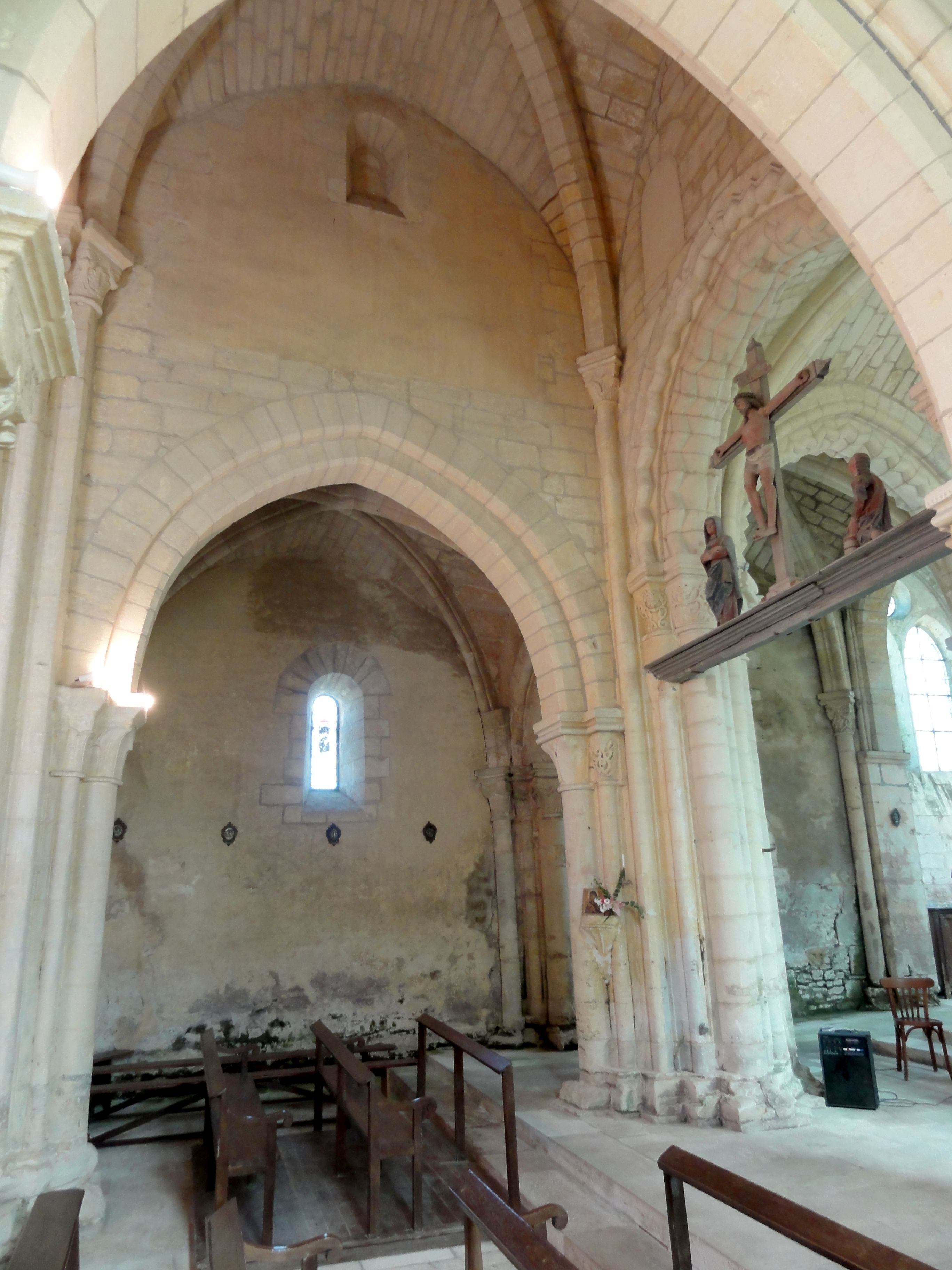
2e travée, élévation nord.

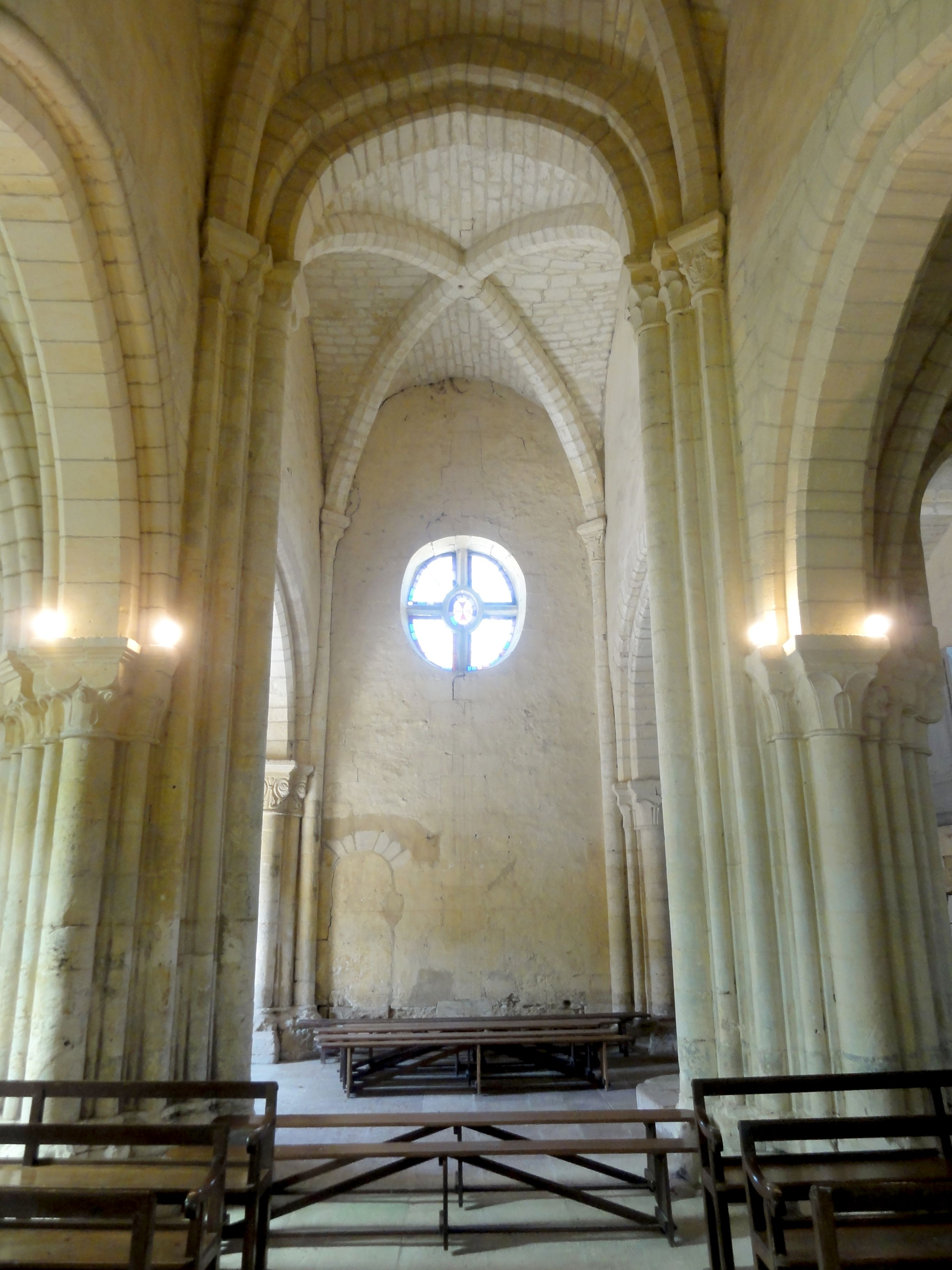
Nef, vue vers l'ouest.

La nef ne comporte que deux travées, ce qui correspond au strict minimum possible, et à la petite taille du village, qui a rarement dépassé les deux cents habitants. Mais ce n'est pas que le nombre de travées qui doit être pris en compte, aussi sa longueur : Elle est de 9,86 m, soit un peu moins que la moitié de l'église en sa totalité. C'est l'une des rares nefs voûtées de cette époque avec seulement deux travées, un autre exemple étant Gaillon-sur-Montcient. Les grandes arcades faisant communiquer la nef avec les bas-côtés sont donc relativement larges. Elles sont déjà en arc brisé, ce qui indique la fin de la période romane, et une date en principe postérieure à 1130. La nef est particulièrement étroite, à savoir 3,85 m, ce qui fait apparaître la hauteur encore plus importante qu'elle ne l'est en réalité, soit 9,85 m avant l'abaissement du sol. Jean Vergnet-Ruiz qualifie ces proportions d'insolites. Au-dessus des grandes arcades, l'on trouve un étage de murs aveugles, qui était l'étage des fenêtres hautes avant la construction de la toiture unique actuelle. De très petites fenêtres en plein cintre bouchées sont encore visibles tout en haut des murs de la seconde travée, alors que toute trace s'en est perdue dans la première travée. Aujourd'hui, la nef n'est éclairée directement que par un oculus en haut du mur occidental, que Jean Vergnet-Ruiz date du XIVe siècle. En haut à gauche de l'arc triomphal ouvrant sur la croisée du transept, en même temps base du clocher, l'on voit une baie en plein cintre bouchée, qui permettait d'accéder au clocher moyennant une échelle, avant que l'escalier sommaire du croisillon sud ne fut installé. À propos de l'arc triomphal, on note rapidement une particularité de la mouluration : le rouleau inférieur est décoré d'un rang bâtons brisés. Ce décor d'origine normande confère une ambiance toute particulière à l'église, et il se retrouve sur les autres arcades du transept. Fortement répandus dans le Vexin français et l'Oise, les bâtons brisés sont plus habituellement employés pour la décoration extérieure des portails. À l'intérieur des églises, on les observe sur les grandes arcades de l'église de Bury située à proximité ; dans les absides de l'église Saint-Sulpice de Chars et de l'abbatiale de Saint-Germer-de-Fly ; dans la salle de l'étage du massif occidental de Saint-Leu-d'Esserent ; et, limitée à une arcade ou deux, dans les églises de Béthisy-Saint-Pierre et Néry ; et dans la travée nord de l'avant-nef de la basilique Saint-Denis. C'est à Bury que le motif a été travaillé avec la plus grande virtuosité.
Les deux voûtes de la nef ne sont pas tout à fait identiques : la première est plate, c'est-à-dire ses lignes faîtières sont horizontales, et la seconde est bombée, c'est-à-dire la clé de voûte est située au-dessus du niveau des sommets des arcs d'inscription. Les voûtes bombées étant une caractéristique fréquente des voûtes d'ogives les plus anciennes, la voûte de la seconde travée a probablement été montée en premier lieu. Les formerets sont absents, et les ogives montrent un profil tout à fait archaïque, qui se résume à un simple bandeau chanfreiné. On trouve des profils semblables à Auvillers (commune de Neuilly-sous-Clermont), Beaumont-sur-Oise (base de l'ancien clocher), Saint-Étienne de Beauvais, Cauffry et Fitz-James. Les arcs d'inscription sont brisés. Les ogives retombent sur des tailloirs sommaires placés de biais pour faire face aux ogives, non moulurés et se composant seulement d'une plate-bande et d'un chanfrein. Les chapiteaux sont portés par des colonnettes appareillées, qui près de l'arc-doubleau intermédiaire répondent à un plan en forme d'amande, comme parfois dans l'église Saint-Étienne de Beauvais. Le doubleau est à double rouleau, et son profil est assorti à celui des ogives : ce sont deux rangs de claveaux simplement chanfreinés. Le rouleau inférieur retombe sur les tailloirs carrés de gros chapiteaux portés par des colonnettes d'assez fort diamètre, et le rouleau supérieur retombe sur les tailloirs également carrés de quarts-de-chapiteaux, portés par des colonnettes légèrement plus fines que celles des ogives. On trouve donc des faisceaux de cinq colonnettes à l'intersection entre les deux travées. Ces faisceaux sont assez encombrants, et cet aspect, ainsi que la platitude des contreforts primitifs du mur occidental et les fenêtres hautes évoquant la limite XIe / XIIe siècle, amènent Jean Vergnet-Ruiz à conclure que le voûtement ne date pas d'origine. La nef pourrait donc être plus ancienne, et aurait été primitivement recouverte par un plafond plat, comme à Saint-Léger-aux-Bois,. Dans ses conclusions, Jean-Vergnet-Ruiz oublie un exemple extrême de la période gothique, l'église Saint-Pierre-et-Saint-Paul de Santeuil, dont le voûtement primitif n'a jamais fait de doute, et dont les doubleaux de la croisée du transept n'ont que 1,80 m d'ouverture. Il néglige également la faiblesse des contreforts de l'église Saint-Étienne de Beauvais, dont le voûtement primitif semble également établi.
La question si le voûtement de l'église de Foulangues est primitif ou non s'est posée pour plusieurs auteurs, de même que pour les églises voisines de Bury et Saint-Vaast-lès-Mello. On n'a pas trouvé de réponse définitive, et les avis des auteurs ont évolué au fil de leurs recherches. Eugène Lefèvre-Pontalis a d'abord considéré que l'étroitesse de la nef serait motivée par la volonté de la voûter dès l'origine, à un moment que le voûtement d'ogives fut encore une technique récente : il a été instauré dans le Beauvaisis au début du XIIe siècle, sans doute à l'abbatiale de Saint-Lucien. Ultérieurement Lefèvre-Pontalis a interprété l'absence de formerets comme la marque d'un voûtement secondaire. Louis Régnier explique l'étroitesse de la nef par un plan comprenant des bas-côtés dès l'origine, à une époque que des nefs uniques furent encore couramment construites dans le Beauvaisis, et par la nécessité de contrebuter efficacement le clocher central : la nef adopte donc la même largeur que le clocher. Jean Vergnet-Ruiz évoque encore la découverte de fondations du XIe siècle sous celles du XIIe siècle dans l'église-sœur de Bury : c'est donc aussi la construction d'une nouvelle église sur les fondations de l'édifice précédent qui peut expliquer l'étroitesse. Récemment, en 1997, Dominique Vermand a publié une vaste étude comparative des premières voûtes d'ogives du département de l'Oise, qui sont au nombre d'une quarantaine. Il s'est avéré que les plus anciennes voûtes ne comportaient jamais de formerets, et même pendant les années 1130 / 1140, elles ne sont pas la règle : l'argument de Lefèvre-Pontalis ne tient donc pas. En ce qui concerne l'âge des voûtes, Eugène Lefèvre-Pontalis considère que le profil déjà signalé n'a plus été employé après la fin du règne de Louis VI (1137), en raison de l'impression de lourdeur qu'il dégage, et Marcel Aubert penche quant à lui pour la période 1140-1144. Dominique Vermand ne tente pas une datation exacte, mais il classe les voûtes de Foulangues dans un groupe postérieur à 1130, quand l'appareillage perpendiculairement aux arcs d'encadrement se généralise,.

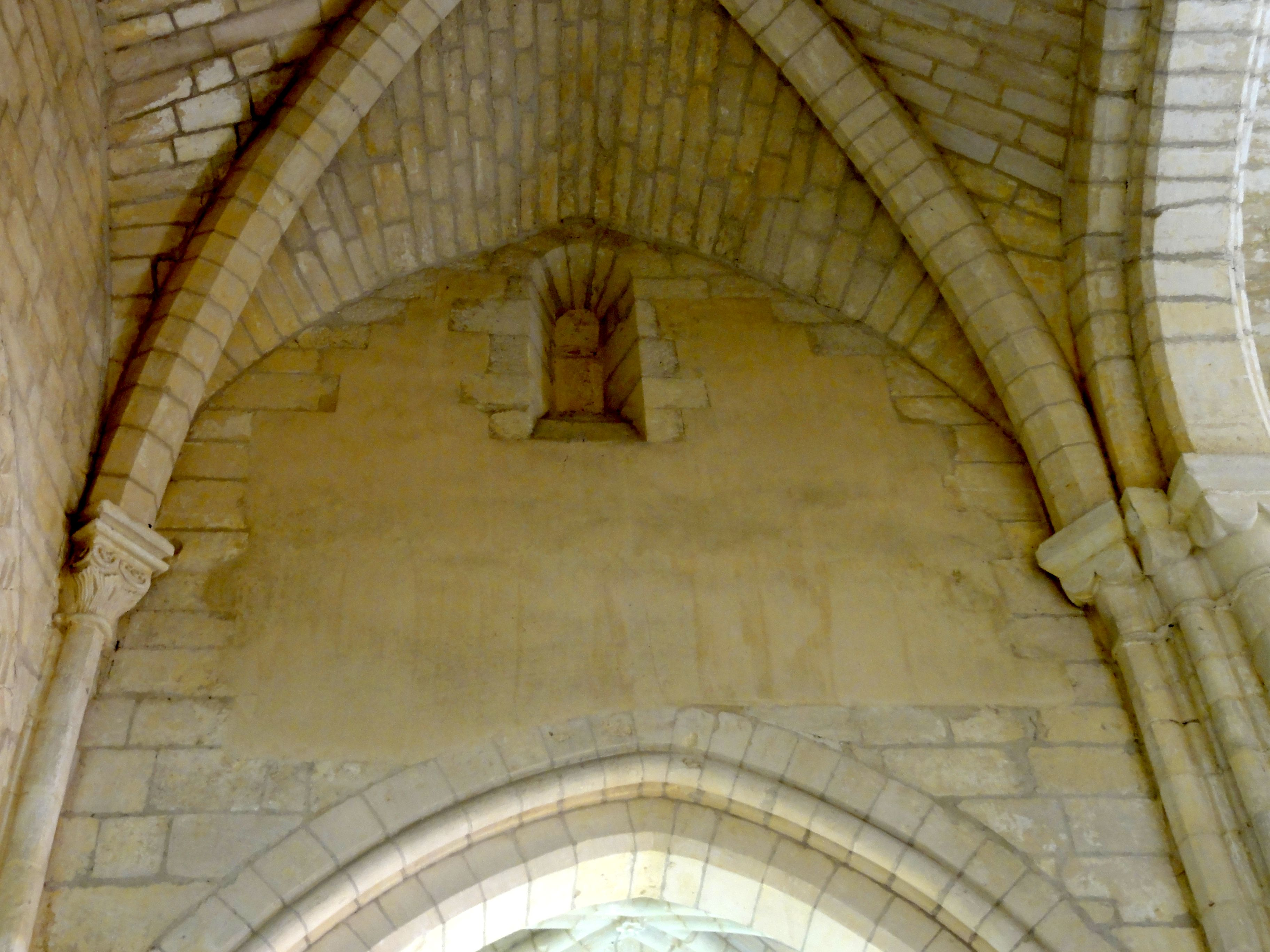
2e travée, parties hautes côté sud.
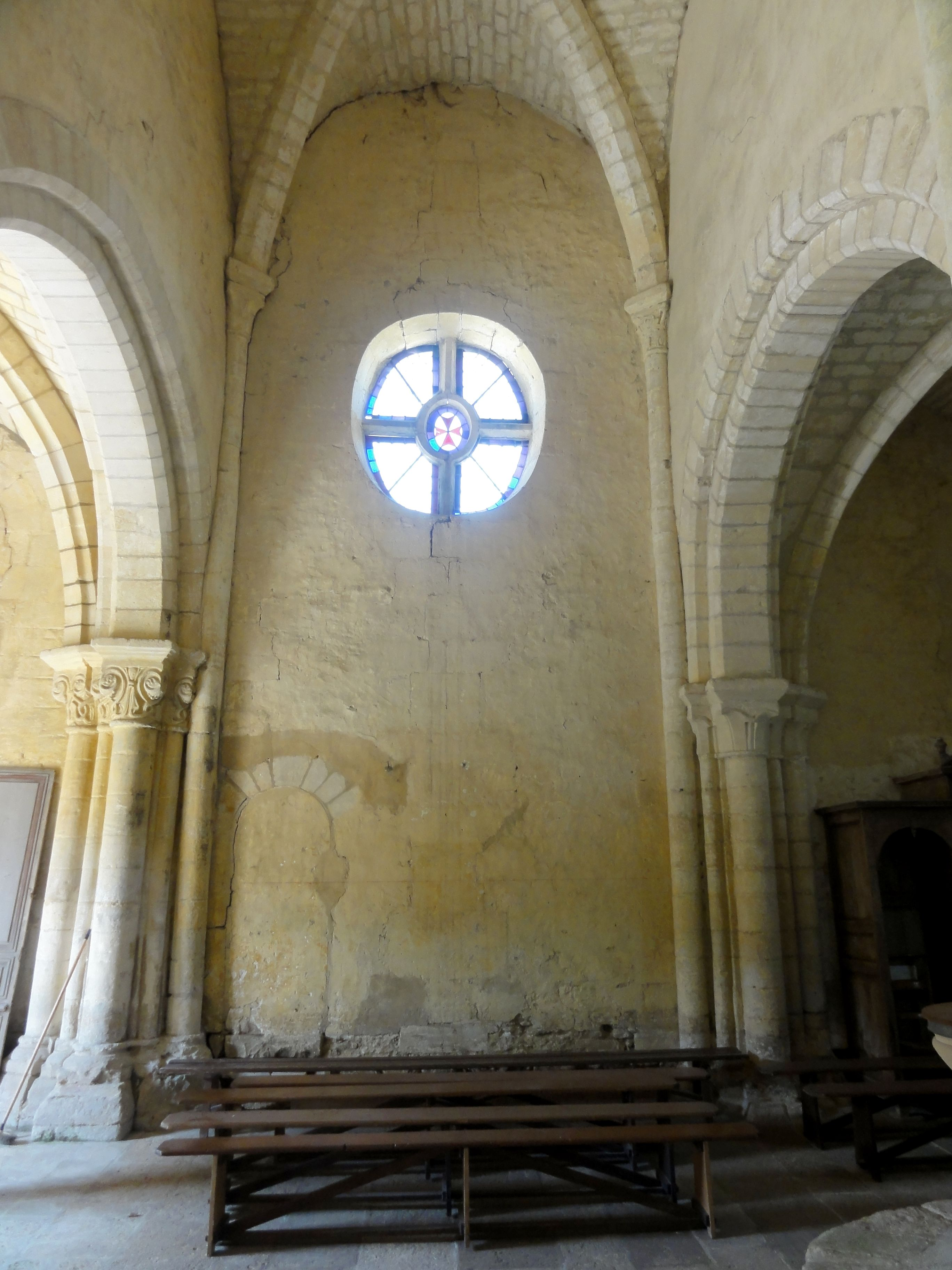
Extrémité occidentale de la nef.
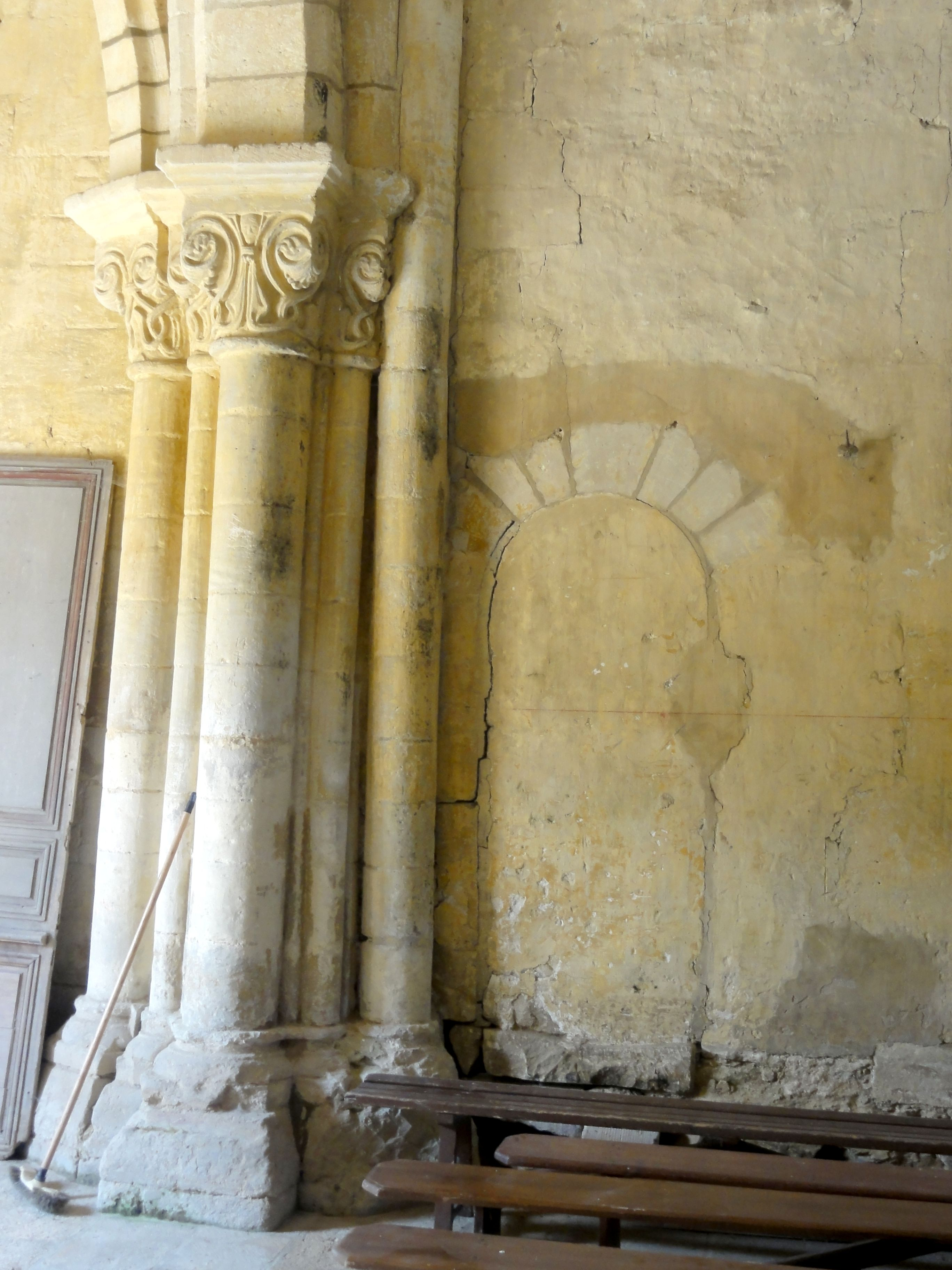
Supports au début des arcades du sud.
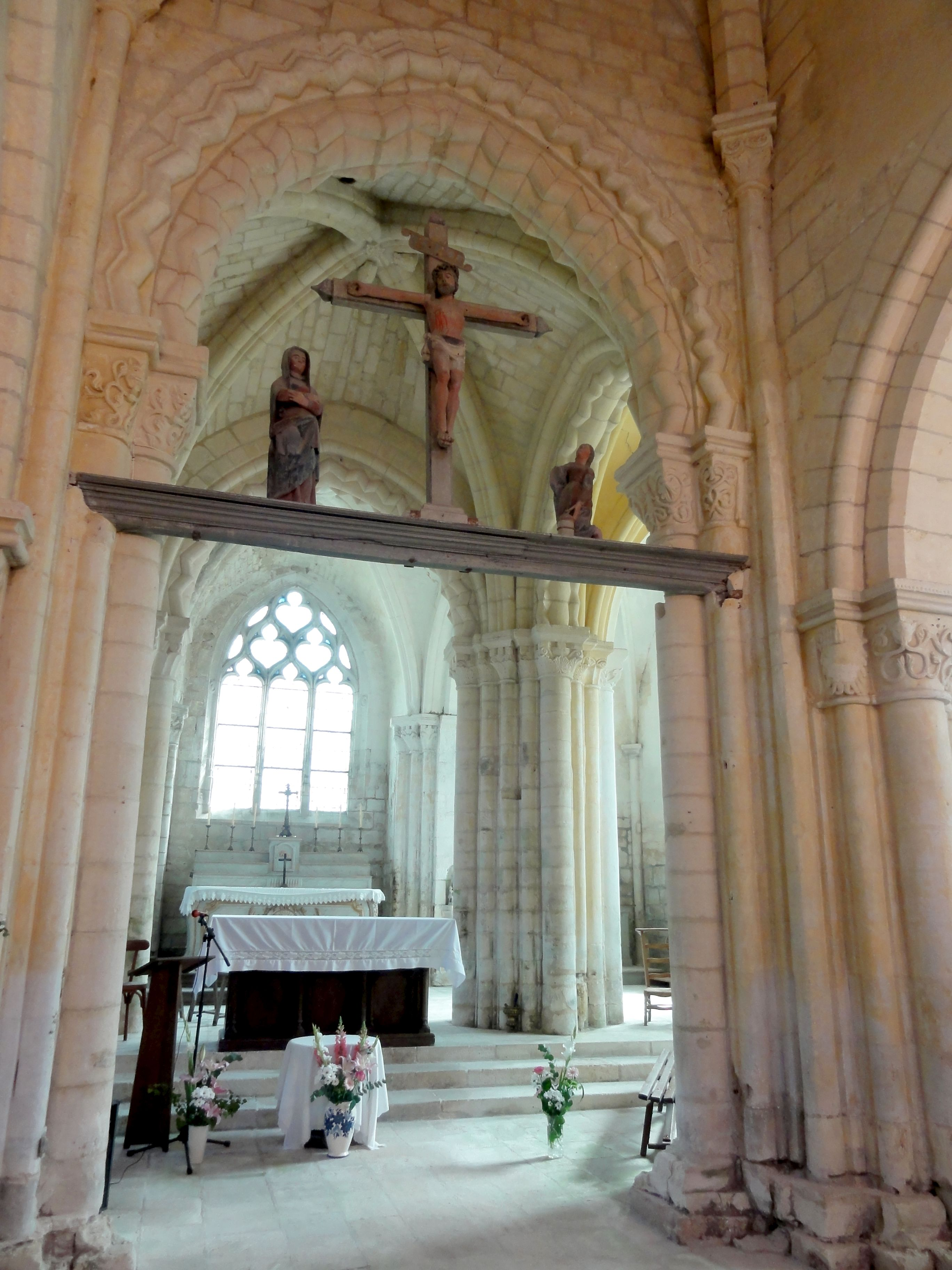
Arc triomphal avec poutre de gloire.
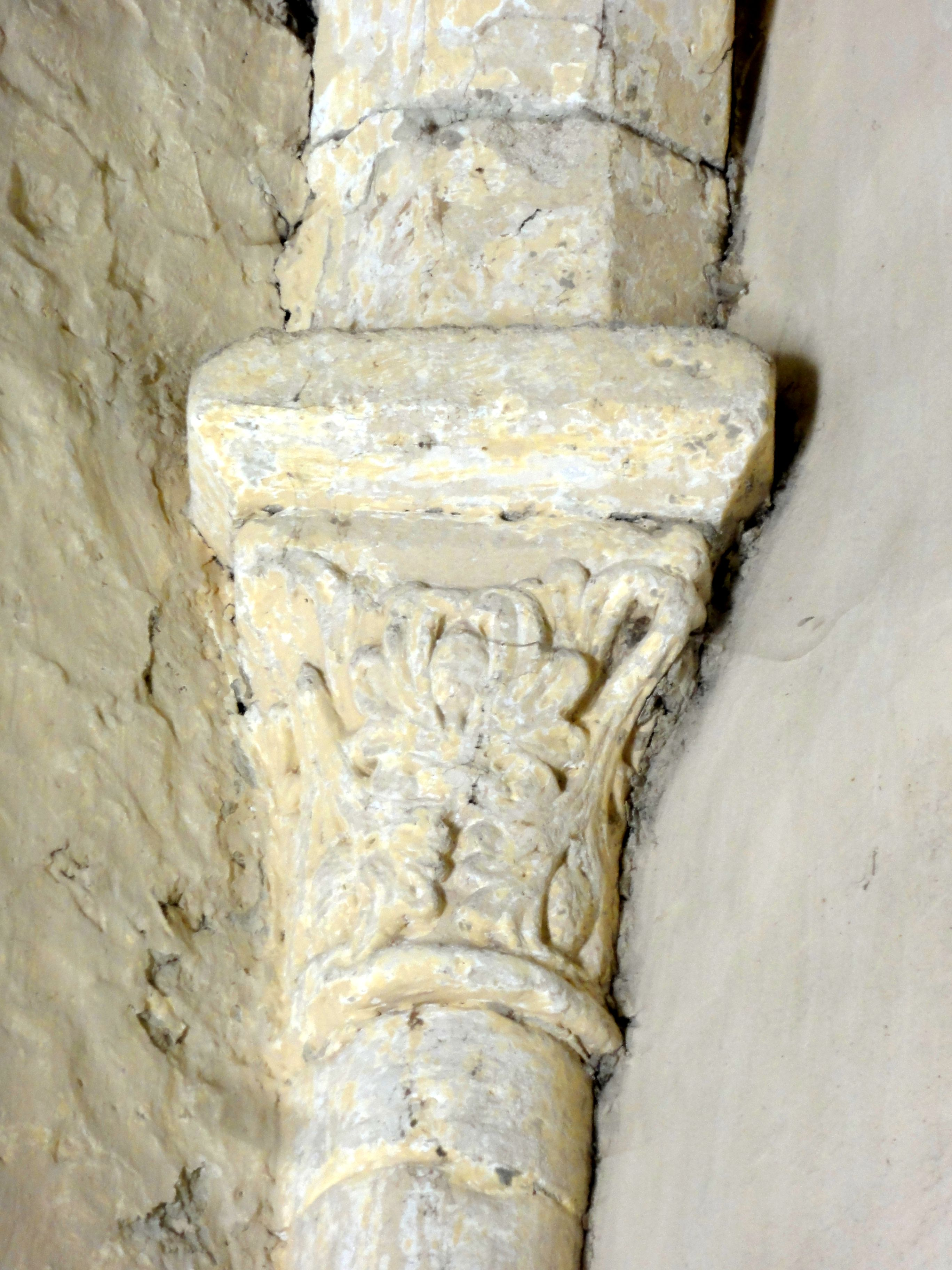
Chapiteau dans l'angle nord-ouest.
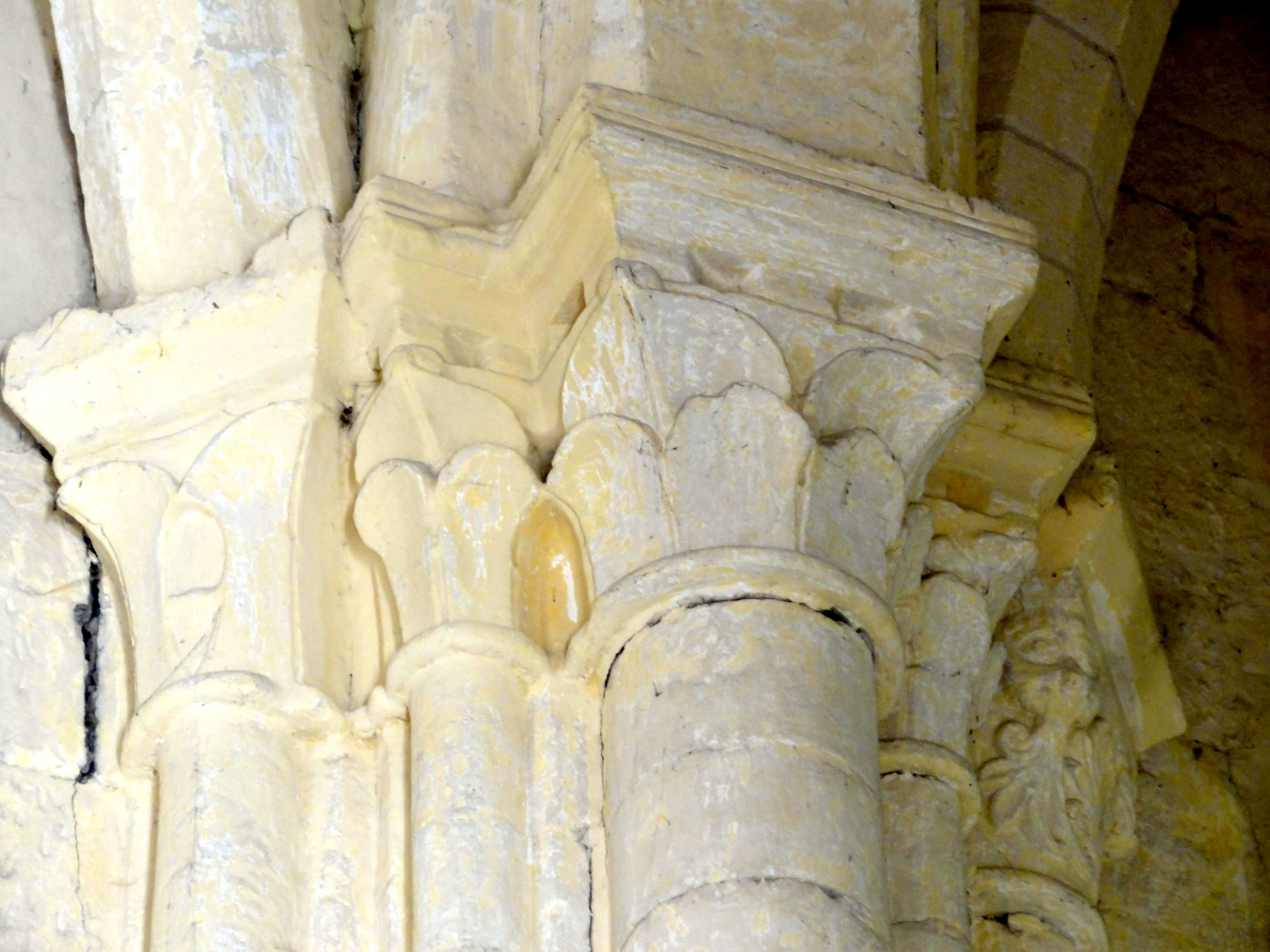
Chapiteaux du doubleau intermédiaire.

#### Grandes arcades et bas-côtés

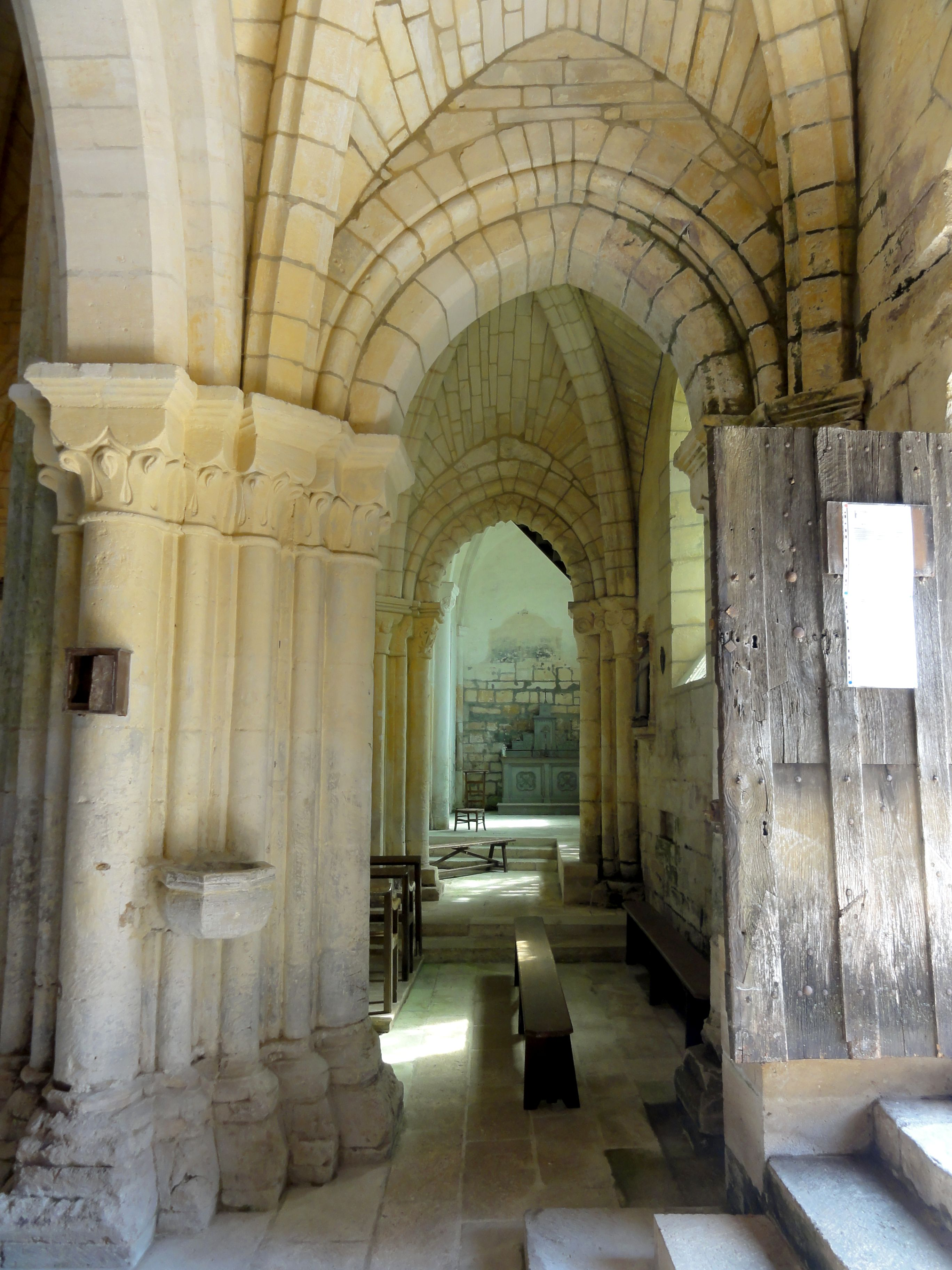
Bas-côté sud, vue vers l'est.

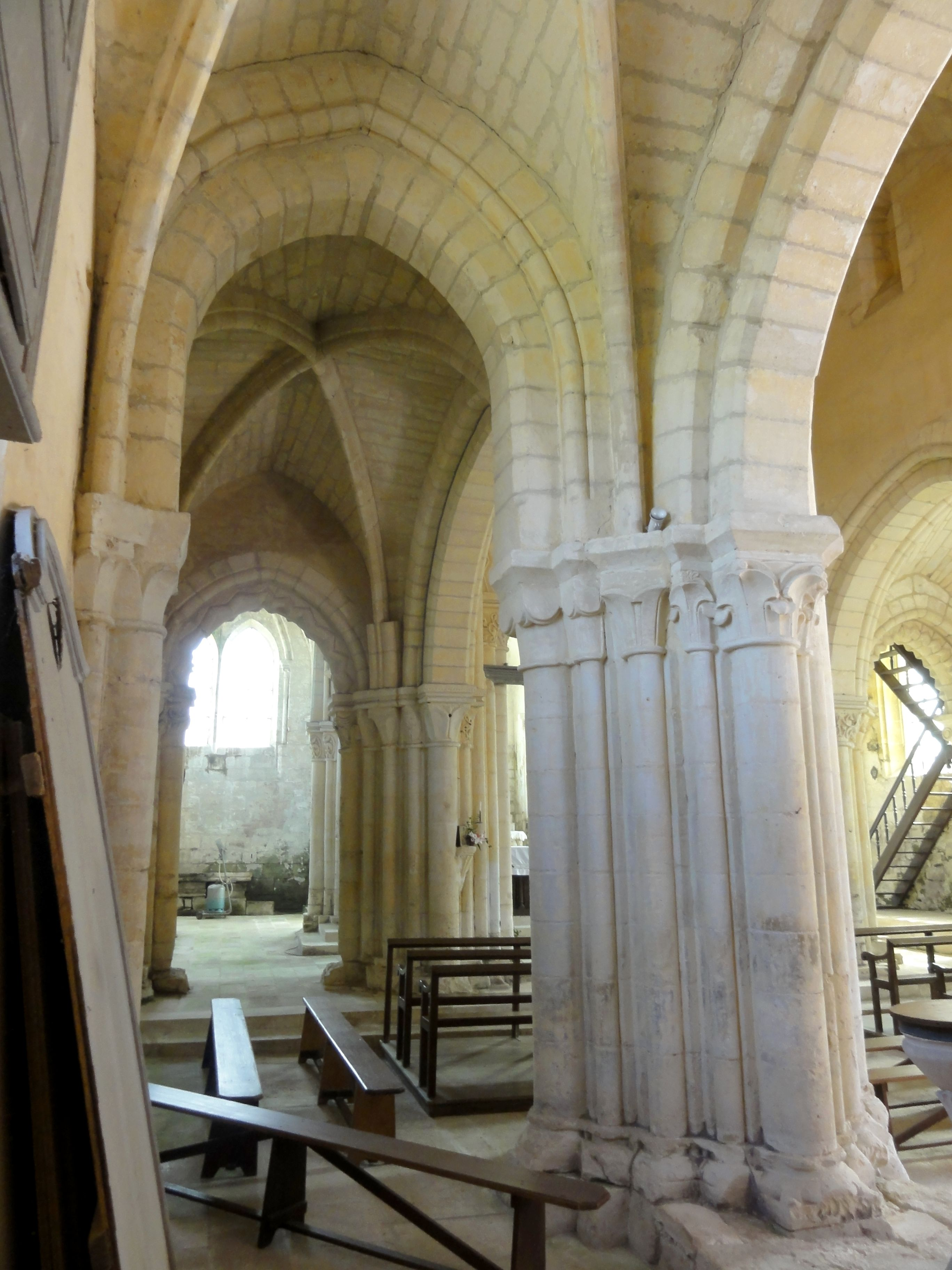
Bas-côté nord, vue vers l'est.

Si l'on veut considérer les voûtes de la nef comme secondaires, il faut admettre une reprise en sous-œuvre des grandes arcades de la nef. Celles-ci sont analogues au doubleau intermédiaire de la nef, et donc à double rouleau chanfreiné, retombant sur une forte colonnette flanquée de deux autres colonnettes plus fines. En plus, elles sont en arc brisé, et l'arc brisé n'apparaît pas dans la région avant les années 1120, et pas beaucoup plus tôt que 1130 pour les grandes arcades, dans la nef de Villers-Saint-Paul et le transept de Rieux. Les supports de la nef et des bas-côtés sont parfaitement homogènes. En suivant toujours le même principe d'arcades à deux rangs de claveaux, d'absence de formerets et d'équivalence entre le nombre des éléments à supporter et le nombre de supports, les doubleaux intermédiaires des bas-côtés répondent donc une fois de plus au même système que le doubleau intermédiaire de la nef, et la composition des grosses piles à l'intersection entre les deux travées est symétrique. Elles sont donc cantonnées de quatre colonnettes de fort diamètre, correspondant aux doubleaux et grandes arcades, et de trois groupes de trois fines colonnettes, correspondant aux rouleaux supérieurs et aux ogives, soit seize fûts au total. Quant aux supports au droit des murs extérieurs, au début des grandes arcades et face aux piles intermédiaires, ils comportent indifféremment cinq fûts, et un fût unique suffit dans les extrémités nord-ouest et sud-ouest de l'édifice. Les bases sont flanquées de griffes, et contrairement à la majorité des cas dans le département, celles correspondant aux ogives ne sont pas orientées dans le même sens (en l'occurrence, de biais), mais orthogonalement. La même particularité s'observe dans le massif occidental de Saint-Leu-d'Esserent, la dernière travée de la nef de Bury, et à l'entrée des croisillons de Mogneville,.
Sur les quatre travées que comptent les deux bas-côtés, l'on rencontre trois profils d'ogives différents, ainsi que quelques autres irrégularités. Dans la voûte de la première travée du sud, le profil se rapproche de celui qui règne dans la nef, mais les angles ne sont en réalité pas chanfreinés, mais creusés en cavet. Jean Vergnet-Ruiz est persuadé que cette voûte aurait été complètement refaite au XVIe siècle, y compris les chapiteaux, en même temps que le mur extérieur du bas-côté fut reconstruit. — Le doubleau vers la seconde travée est quelque peu déformé, et est moins aigu que les arcs d'inscription des voûtains adjacents : quelques assises apparaissent donc au-dessus du doubleau. Le rang de claveaux supérieur est par ailleurs mouluré d'un tore. Dans la seconde travée du sud, c'est également le cas, et pareillement pour les rouleaux supérieurs de la grande arcade (même du côté de la nef) et de l'arcade vers le croisillon sud. Le profil des ogives est ici d'une fine arête entre deux tores, comme dans le chœur : celui-ci étant apparemment plus jeune que la nef, A. Collin et quelques autres en ont déduit que les bas-côtés sont également plus jeunes que la nef. Le fait qu'une partie des tailloirs y soient moulurés semble parler dans le même sens, mais pas l'homogénéité des supports, et les différentes irrégularités sont caractéristiques de la phase d'expérimentation à la période du premier voûtement d'ogives. Du reste, Jean Vergnet-Ruiz rappelle que le profil des ogives apparaît déjà aux environs de 1125. Il ne fait donc pas de doute pour lui que les bas-côtés, dans leur forme actuelle, sont tout à fait contemporains du voûtement de la nef. En revanche, seules des fouilles archéologiques permettraient d'établir si la nef, dans son hypothétique état primitif non voûtée, était accompagné de bas-côtés ou pas.
Une autre irrégularité concerne le voûtain oriental de la seconde travée du bas-côté sud, qui est bombé contrairement aux autres : la ligne de faîte s'infléchit vers l'est. Les voûtes bombées sont également caractéristiques du voûtement d'ogives de la fin de la période romane. — Pour venir aux deux travées du nord, les ogives y présentent un profil monotorique. Le tore est monté sur un bandeau, dont il se détache grossièrement par un onglet, comme à Cambronne-lès-Clermont, Laigneville, Saint-Pierre de Montmartre et Saint-Étienne de Beauvais. Le rouleau supérieur du doubleau et de l'arcade vers le croisillon est mouluré d'un tore. Le doubleau est très surhaussé, c'est-à-dire qu'il comporte des sections verticales, comme à Saint-Étienne de Beauvais. C'est une conséquence de son étroitesse par rapport à la profondeur de la travée, qui détermine la hauteur de l'arc des grandes arcades, et donc indirectement le niveau des chapiteaux.

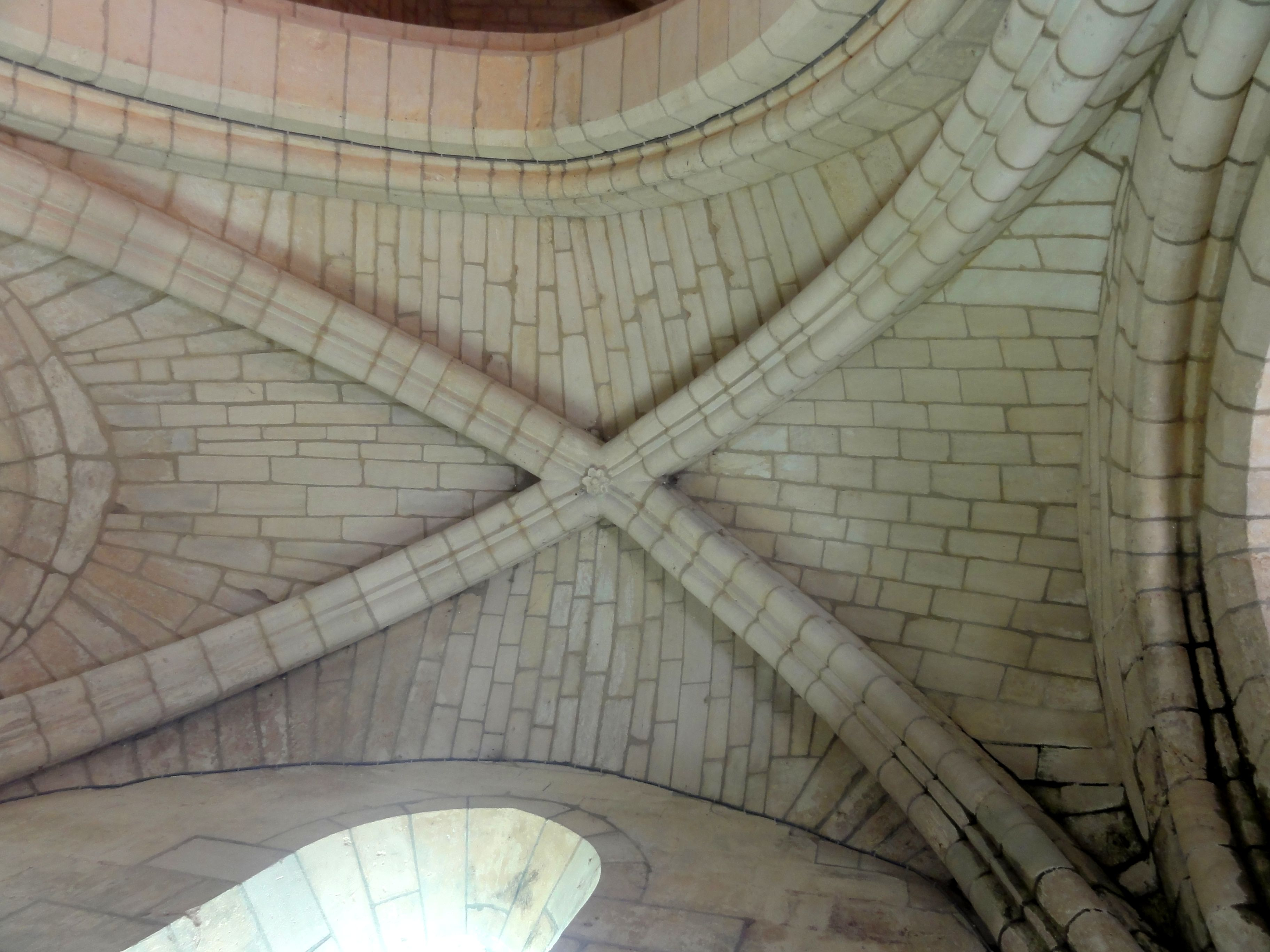
Voûte de la 2e travée du bas-côté sud.
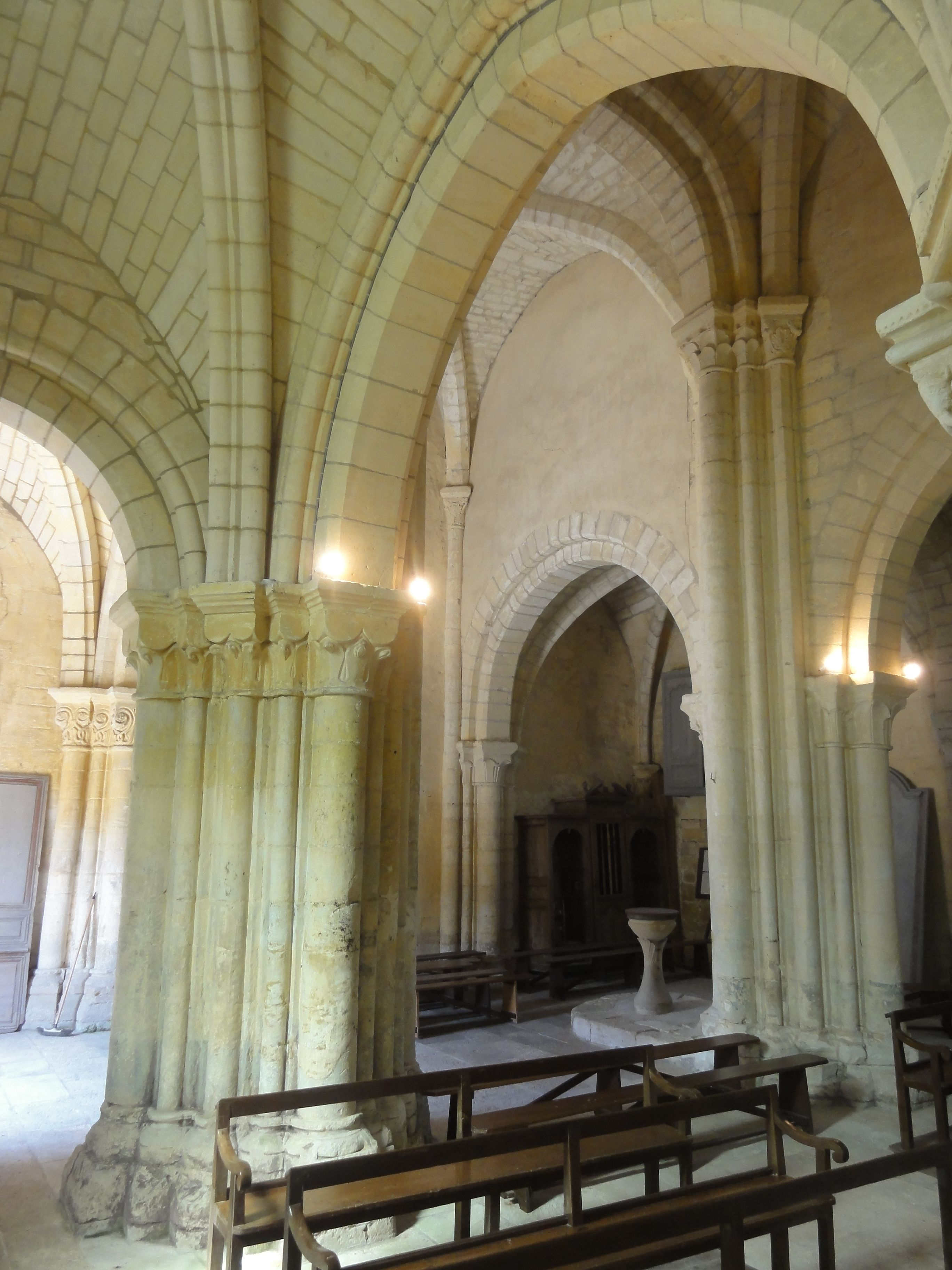
Bas-côté sud, 2e travée, vue vers le nord-ouest.
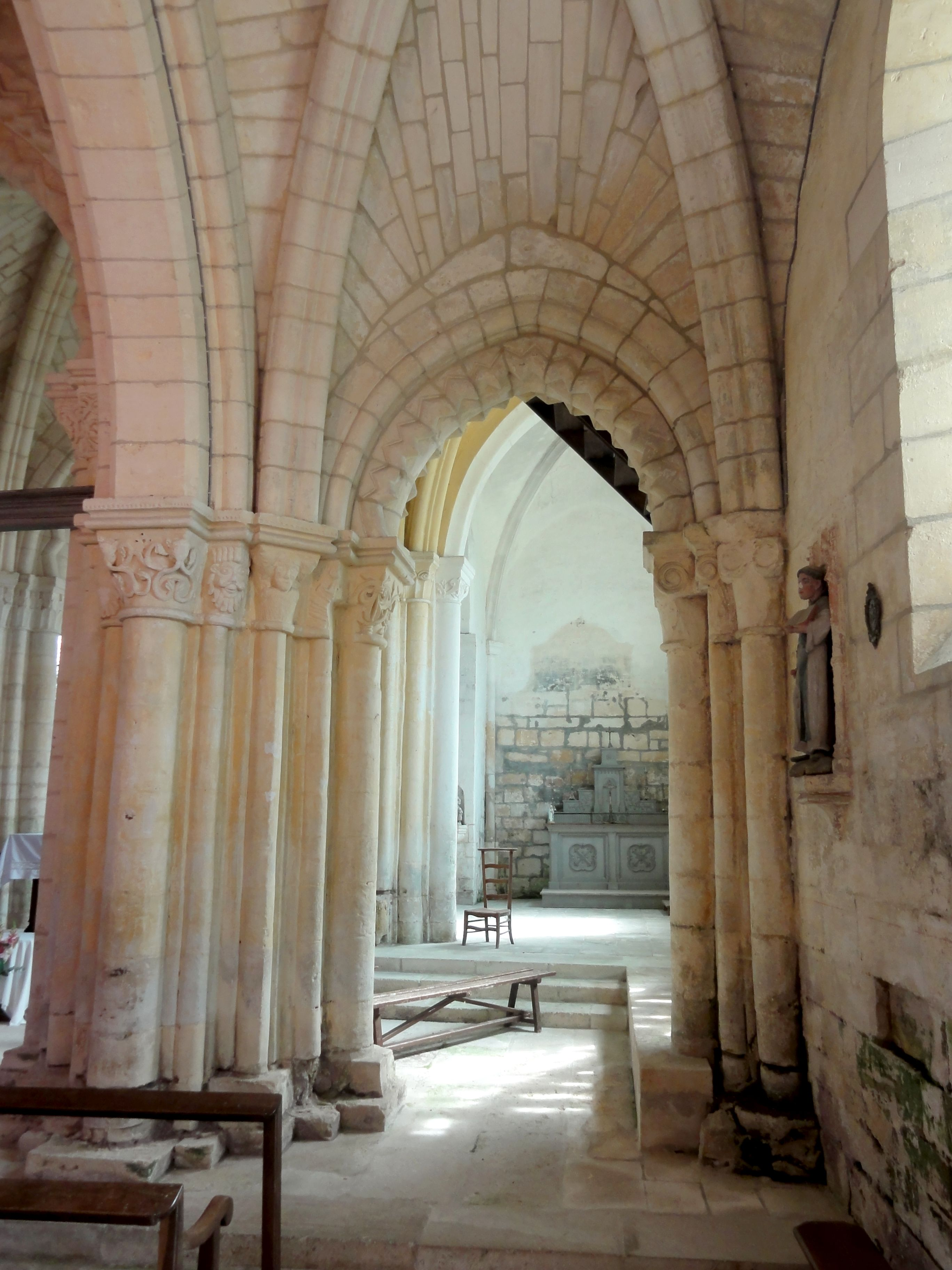
Bas-côté sud, vue vers l'est.
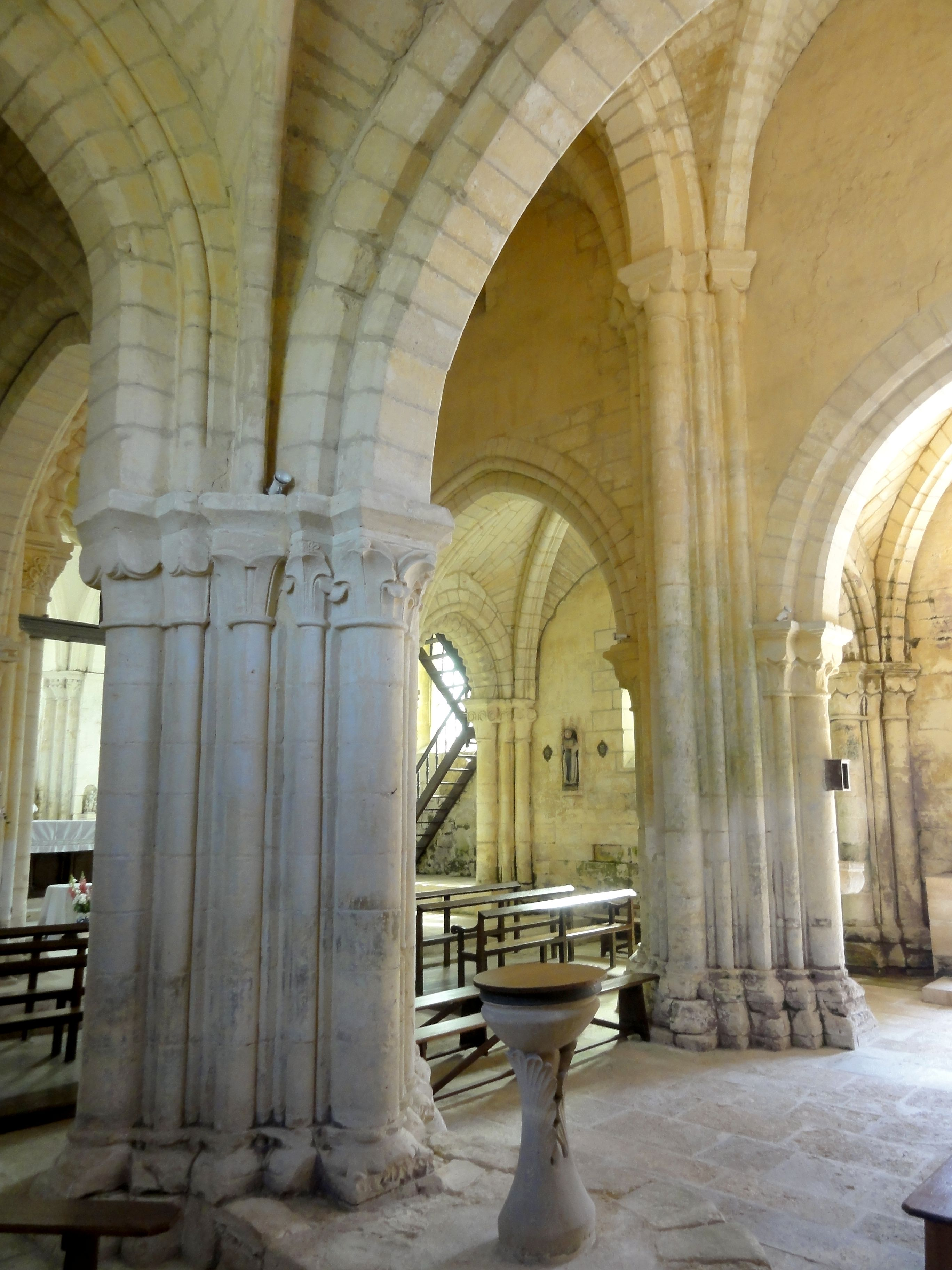
Bas-côté nord, 1re travée, vue vers le sud-est.
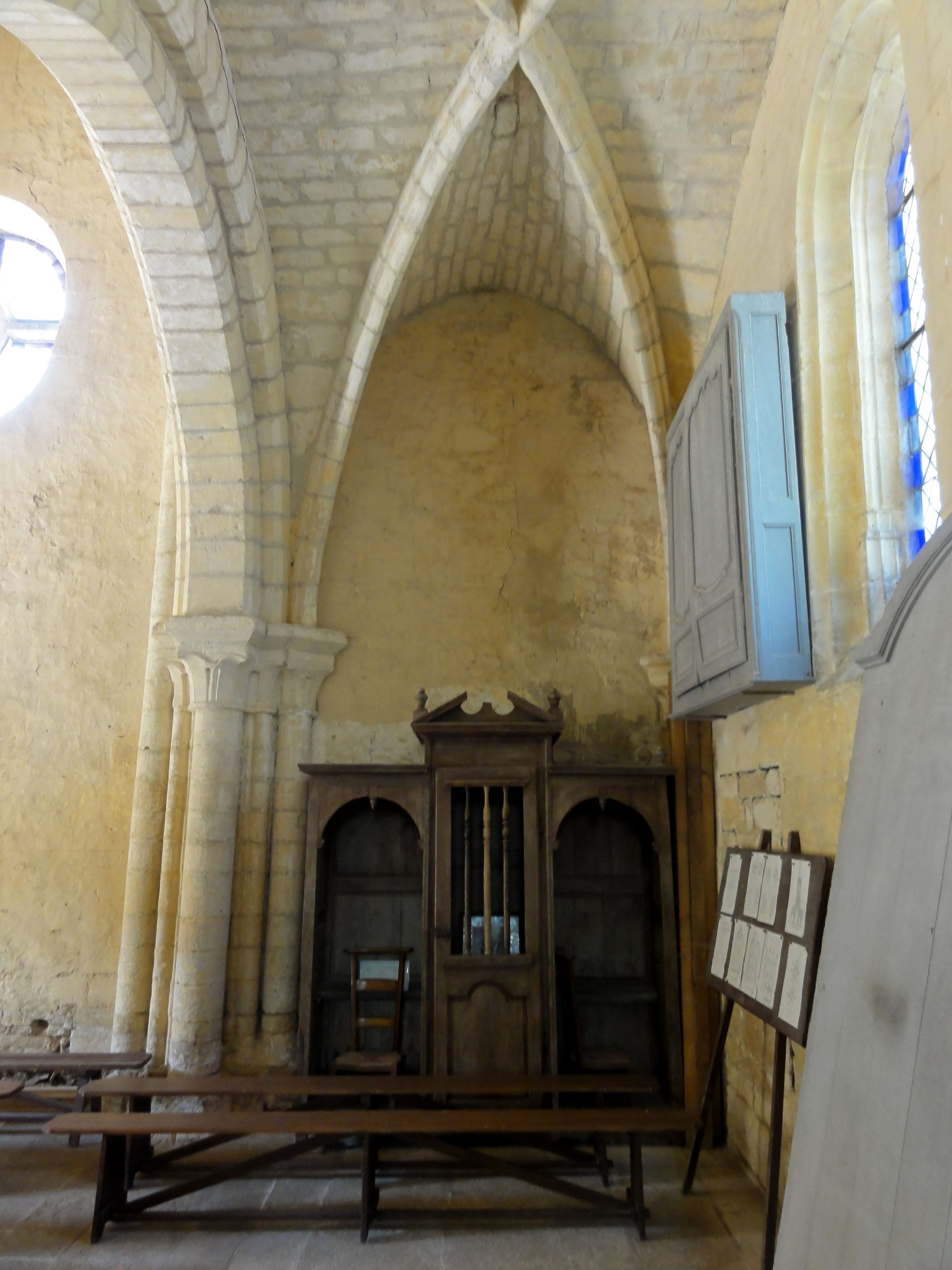
Bas-côté nord, vue vers l'ouest.
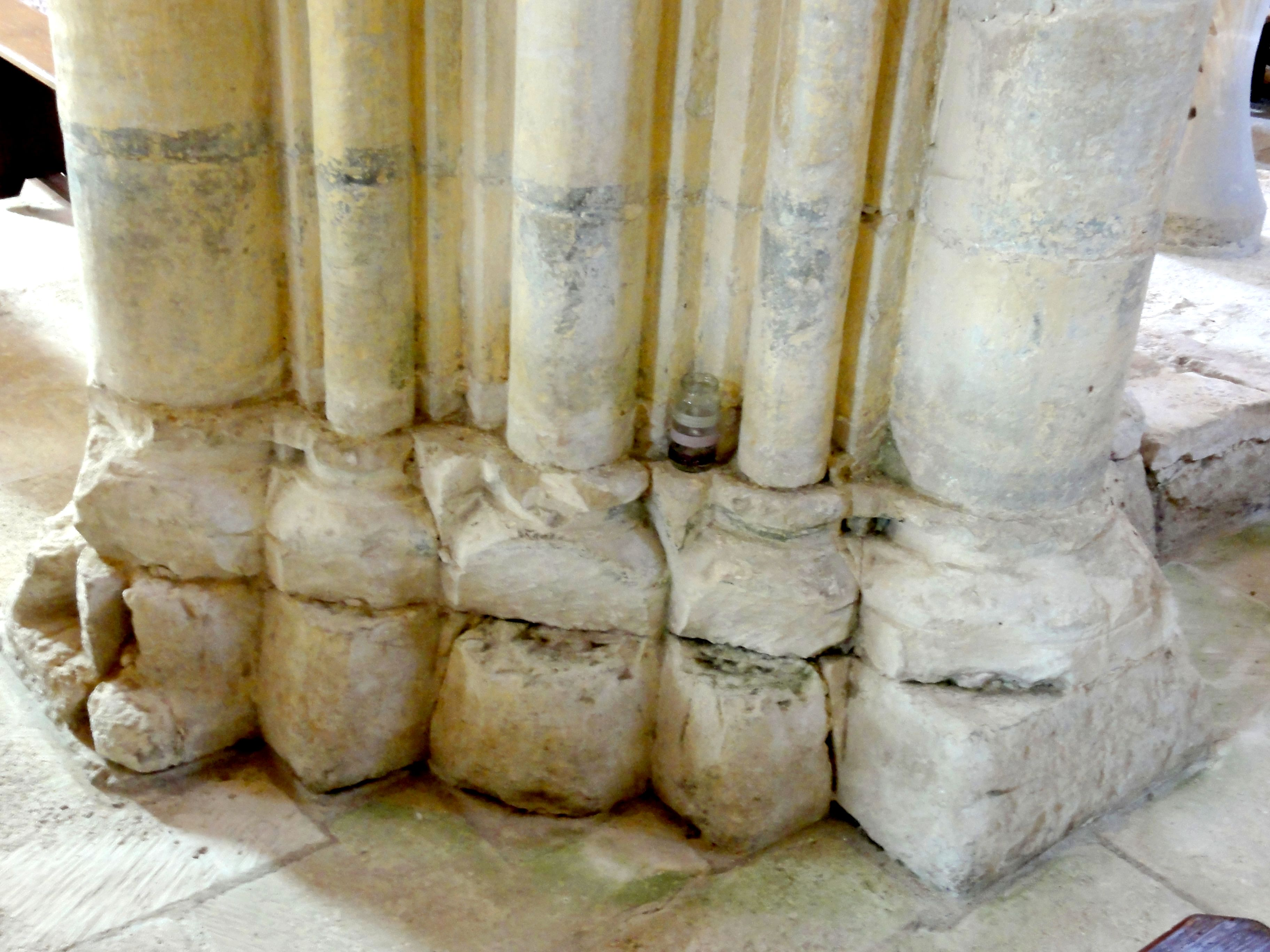
Bases de la pile intermé- diaire au nord de la nef.

#### Transept

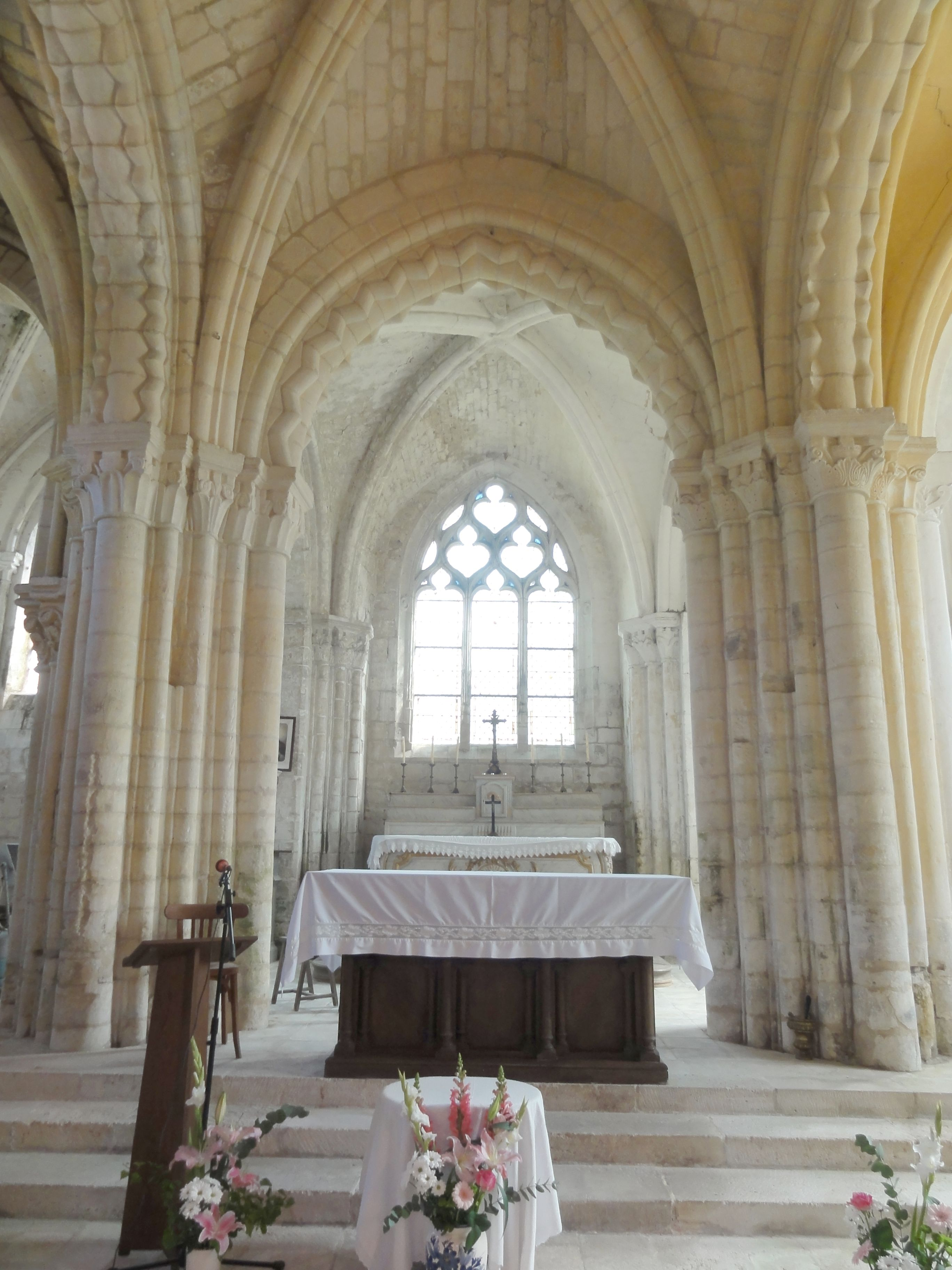
Croisée, vue vers l'est.

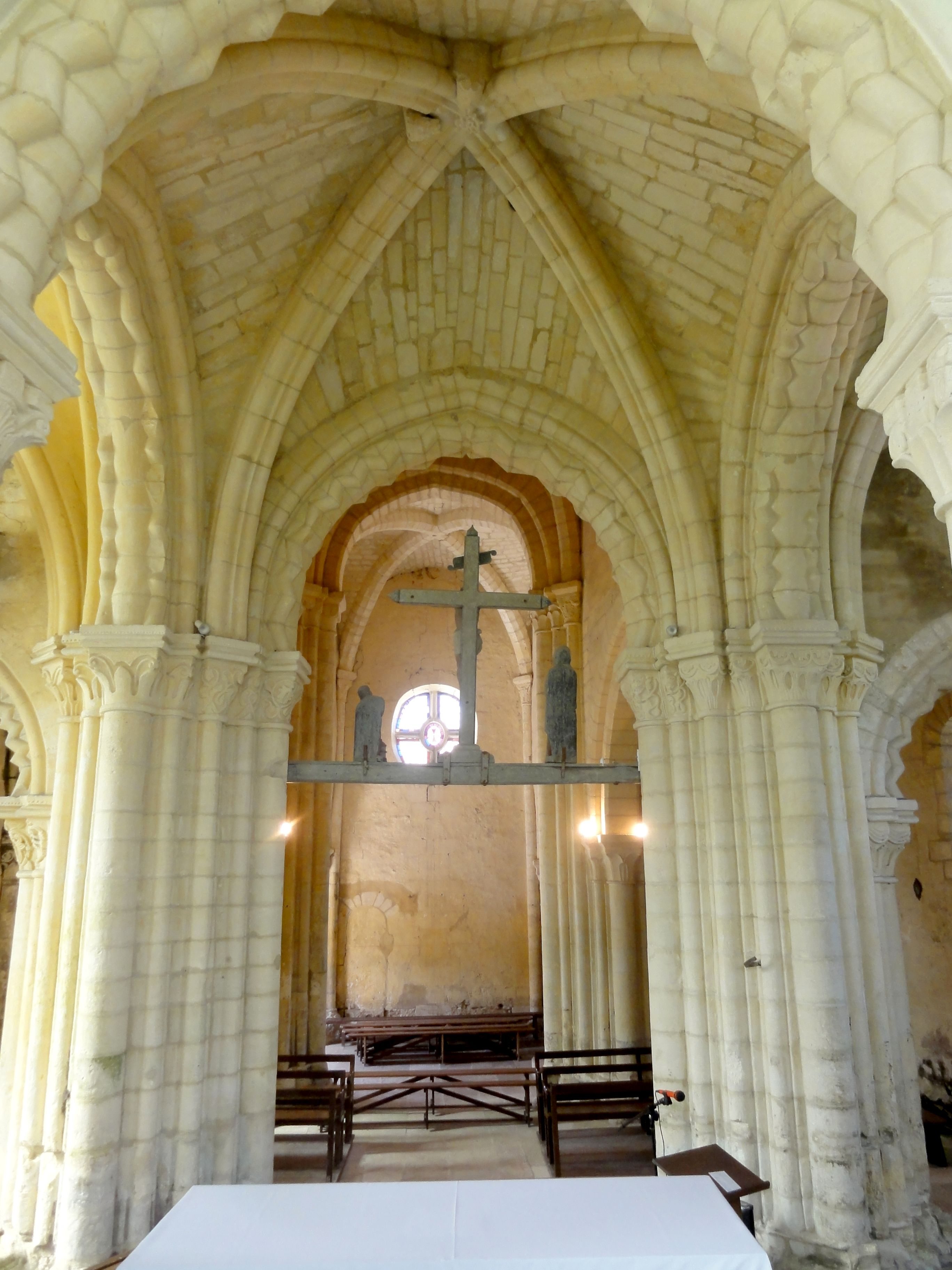
Croisée, vue vers l'ouest.

La croisée du transept, en même temps base du clocher, représente la première travée du chœur liturgique. Celui-ci comporte deux travées, la seconde étant le chœur dans le sens architectural du terme. Jean Vergnet-Ruiz n'utilise pas la notion de transept pour l'église de Foulangues, et considère donc les croisillons comme chapelles latérales ou collatéraux du chœur, ce qui peut engendrer la confusion avec les chapelles latérales de la dernière travée du chœur, qui sont postérieures à la période romane. En plus, les degrés du chœur ne se situent pas à l'entrée du carré du transept, mais au milieu. L'ensemble des parties orientales est voûté à la même hauteur, à un niveau plus bas que la nef, mais nettement plus élevé que les bas-côtés. Le croisillon sud est largement saillant, alors que le croisillon nord ne dépasse pas le mur du bas-côté nord. Ce ne suffit pas pour nier l'existence d'un transept. — La base du clocher repose sur quatre piles, qui sont composées selon les mêmes principes que les supports de la nef. Sachant que les arcades faisant communiquer les croisillons avec les bas-côtés de la nef sont directement contigües aux piles du clocher, celles-ci sont donc cantonnées de quatre colonnettes de fort diamètre correspondant aux doubleaux et arcades, et de douze colonnettes correspondant aux rouleaux supérieurs et aux ogives. Des colonnettes uniques suffisent dans les quatre extrémités du transept.
Comme déjà autour de la seconde travée du bas-côté sud, le rouleau supérieur des doubleaux et arcades est formé par un tore. Comme sur l'arc triomphal et sur les arcades faisant communiquer les croisillons avec les bas-côtés, les rouleaux inférieurs des doubleaux au nord, à l'est et au sud de la croisée du transept sont formés par un gros boudin arborant un rang de bâtons brisés de chaque côté. La forme arrondie du boudin n'est donc visible que dans l'intrados. Les ogives sont partout du même profil que dans la seconde travée du bas-côté sud, à savoir une fine arête entre deux tores, ce qui est un profil extrêmement fréquent. Avec une épaisseur réduit, il continue d'être utilisé sous toute la période gothique primitive, comme le montre par ailleurs la chapelle latérale nord. À la fin de la période romane, il est employé, par exemple, à Bornel, Bury, Cambronne-lès-Clermont, Francastel, Mogneville, Saint-Étienne de Beauvais, et Saint-Germer de Fly. Autour de la clé de voûte de la croisée, qui est décorée d'une minuscule rosace, deux têtes sculptées se profilent ; en 1949, elles étaient encore au nombre de quatre. Elles tirent de longues langues qui s'émoussent dans les panneaux de la voûte,.
Pour Dominique Vermand, les piles cantonnées de l'église de Foulangues sont, par leur complexité et la logique de leur conception, déjà pleinement gothiques. Ceci ne vaut pas seulement pour les parties orientales, mais pareillement pour la nef et les bas-côtés. L'emploi des bâtons brisé aurait cessé vers 1170. En même temps, le clocher est déjà gothique et pas beaucoup antérieur à 1200, même s'il s'inspire d'un type déjà mis à l'honneur à la fin de la période romane. Ces deux arguments, ainsi que l'analyse de la sculpture monumentale, permettent à Jean Vergnet-Ruiz de conclure que le transept et le chœur sont postérieurs à la nef. Seul le croisillon sud comporterait des éléments plus anciens et pourrait être contemporain de la nef. Il conviendrait donc de ne pas se faire égarer par les bâtons brisés et l'aspect archaïque de la construction. Malheureusement Jean Vergnet-Ruiz n'étudie que superficiellement les croisillons et les chapelles latérales du chœur, et ne remarque pas qu'il se contredit : deux pages après avoir constaté l'ancienneté du croisillon sud, il le présente comme formant un ensemble avec la chapelle attenante, qui date incontestablement du XVIe siècle. Seul le mur en retour d'équerre avec la nef serait beaucoup plus ancien (ce qu'il déduit de la corniche beauvaisine très saillante visible à l'extérieur). En fait la voûte et tous les supports ne présentent strictement aucune différence avec les autres travées orientales, et ce n'est que le mur méridional du croisillon sud qui date du XVIe siècle. Un badigeon crémeux défigure l'intérieur de cette partie de l'église.

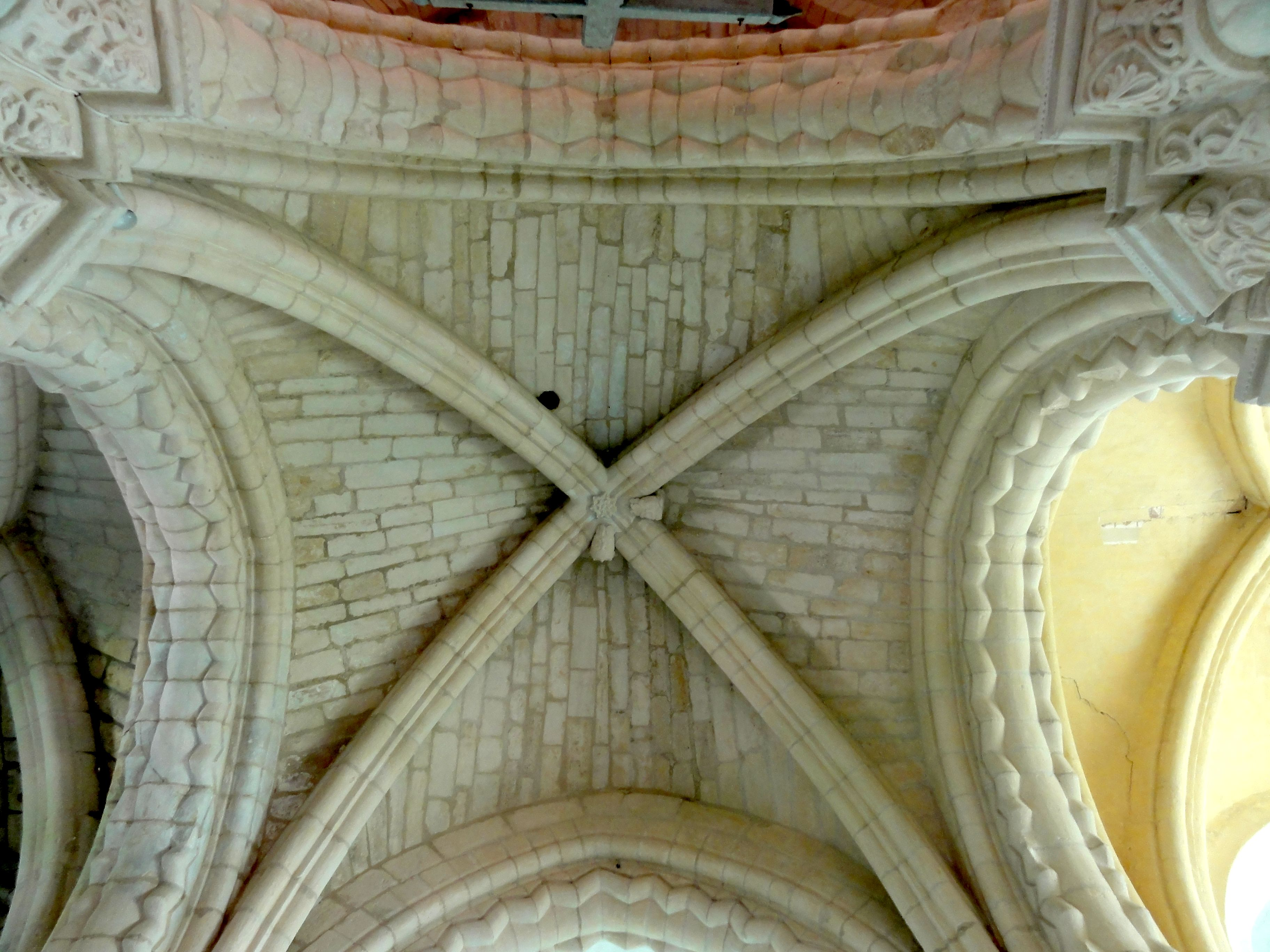
Voûte de la croisée du transept.
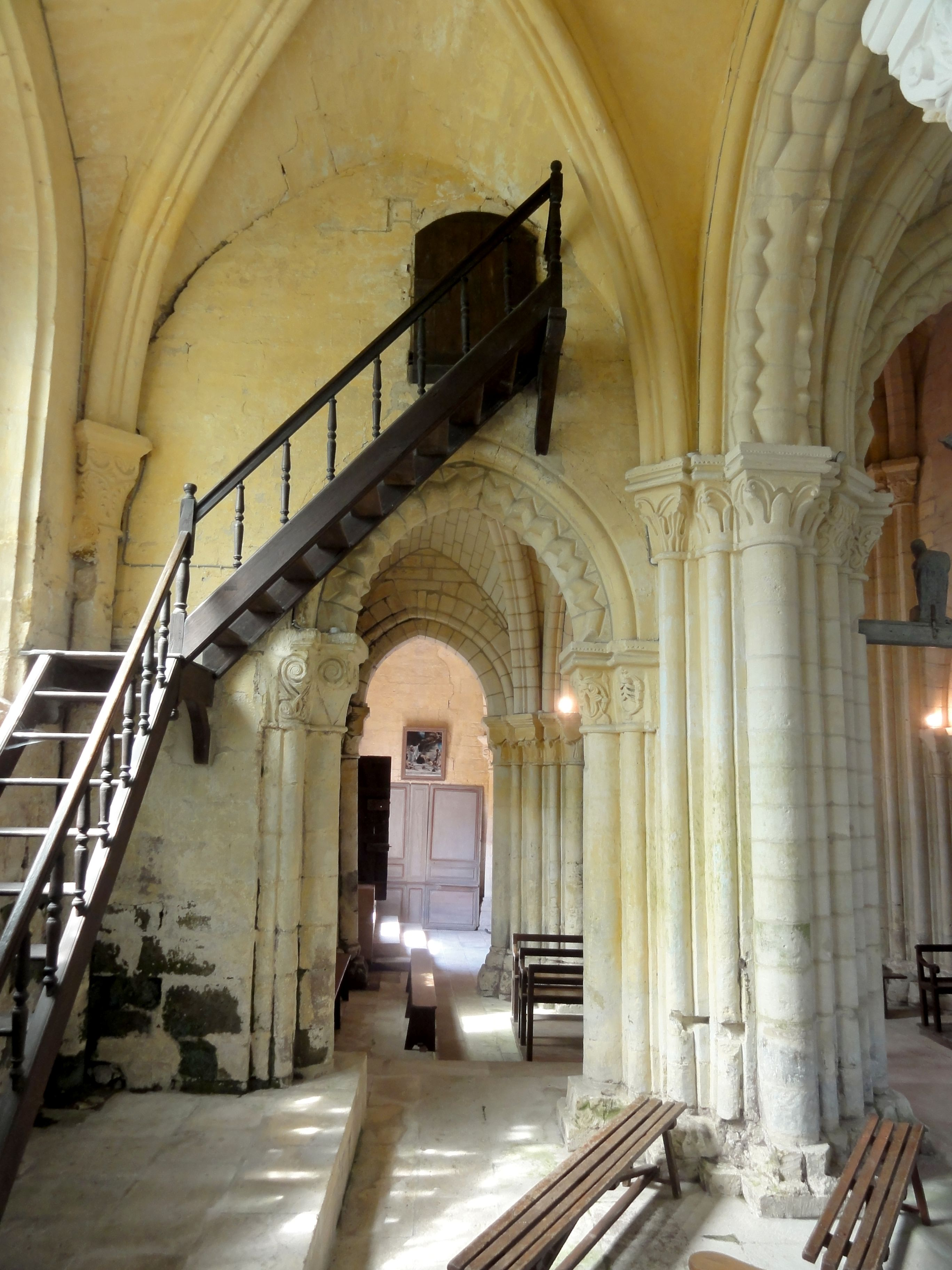
Croisillon sud, vue vers l'ouest.
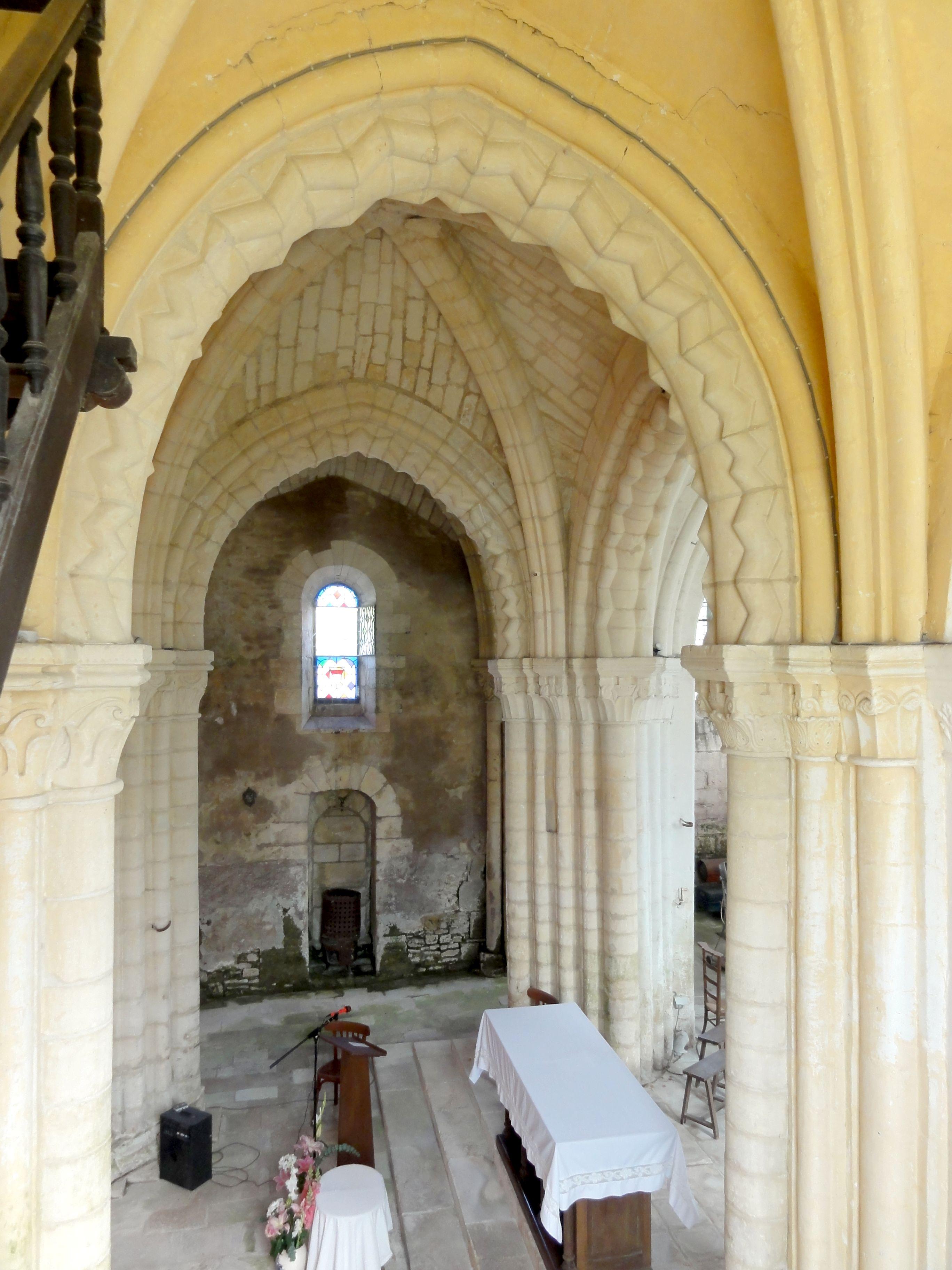
Croisillon sud, vue vers le nord.
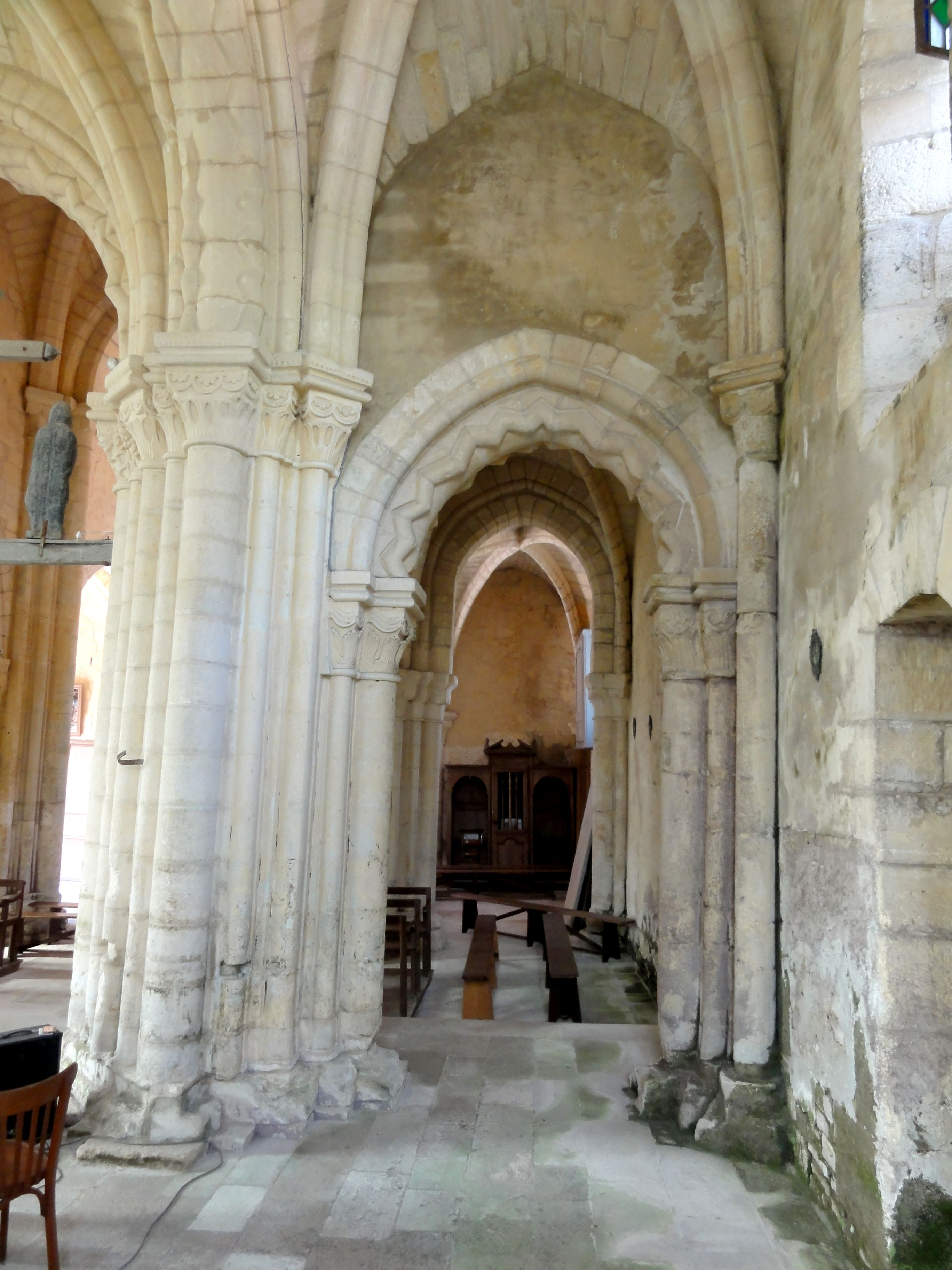
Croisillon nord, vue vers l'ouest.
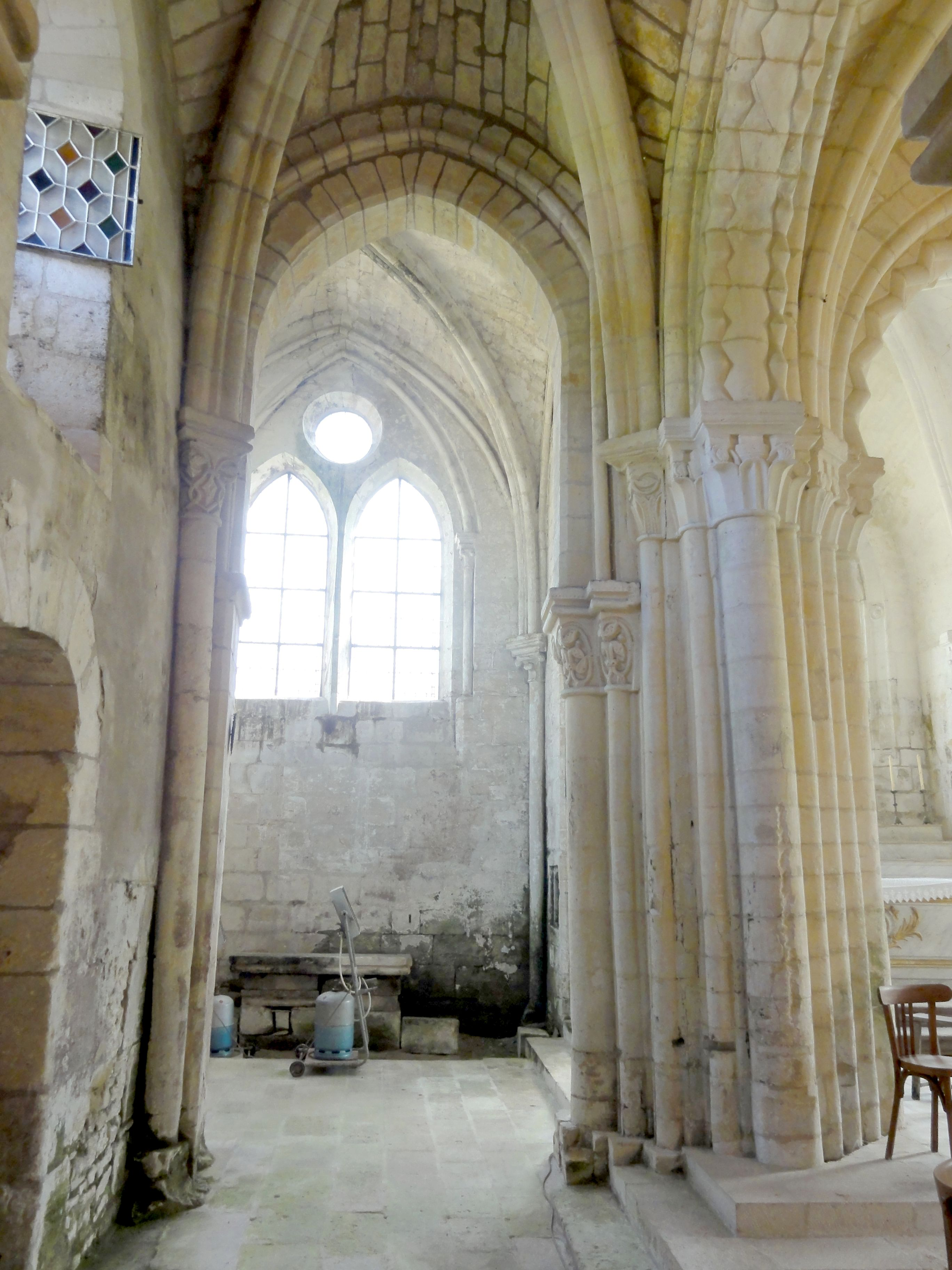
Croisillon nord, vue vers l'est.
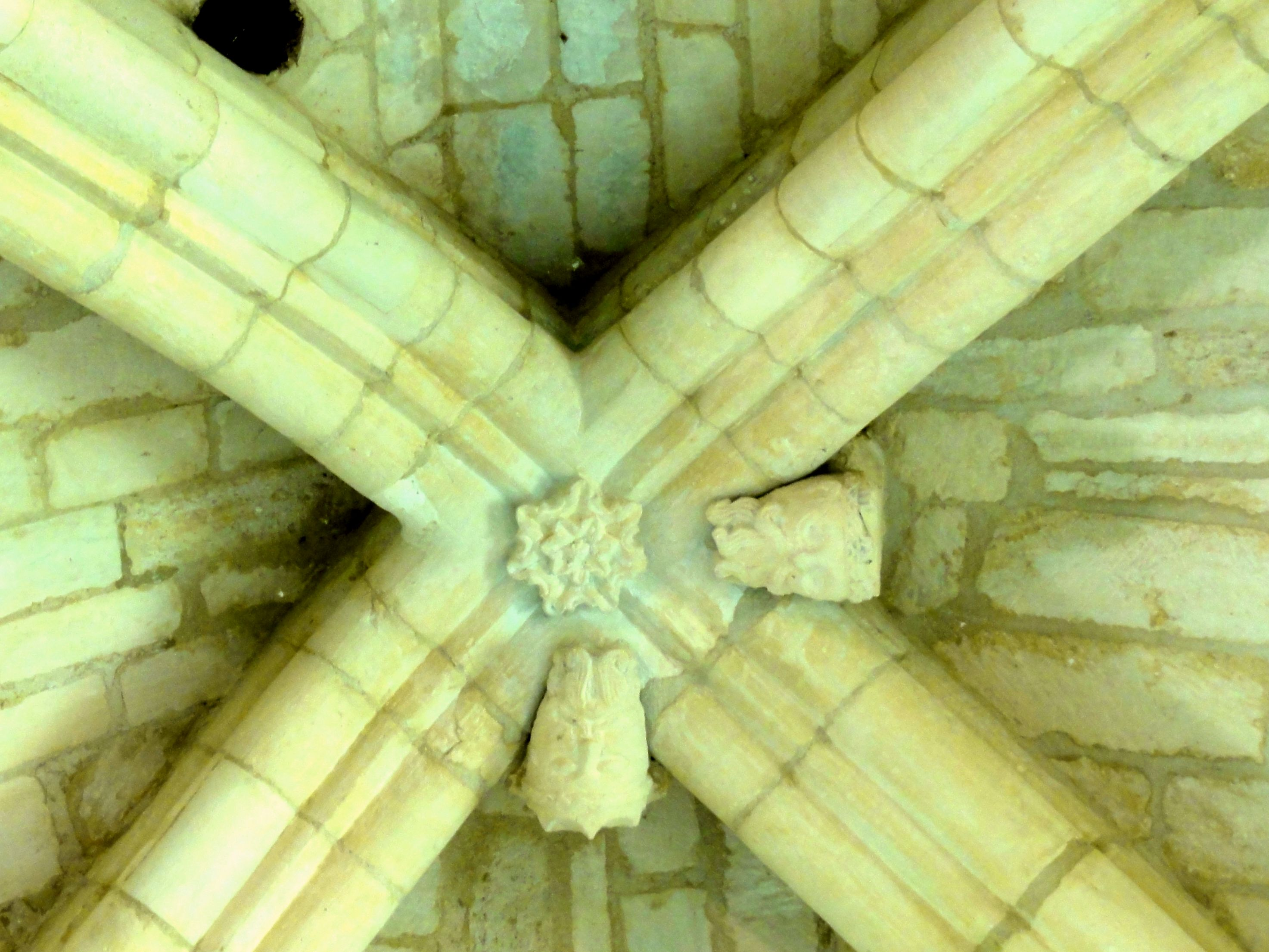
Clé de voûte de la croisée du transept.

#### Chœur

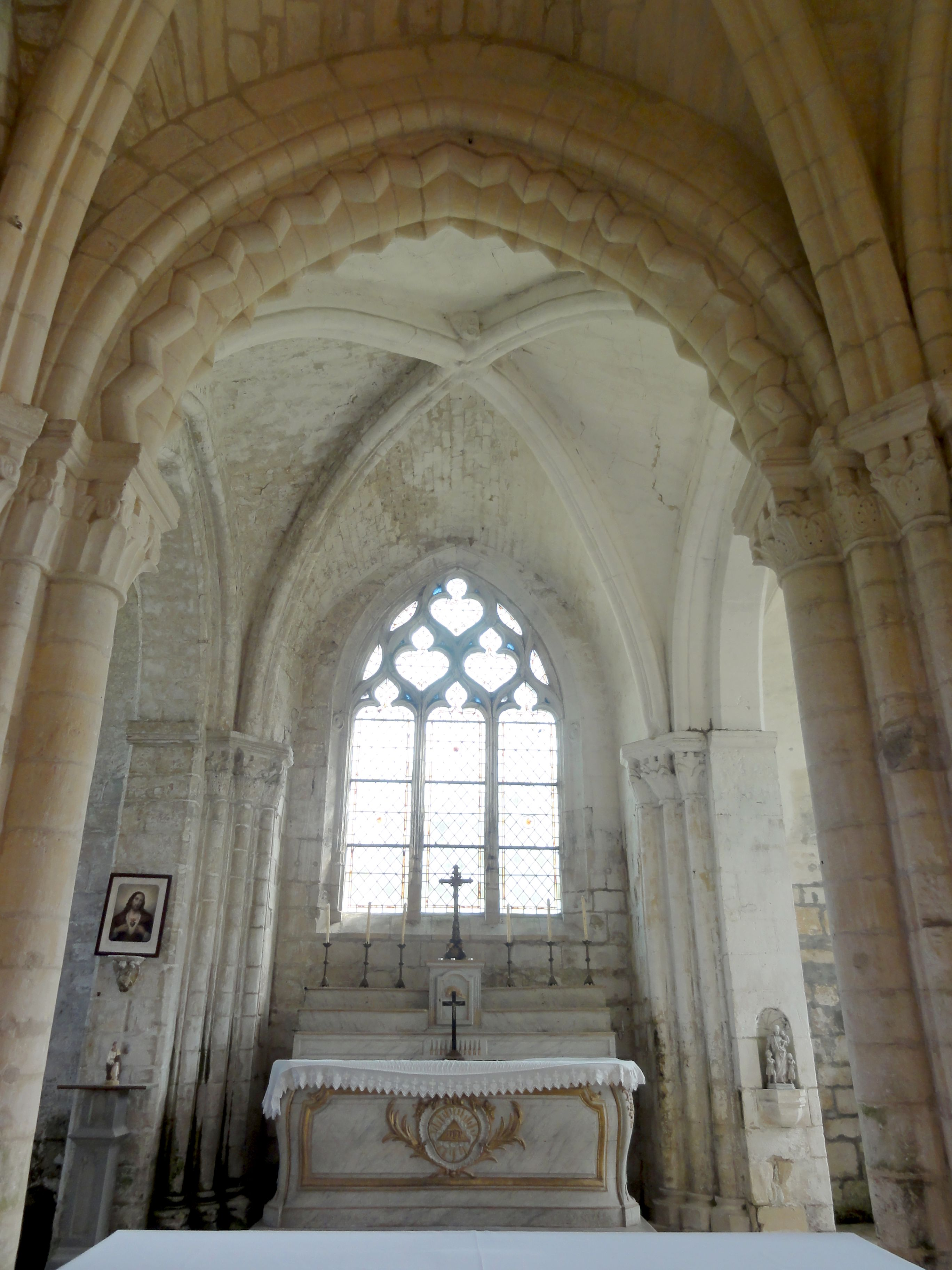
Chœur, vue vers le chevet.

Le chœur ou sanctuaire proprement dit, qui abrite l'ancien maître-autel et le tabernacle, se compose d'une unique travée. Son étude a été négligée par Jean Vergnet-Ruiz à l'instar de celle des croisillons et des chapelles, et l'auteur affirme ainsi que l'ensemble de l'église est dépourvu de formerets, ce qui n'est pas vrai pour le chœur. Il y en a au nord et au sud, et ce ne sont pas les rouleaux supérieur des arcades s'ouvrant dans les deux chapelles latérales, car ces arcades ont été ouvertes dans des murs préexistants et ne sont pas moulurés, et dans les angles près du chevet, des supports sont réservés aux formerets. L'arcade du nord est à simple rouleau et a les arêtes abattues, et retombe sur de simples impostes. L'arcade du sud n'est pas beaucoup différente, mais elle est à double rouleau. Les impostes ont toutefois la largeur du rouleau supérieur, qui retombe un peu à l'arrière. Le mur du chevet n'est plus d'origine, ce qui se traduit non seulement par le réseau gothique flamboyant de la large fenêtre, qui se compose de trois formes trilobées, surmontées par trois soufflets et par quatre mouchettes, les écoinçons étant ajourés. En effet, le mur est implanté en recul par rapport aux faisceaux de colonnettes les plus proches, dans le prolongement du mur du chevet de la chapelle du sud, qui devrait être contemporaine. Le mur est légèrement oblique, sans doute afin de profiter au maximum de l'espace disponible entre l'église et la rue. Le voûtain oriental semble homogène, et se prolonge donc vers l'est par une courte section de voûte en berceau brisé. Il a dû être rappareillé au XVIe siècle. Une autre particularité du chœur sont les supports près du chevet. On y trouve des faisceaux de trois colonnettes à chapiteaux, qui ont pour tailloir une tablette moulurée commune, dont le plan correspond à un quart d'octogone. À intervalle régulier, le haut des corbeilles des chapiteaux est excavé, de sorte que les tailloirs semblent reposer sur des cubes. Cette disposition se trouve aussi au chœur de Béthisy-Saint-Pierre et n'est pas rare à la première période gothique. — Reste à signaler la clé de voûte, où affleure un petit modillon gravé de volutes, telles qu'on les observe sur certains chapiteaux de l'église.

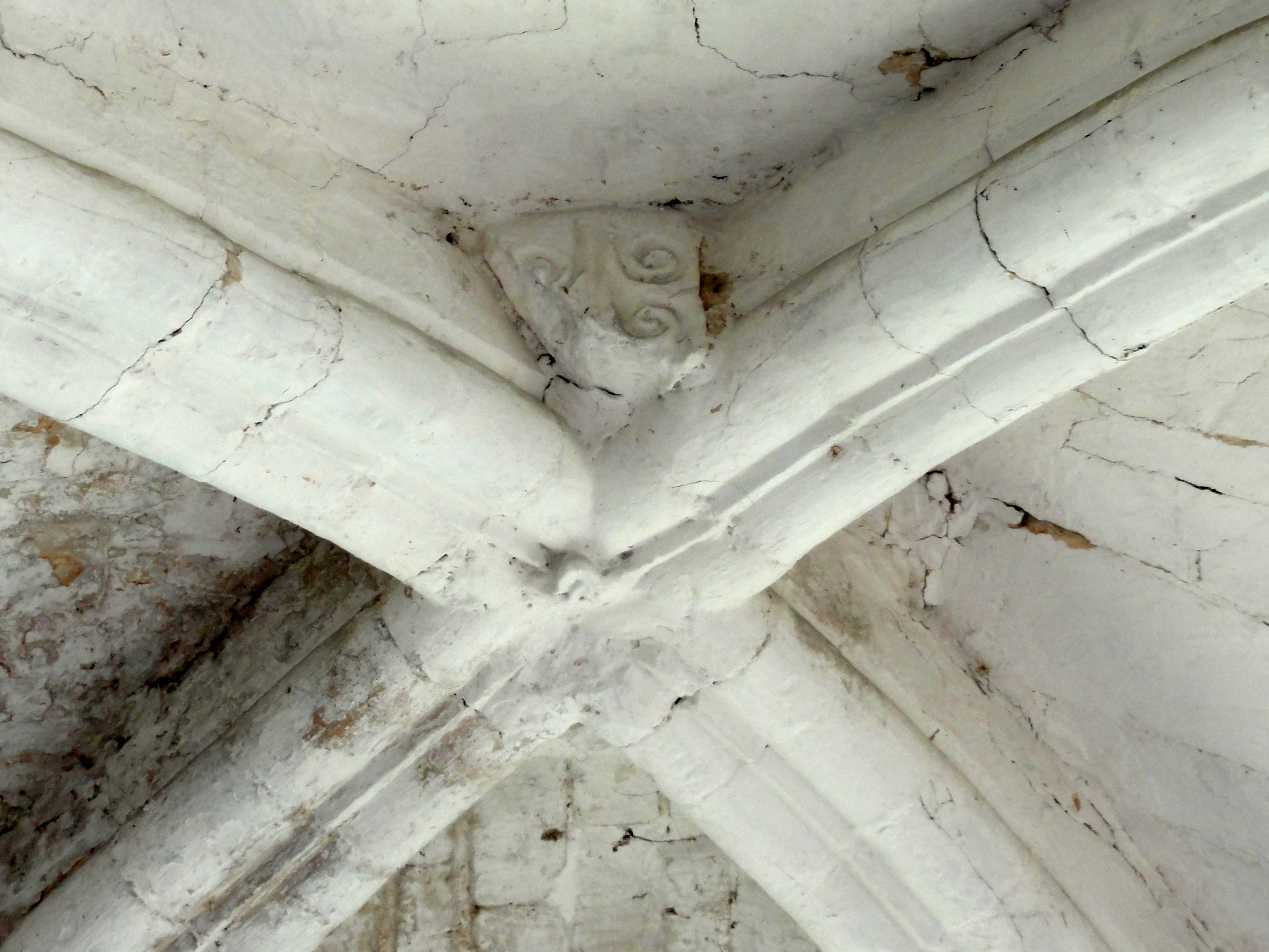
Chœur, clé de voûte.
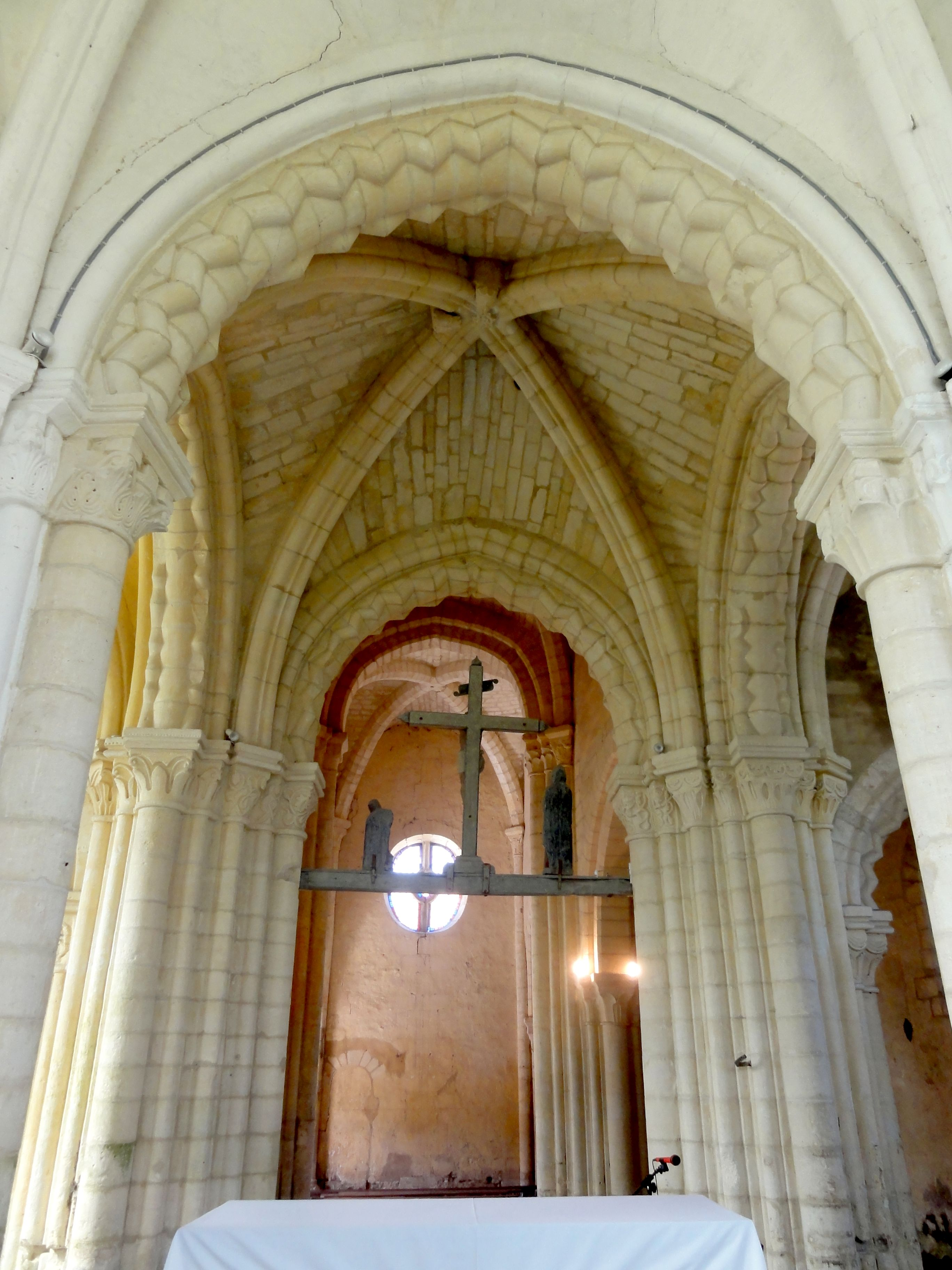
Chœur, vue vers l'ouest.
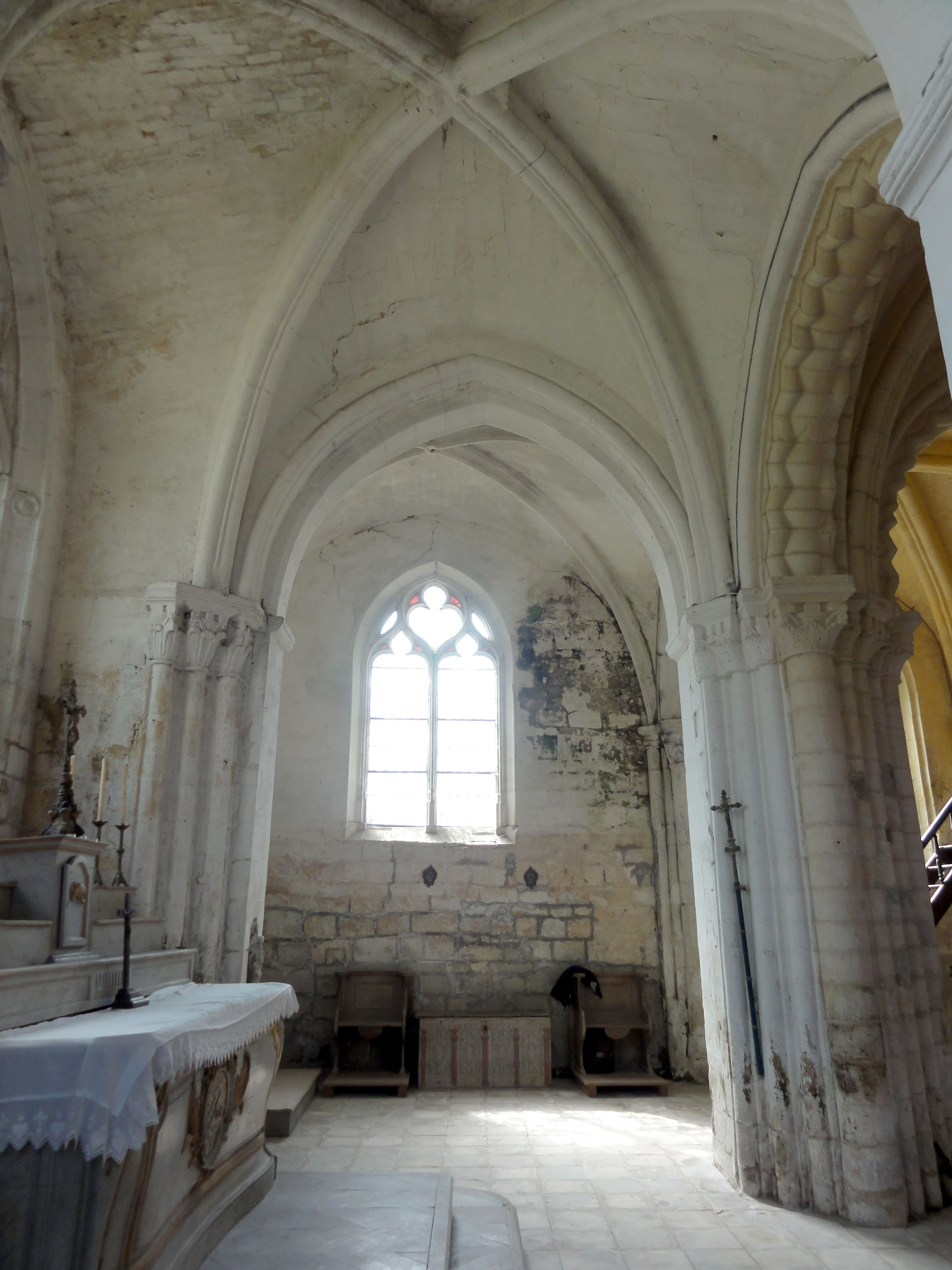
Chœur, vue vers le sud.
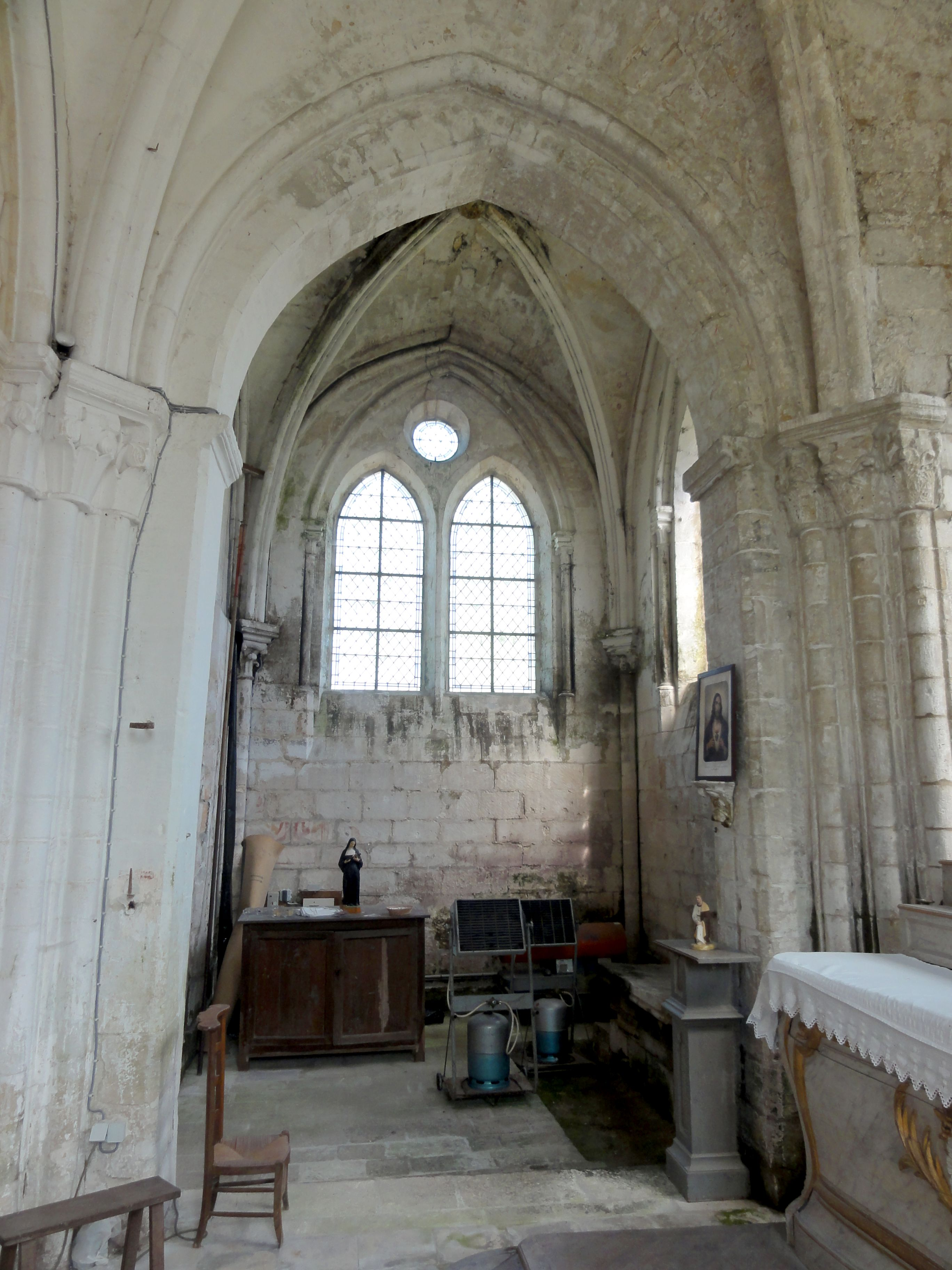
Chœur, vue vers le nord.
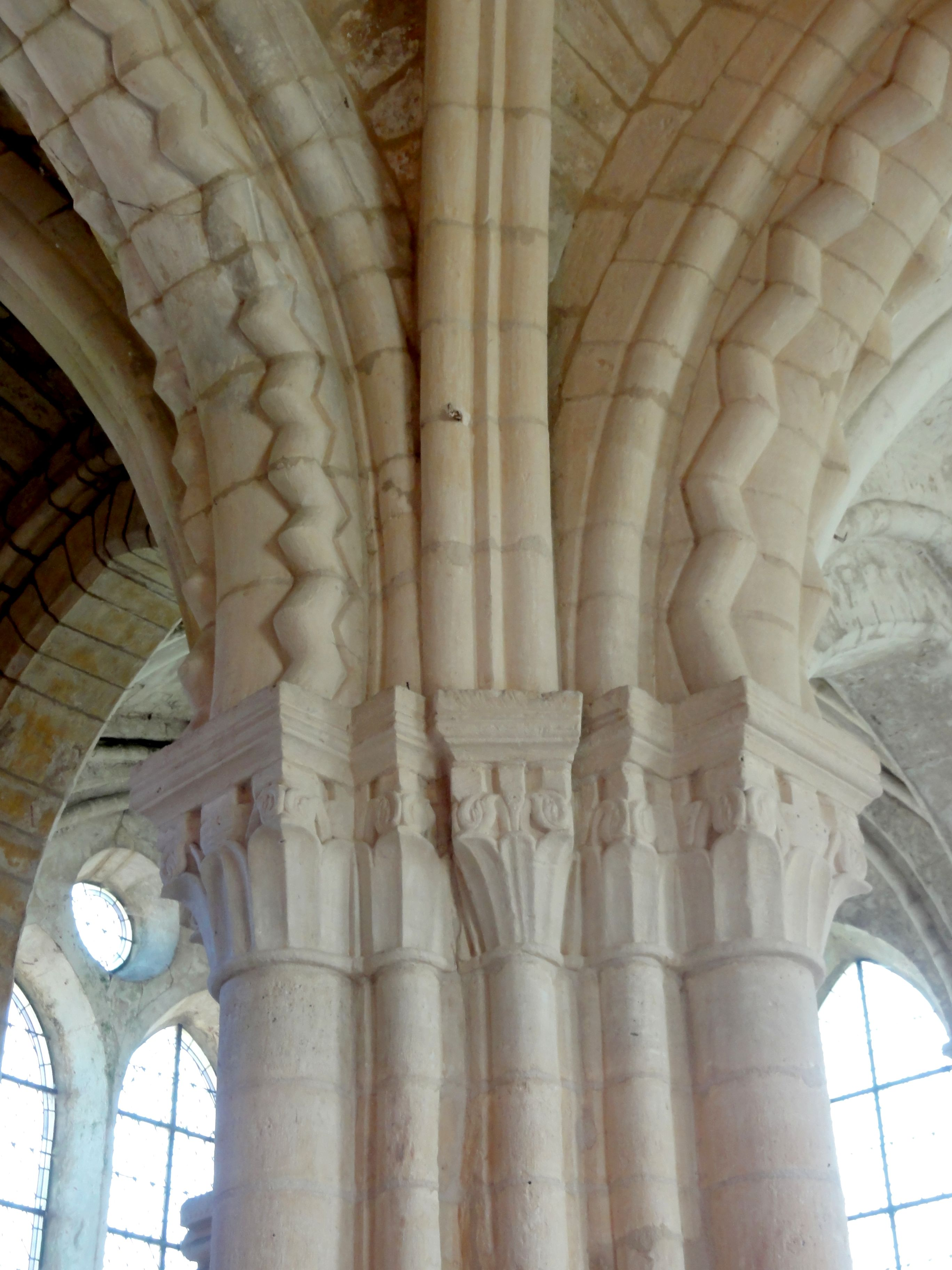
Pile nord-est du clocher.
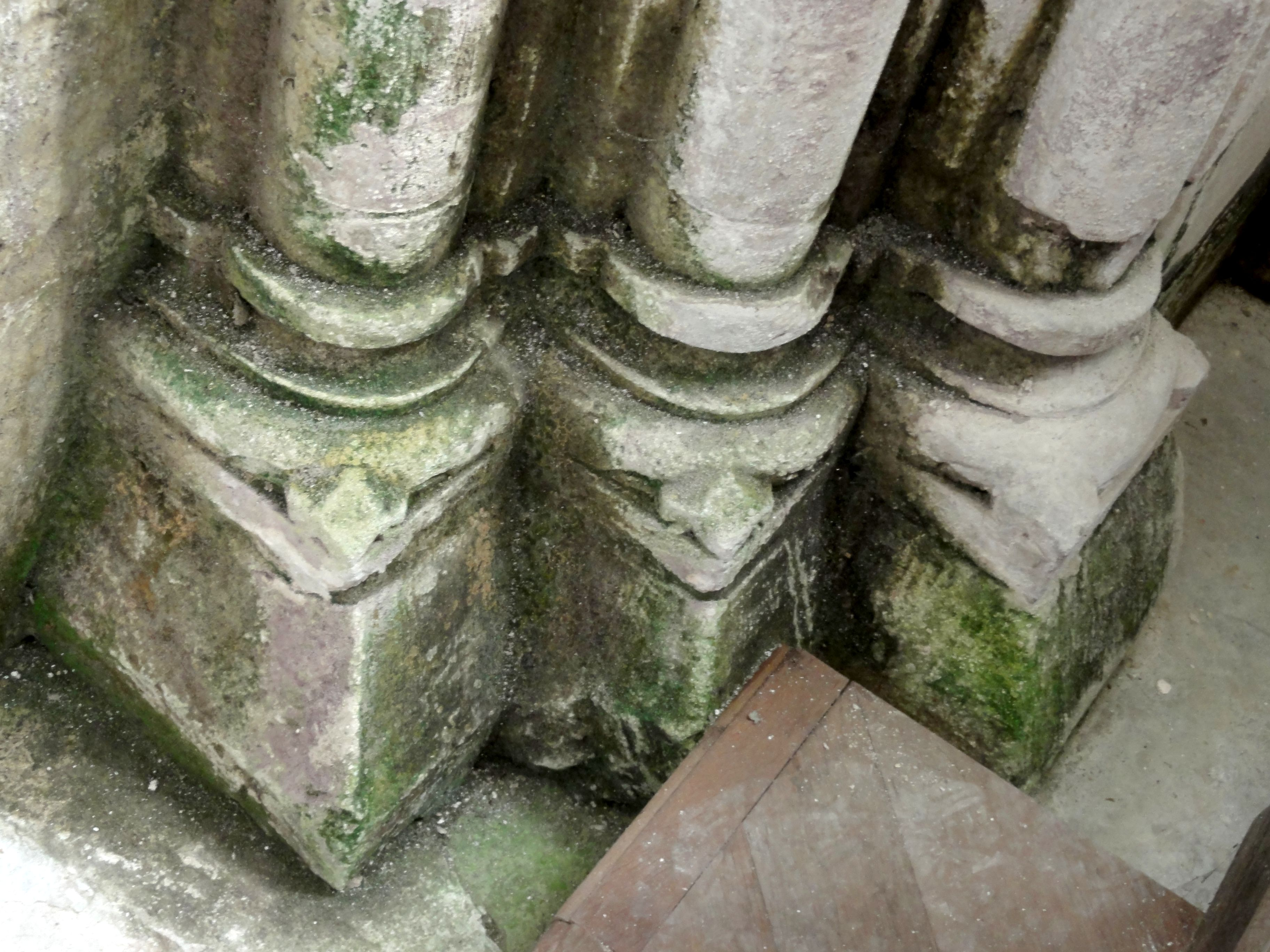
Bases près du chevet.

#### Chapelles latérales du chœur

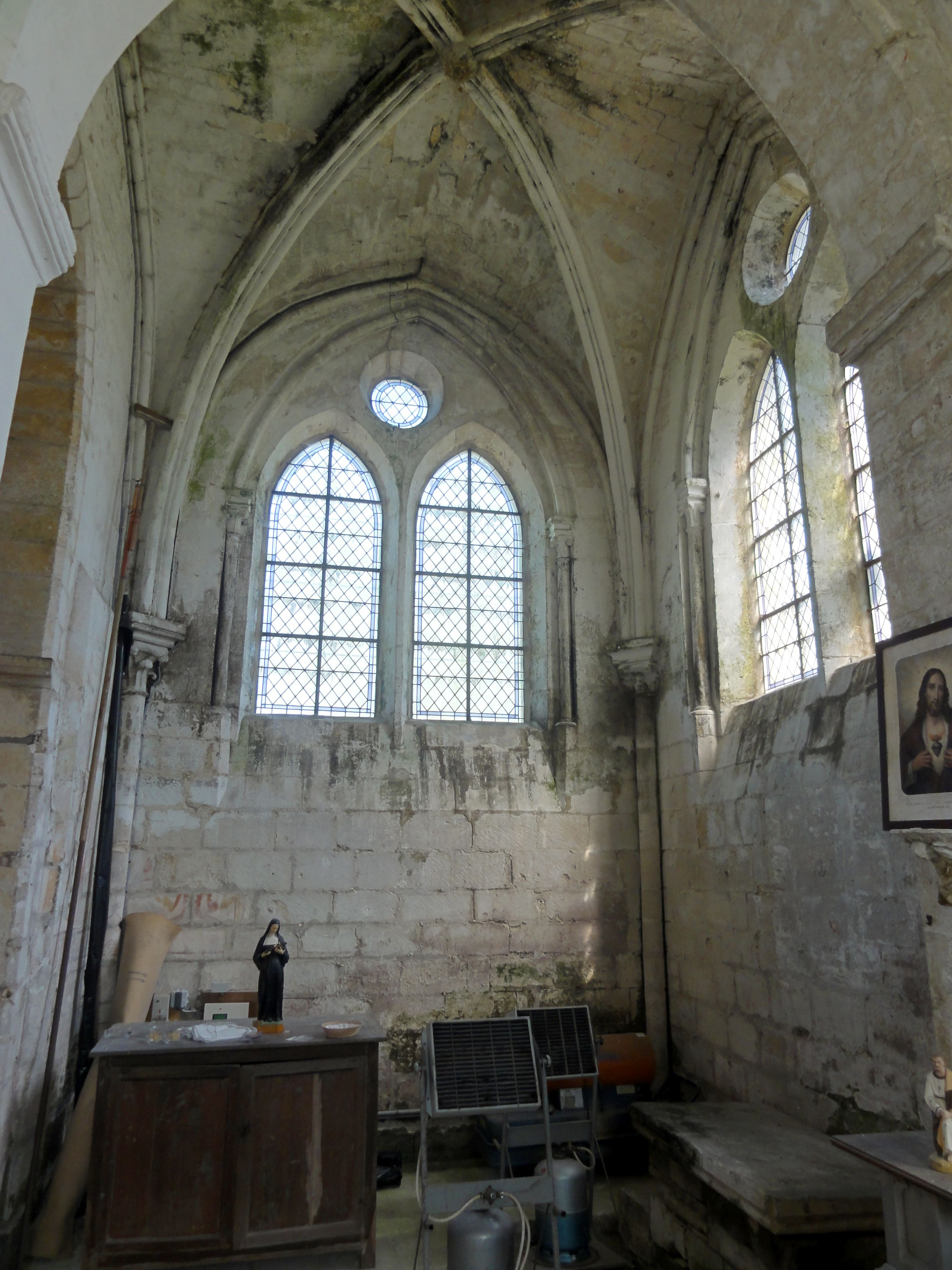
Chapelle nord-est, vue vers le nord.

La chapelle latérale nord, qui occupe l'angle nord-est de l'édifice, date d'autour de 1200. Il a déjà été signalé que l'arcade la faisant communiquer avec le sanctuaire a été percée après coup. En revanche, l'arcade ouvrant dans la chapelle depuis le croisillon nord a déjà dû exister à la période romane. Du côté du croisillon, elle retombe sur les chapiteaux de deux gros et de deux minces fûts, qui sont situés à la même hauteur que les chapiteaux des grandes arcades, et affichent le même style. Mais lors de la construction de la chapelle, l'arcade a été très fortement exhaussée, et atteint ainsi la même hauteur que les doubleaux du transept. Le rouleau supérieur est mouluré d'un tore, et le rouleau inférieur est simplement chanfreiné : avant l'exhaussement, on devait y trouver des bâtons brisés. La chapelle actuelle remplace donc une chapelle orientée ou absidiole se terminant vraisemblablement par un chevet en hémicycle, comme initialement à Mogneville ou Rieux.
Le chevet en hémicycle et la faible profondeur de la chapelle expliquent l'absence d'intercommunication avec le chœur. Contrairement à ce qui s'observe dans l'église de Mogneville, le départ de la voûte primitive de l'absidiole ne subsiste plus. Il est intéressant de constater que l'absidiole nord de Mogneville fut remplacée presque simultanément par une chapelle gothique que celle de Foulangues, et que ces chapelles gothiques se rapprochent par leur fenestrage et le profil de leurs ogives. Il est analogue à celui du chœur et du transept, mais plus fin. Les ogives et formerets retombent sur les tailloirs placés de biais de chapiteaux de crochets, portés par des colonnettes uniques logées dans les quatre angles de la chapelle. Des fenêtres existent dans les deux murs extérieurs, au nord et à l'est. Ce sont des paires de lancettes simples, surmontées par un petit oculus rond et s'inscrivant dans un arc de décharge commun. Il est entouré d'un tore et orné de deux petits chapiteaux, mais par maladresse, la courbe de l'arc de décharge n'imite pas le tracé du formeret, et son sommet n'est pas aligné au-dessus de l'oculus et du meneau central. Des couples de deux lancettes existent aussi dans les nefs de Clermont et Saint-Leu-d'Esserent, dans le croisillon nord de Belloy-en-France et sur les chevets  Cinqueux (chapelle ruinée), Livilliers et Méry-sur-Oise. Parfois l'oculus manque ou se présente sous la forme d'un trilobe.
La chapelle latérale sud, qui occupe l'angle sud-est de l'édifice, date de la première moitié du XVIe siècle, tout comme le mur oriental du chœur, et le mur méridional du croisillon sud. Cette chapelle est beaucoup moins intéressante que son homologue au nord : il n'y a pas de formerets ; les chapiteaux n'ont que des corbeilles non sculptés de faible hauteur ; il n'y a pas de fenêtre au chevet ; et l'arcade vers le croisillon sud ne garde plus de traces de sa disposition initiale. Elle est aussi élevée que les voûtes et retombe sur deux chapiteaux romans, qui ont été montés à la même hauteur que les chapiteaux des piles du clocher. Les ogives ont un profil prismatique aigu. Cette chapelle représente l'unique travée de l'église qui date entièrement du XVIe siècle. Avec des colonnettes uniques logées dans les angles, le maître d'œuvre ne suit pas tout à fait l'esthétique flamboyant, qui préfère des culs-de-lampe ou des nervures pénétrant directement dans les supports. Le profil des ogives et le réseau de la fenêtre reflètent néanmoins l'esprit de l'époque. La première travée du bas-côté sud, qui pour Jean Vergnet-Ruiz aurait été entièrement rebâtie au XVIe siècle, affiche tout au contraire un style roman, et seulement le profil des ogives paraît suspect : s'agirait-il d'une restauration précoce du XIXe siècle ?

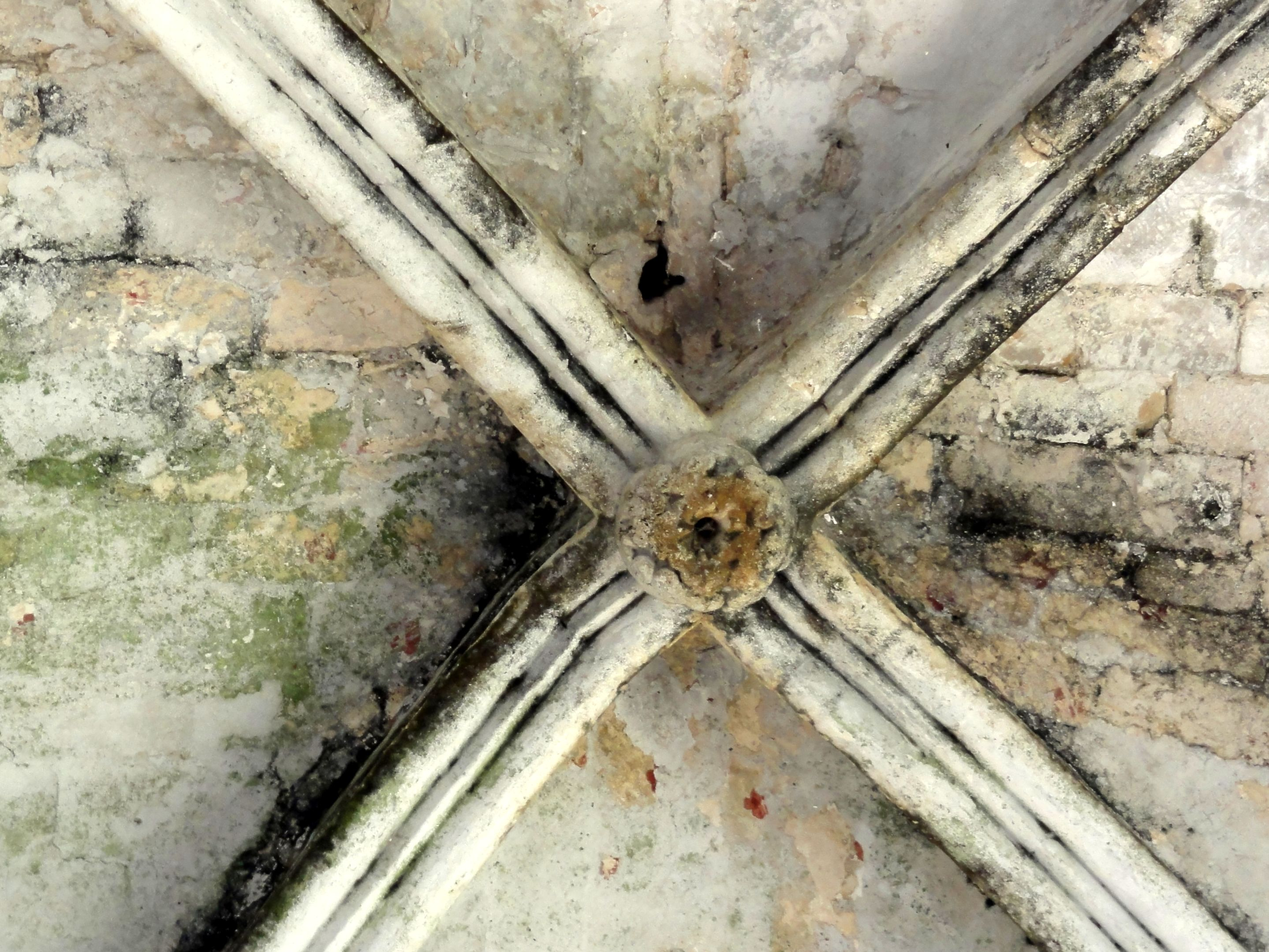
Chapelle nord, sommet de la voûte.
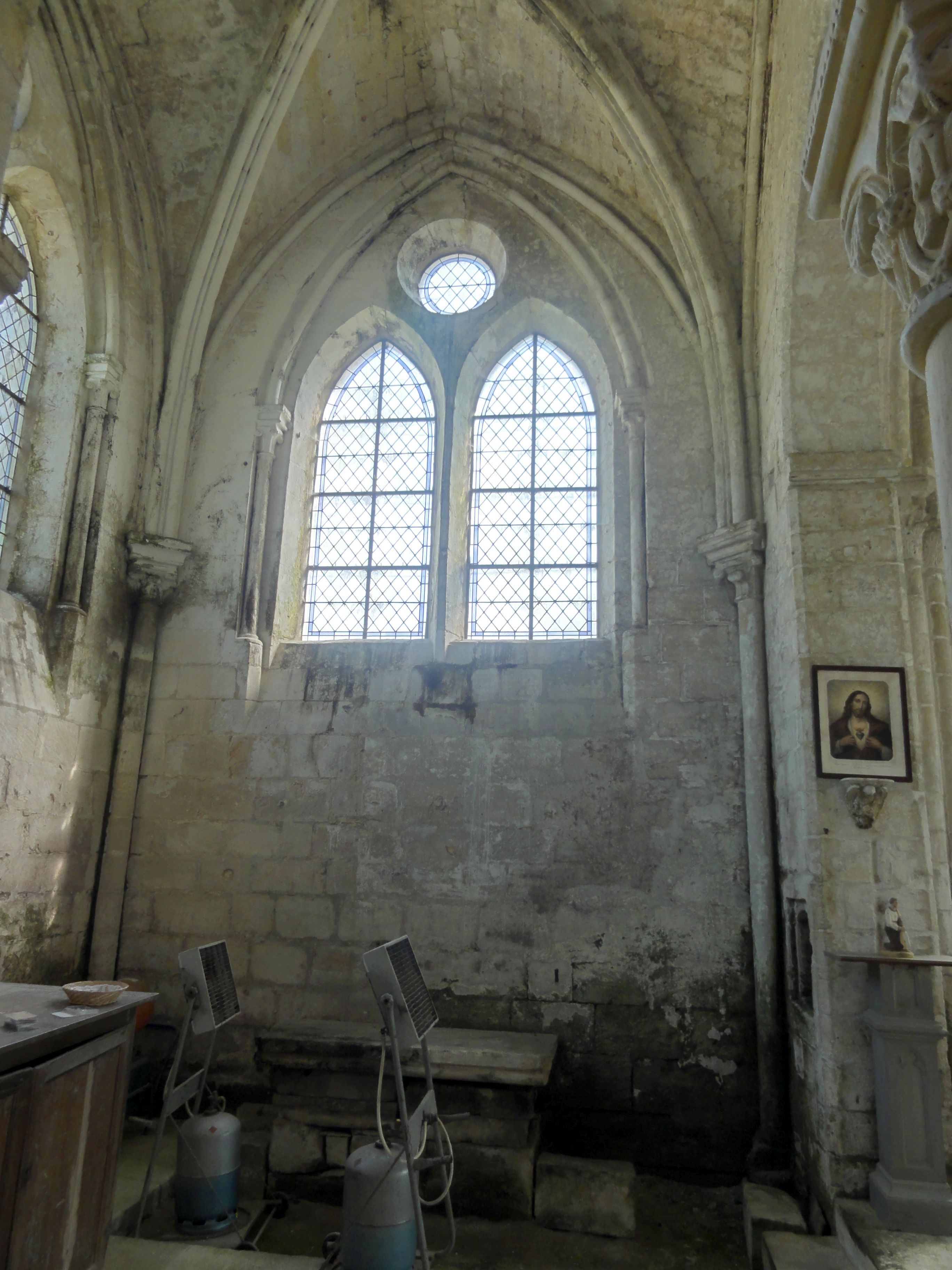
Chapelle nord, vue vers l'est.
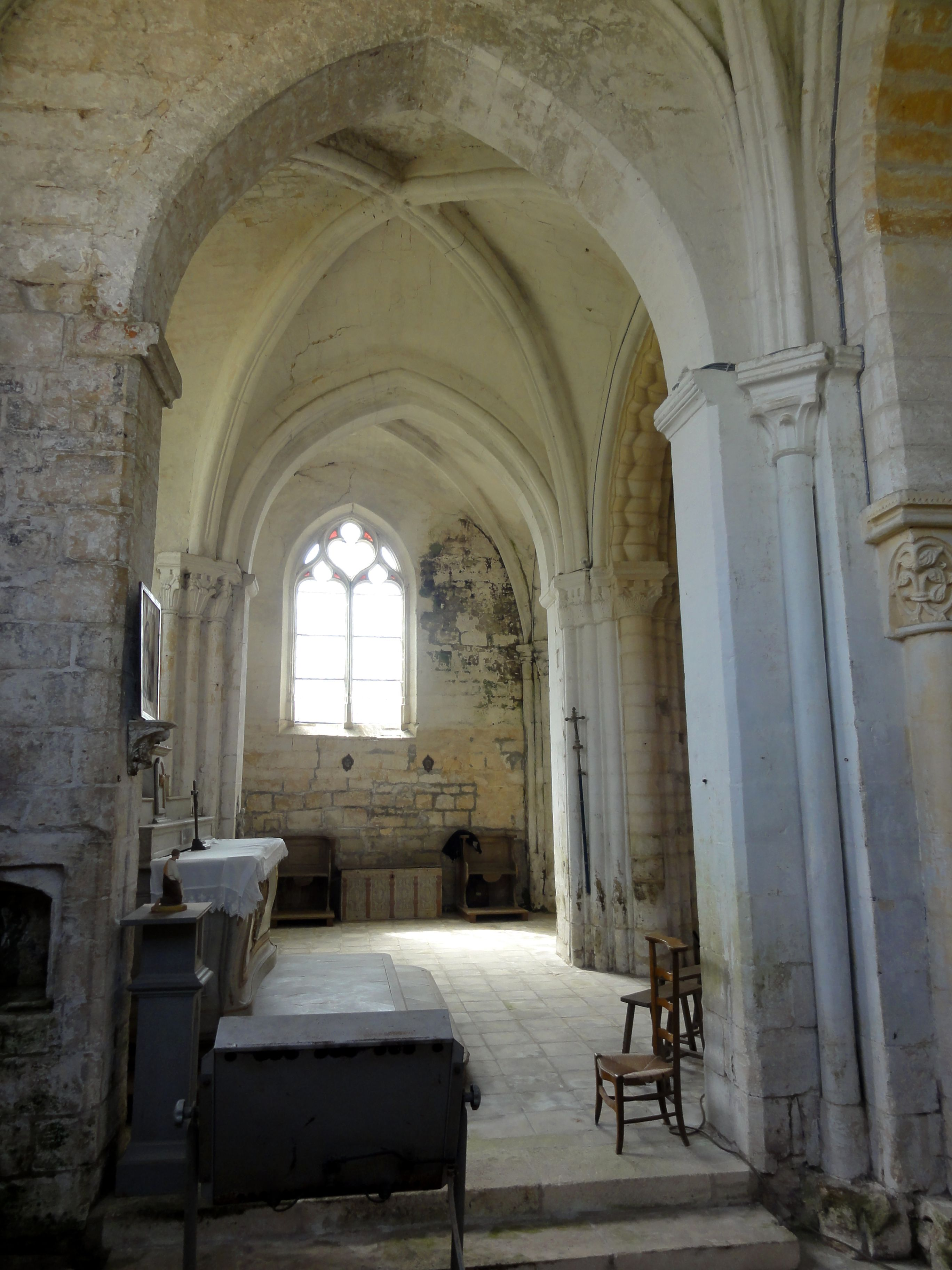
Chapelle nord, vue dans le chœur.
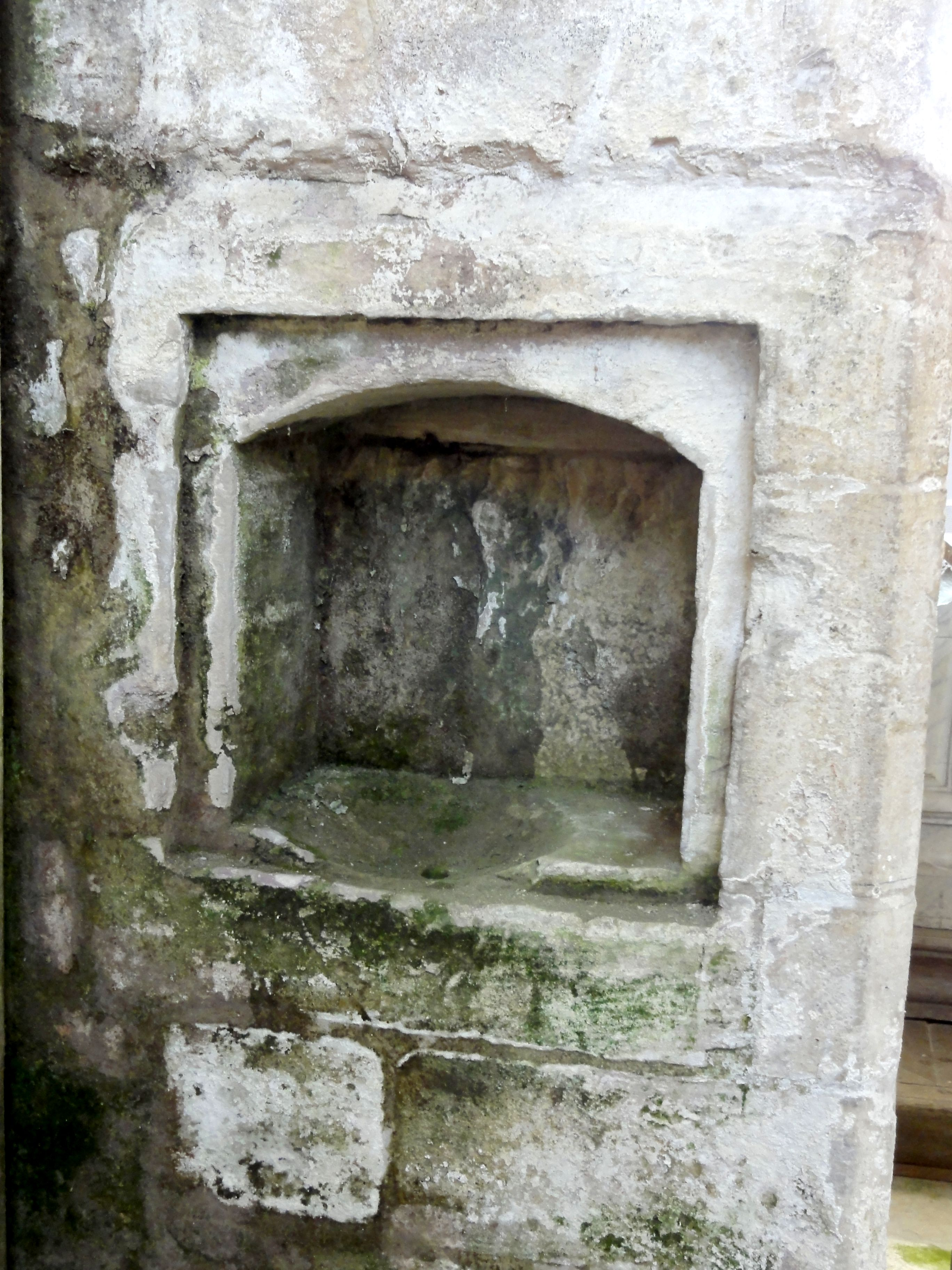
Chapelle nord, piscine.
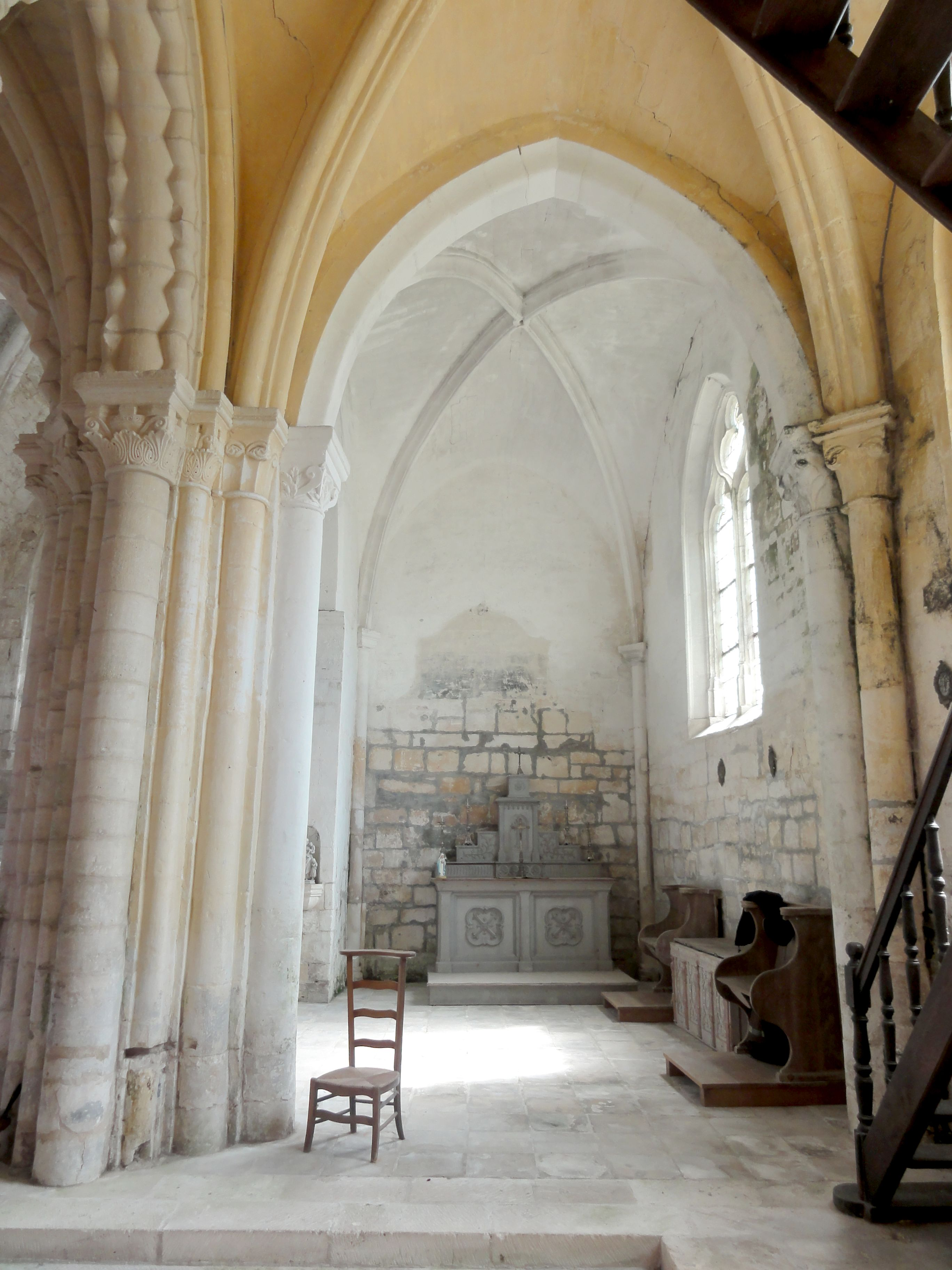
Croisillon sud, vue dans la chapelle.

#### Sculpture

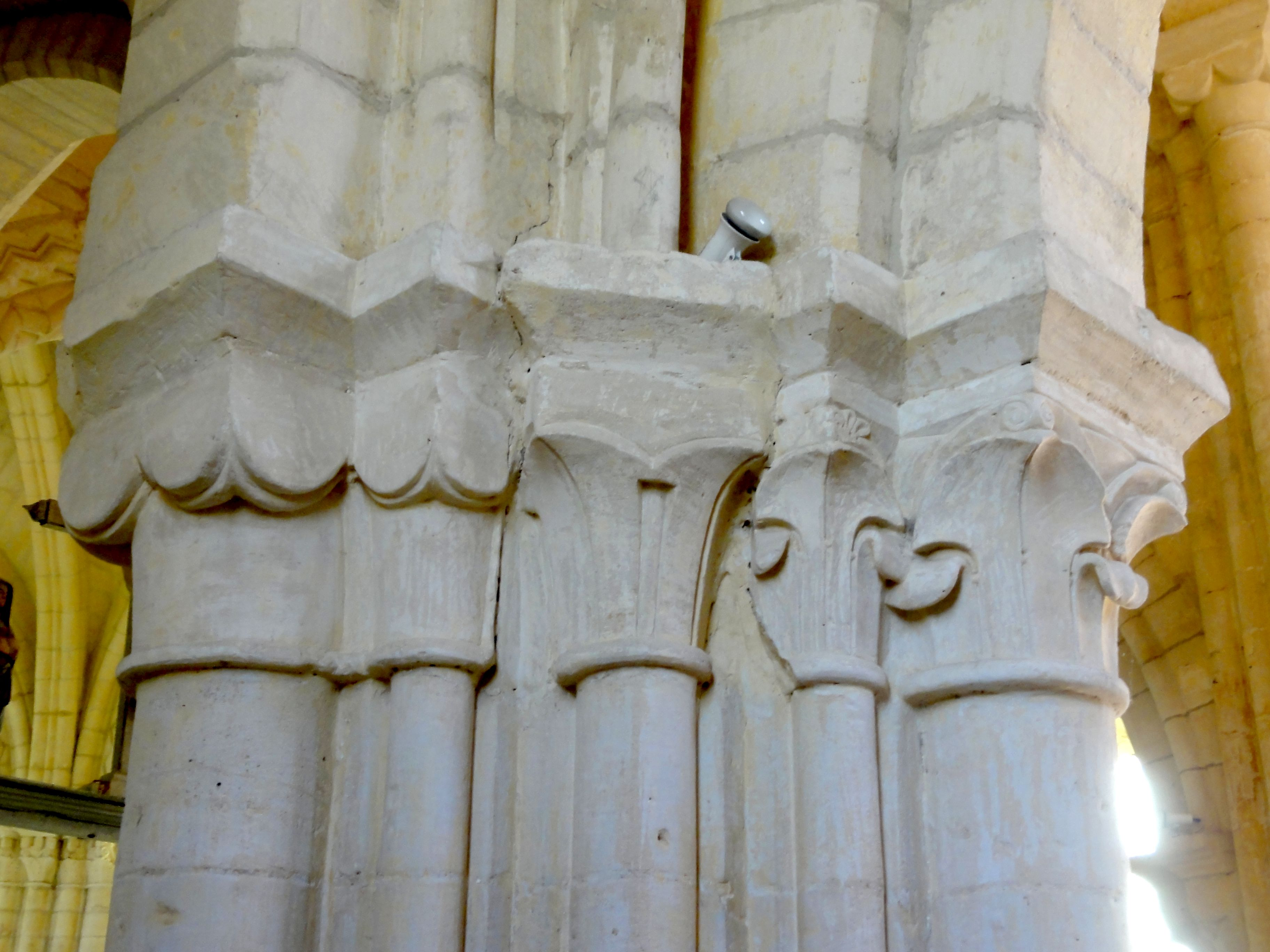
Pile intermédiaire nord de la nef, tailloirs archaïques et volutes non exécutées.

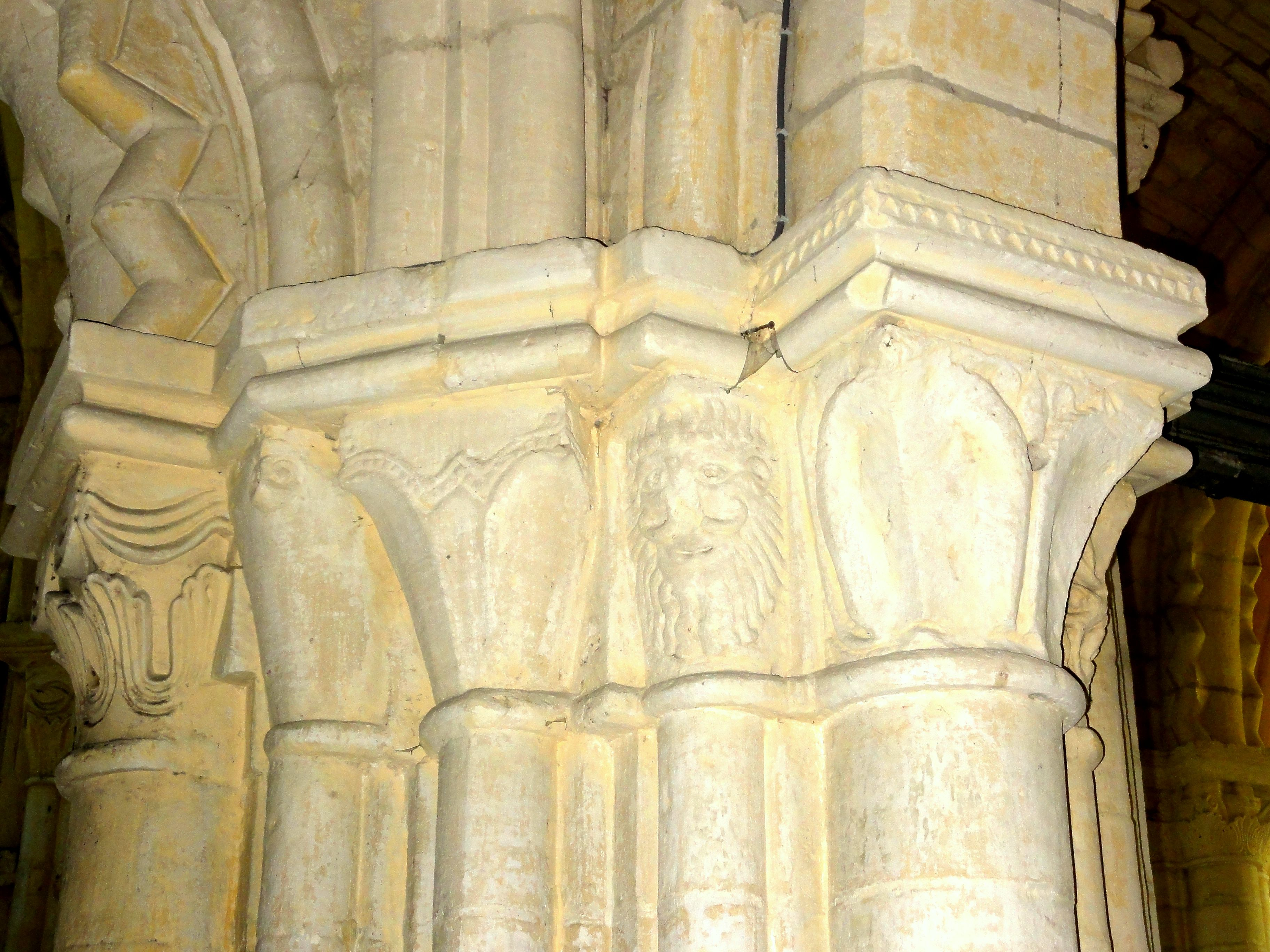
Pile nord-ouest du clocher, tailloirs à boudins et dentelures, chapiteaux à palmettes ou feuilles plates, et tête barbue.

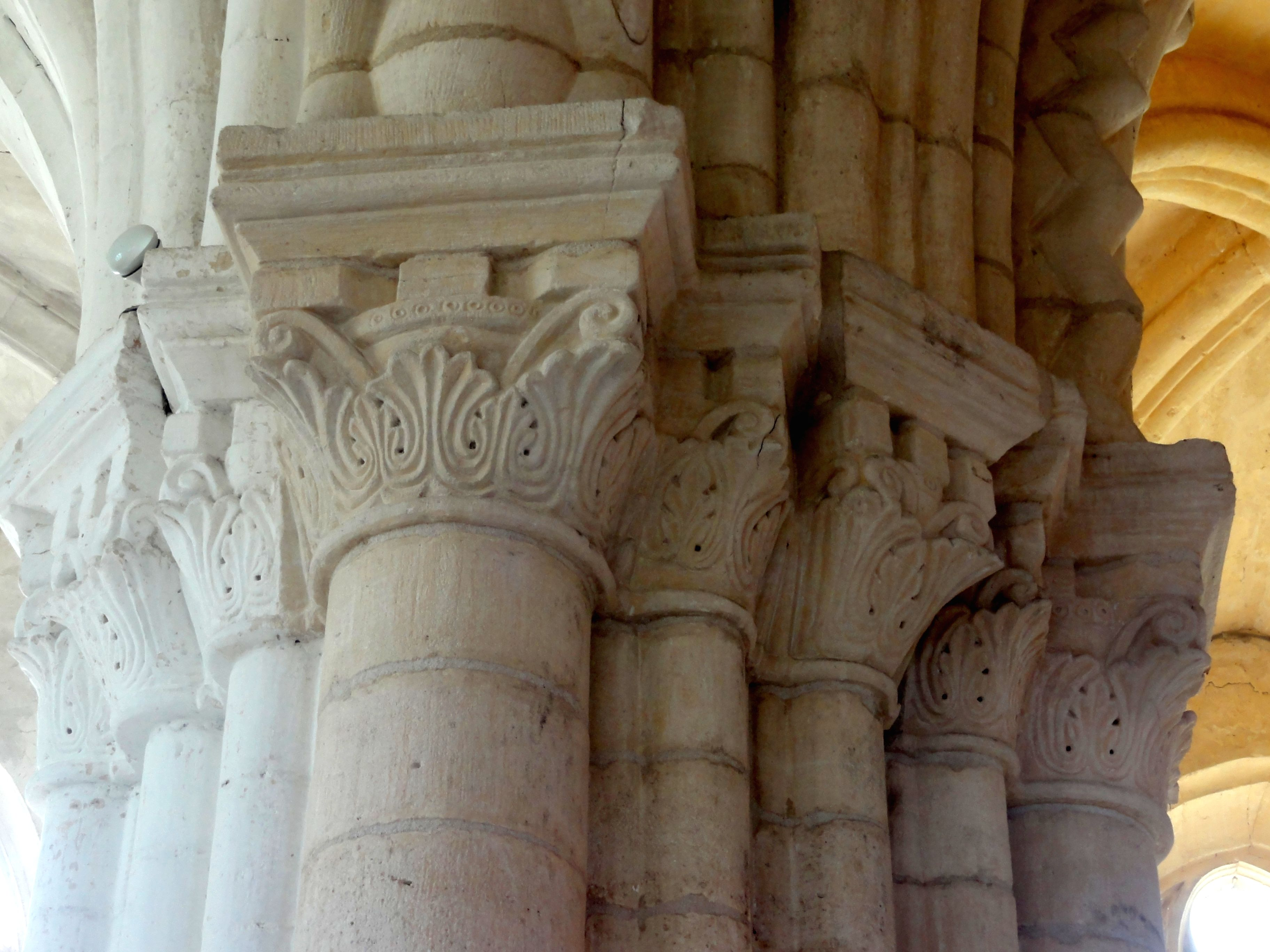
Pile sud-est du clocher, chapiteaux de feuilles d'acanthe à l'antique.

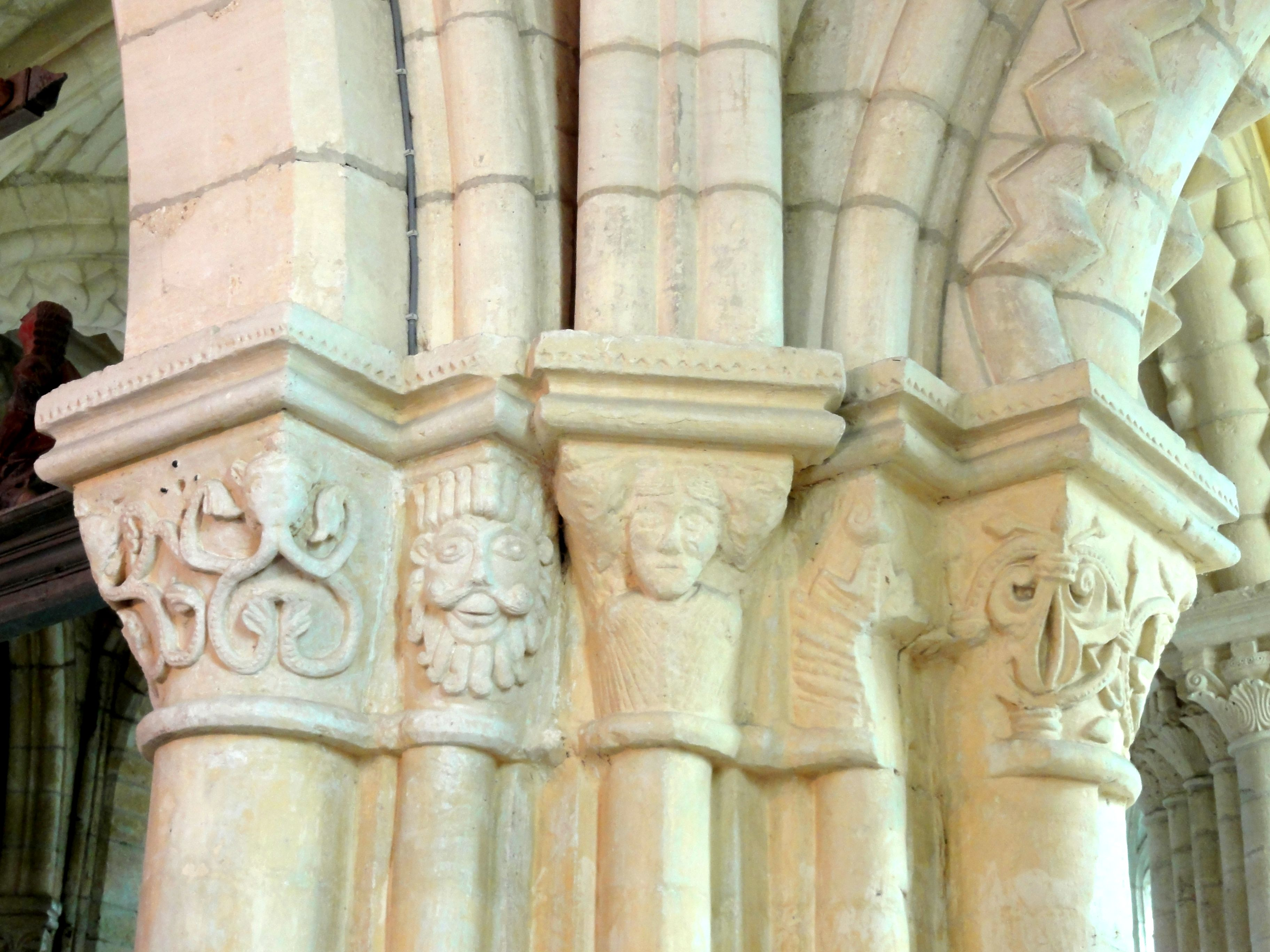
Pile sud-ouest du clocher, angle nord-est : ici les chapiteaux présentent la plus grande variété.

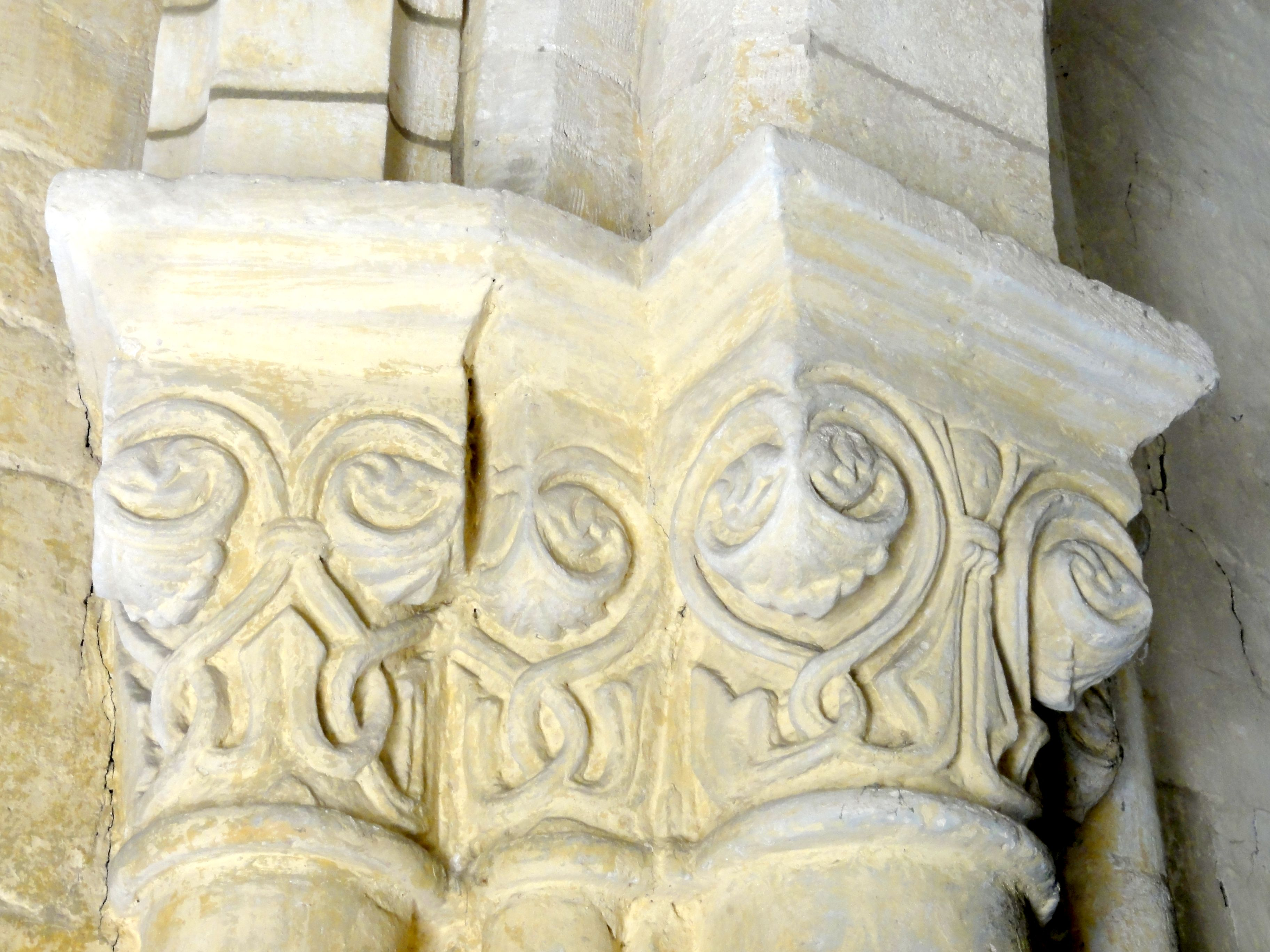
Nef, chapiteaux à entrelacs au revers du mur occidental.

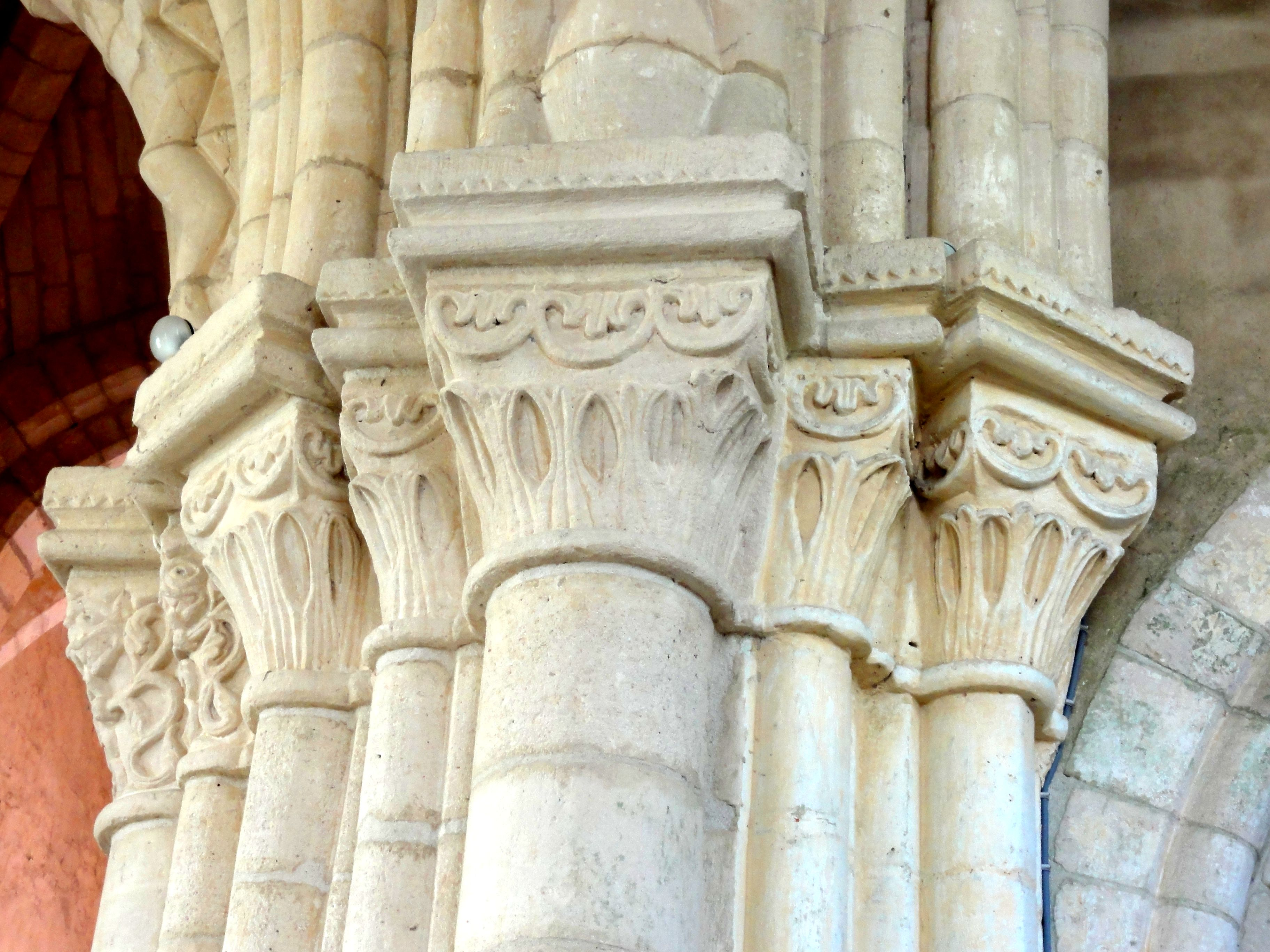
Pile nord-ouest, chapiteaux au décor botanique.

Selon les mots de Jean Vergnet-Ruiz, « l'ensemble des chapiteaux est d'un vif intérêt et d'une grande beauté décorative ». Les chapiteaux présentent une variété iconographique non négligeable, mais tant dans la nef et les bas-côtés, d'une part, que dans le transept et le chœur, d'autre part, ils sont de dimensions identiques, ont des tailloirs semblables, et paraissent comme les créations d'un même atelier. Les chapiteaux, mais également les piliers composés, les voûtes d'ogives romanes et l'étroitesse de la nef imposent de faire un rapprochement avec les églises voisines de Bury, Cambronne-lès-Clermont et Saint-Vaast-lès-Mello et plus particulièrement avec leurs nefs et bas-côtés, ainsi que l'ancien transept de Cambronne-lès-Clermont. Les points communs entre ces églises sont si nombreux qu'Eugène Lefèvre-Pontalis en a déduit l'existence d'une école romane du Beauvaisis, avant d'abandonner cette position. Plus probable est l'intervention des mêmes tailleurs de pierre, d'un même maître d'œuvre. Dominique Vermand a ajouté le transept et le chœur de l'église de Mogneville à ce groupe. Les parties concernées des quatre églises citées datent des années 1130 / 1140. Jean Vergnet-Ruiz a admis la même période pour la nef et les bas-côtés de Foulangues, sans préciser davantage ses idées. Dans le contexte de l'étude du transept et du chœur, il annonce que l'analyse de la sculpture montrera que ces parties sont postérieures à la nef. Malencontreusement il ne reste pas cohérent, et dans le cadre de l'analyse de la sculpture, souligne tout au contraire que celle-ci est parfaitement homogène dans toutes les parties romanes de l'église. En parlant de la nef, il ne pense donc qu'aux petites fenêtres hautes bouchées de la seconde travée, et fait abstraction des voûtes et supports, qui déterminent pourtant le caractère de la nef avant tout autre élément. L'auteur affirme encore explicitement qu'il faut considérer les chapiteaux de la nef et des parties orientales comme le résultat d'une seule campagne de construction. Finalement, ce n'est donc que le clocher qui motive Jean Vergnet-Ruiz à dater la nef de la seconde moitié du XIIe siècle, ainsi que les avis d'auteurs qui n'ont que sommairement analysé le monument, tels que Marcel Aubert, qui date l'ensemble de 1150 environ, et Eugène Müller, qui date les parties orientales de 1175 ou un peu après,. De toute façon, on ne peut s'empêcher de constater une interruption du chantier entre l'achèvement des parties orientales et la construction du clocher.
Les tailloirs sont de plusieurs types différents, ce qui a échappé à Jean Vergnet-Ruiz. Ils ne se limitent pas tous à une plate-bande, ornée de dentelures en faible relief ou pas, et un biseau. Ces tailloirs particulièrement archaïques se trouvent au niveau des grandes arcades et du bas-côté nord, au revers de la façade ainsi qu'à l'intersection entre les deux travées. En face au sud, le biseau présente deux ressauts, ou autrement dit, il est mouluré de trois cavets faiblement prononcés. Les tailloirs des chapiteaux du second ordre de la nef présentent en grande partie le profil archaïque mentionné en premier lieu, mais au nord du doubleau intermédiaire, la plate-bande est remplacée par deux filets et un boudin, et le biseau est galbé. On peut envisager que tel devait être le profil des tailloirs les plus sommaires, et qu'ils sont restés inachevés : cette hypothèse est justifiée par le constat que la sculpture des chapiteaux de la pile intermédiaire sud de la nef est également restée inachevée. Les grosses volutes en haut des corbeilles n'y ont pas été exécutées, comme le montre la comparaison avec la pile en face au nord, et l'arcade vers le croisillon sud, où l'on trouve des volutes ou spirales plus gravées que sculptés. Dans le croisillon sud, on trouve une variante du type de tailloir employé en haut de la nef, qui se compose d'un listel, d'un mince filet dégagé par d'étroits cavets, d'un boudin, d'un mince filet et d'un biseau légèrement galbé. Enfin, les tailloirs des chapiteaux romans autour des deux autres travées du transept sont tous moulurés de la même façon, et  adoptent un profil un peu plus simple : un listel, un profond cavet et un boudin. Comme sur les tailloirs les plus archaïques, le listel est souvent agrémenté de petites dentelures en faible relief.
Par la sculpture de leurs corbeilles, les chapiteaux peuvent être classés en trois groupes. Ils ont vraisemblablement été sculptés par trois tailleurs de pierre différents, qui chacun pratiquait une iconographie différente. Les mêmes trois groupes se distinguent par ailleurs dans la cathédrale Notre-Dame de Noyon. Le premier groupe est le moins représenté, et se concentre sur la pile sud-est du clocher, et sur le faisceau à gauche du chevet du chœur. Ici les motifs sont des feuilles d'acanthe imitées de l'antique, et dont la présence surprend dans une petite église rurale. On les rencontre aussi à Béthisy-Saint-Pierre, Saint-Germer-de-Fly et Noël-Saint-Martin (commune de Villeneuve-sur-Verberie). Comme déjà signalé, des parties excavées en haut de la corbeille suggèrent que les tailloirs reposent sur des dés. Une variante plus librement inspirée de la feuille d'acanthe et sans les dés se rencontre sur l'arcade entre croisillon nord et bas-côté. Le deuxième groupe se concentre sur les deux piles occidentales du clocher, mais ne concerne pas la totalité de leurs chapiteaux. Ce groupe comporte les motifs les plus singuliers, et suscite directement le rapprochement avec les églises de Bury, Cambronne-lès-Clermont et Saint-Vaast-lès-Mello, et pour partie, Villers-Saint-Paul. On y voit des entrelacs de tiges crachés par de petites têtes de monstre aux angles ; des motifs compliqués avec divers types de palmettes entourées de tiges perlées ; des tiges nouées ensemble ; un buste humain ; un masque où le haut et le bas semblent avoir été confondus ; et, selon la formule de Jean Vergnet-Ruiz, « des têtes bizarres et monstrueuses auxquelles de lourdes mèches stylisées donnent une allure de divinités mexicaines aux têtes émettant des rayons solaires [...] Ces riches ornements, fidèles à la symétrie, sont tout imprégnés encore de l'esthétique ancienne, mais leur caractère étrange est exempt de sécheresse ; déjà l'accent de vie de l'art gothique transparaît imminent sous le vieux masque des disciplines archaïques. Il faudrait peu de chose pour faire palpiter ces torsades et s'animer ces visages ».
Le troisième groupe de chapiteaux se caractérise par un décor botanique, souvent encore très stylisé, avec des volutes d'angle et des feuilles plates appliquées ou des godrons. Le fruit d'arum, le nénuphar et les plantes aquatiques en général sont les espèces majoritaires, ce qui n'est sans doute pas un hasard. Le village de Foulangues est implanté sur un flanc d'un vallon calcaire dominant un marais, et les églises d'autres villages bâtis dans un cadre similaire possèdent des chapiteaux avec la même flore, comme par exemple Avrechy, Bury, Cambronne, Cauvigny, Laigneville, et Saint-Leu-d'Esserent. Pour dater ces chapiteaux, Jean Vergnet-Ruiz se base sur la datation proposée par Charles Seymour pour la cathédrale de Noyon, les années 1160-1190. Plus concrètement Vergnet-Ruiz veut dater l'ensemble des chapiteaux de l'église, et donc en même temps les voûtes, d'autour de 1170. Il néglige ici la datation des églises-sœurs de Bury et Cambronne. Son hypothèse est également en contradiction avec les approches de datation basées sur les voûtes seules, qui, comme déjà évoqué, aboutissent sur les années 1130-1140, voir le milieu du XIIe siècle. Dans sa large étude plus récente, Dominique Vermand se base sur des sources historiques qui permettent de dater le bas-côté nord et les croisillons de Cambronne de 1130 / 1135 environ, et la chapelle ruinée du château royal de Senlis de peu avant la mort de Louis VI en 1137. On y trouve le deuxième et le troisième type de chapiteaux. Du reste, Dominique Vermand rétrodate également les chapiteaux de Noyon. Il estime que l'église de Foulangues a été bâtie quelques années après Bury, soit au plus tôt à la fin des années 1130, et au plus tard au cours des années 1140. Il appartiendra à l'avenir de réviser éventuellement cet avis, mais pour revenir vers une date plus récente, il faudra remettre en question les dates des autres églises appartenant au même groupe de Foulangues.

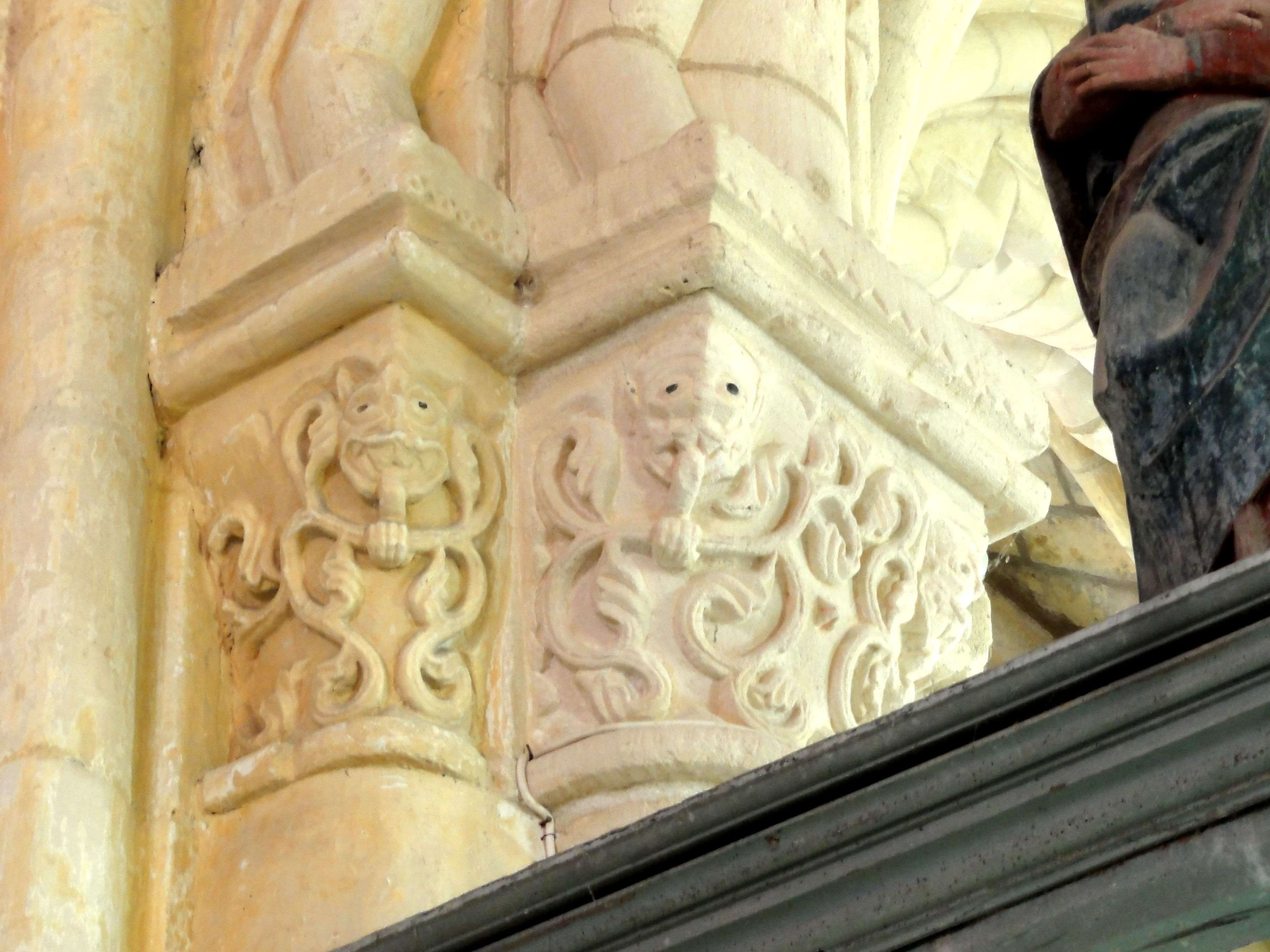
Arc triomphal, chapiteaux côté nord.
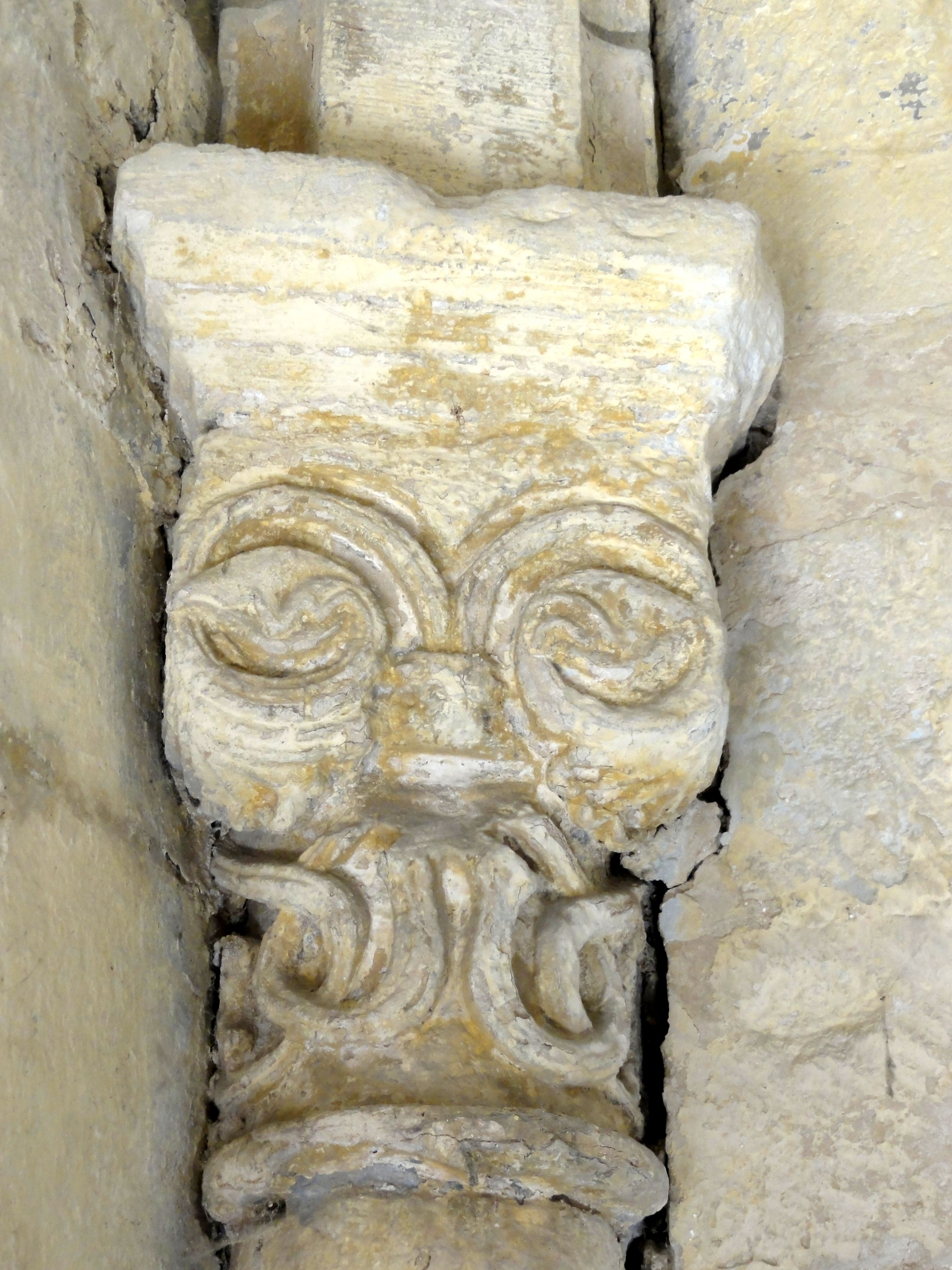
Bas-côté sud, chapiteau dans l'extrémité sud-ouest de l'église.
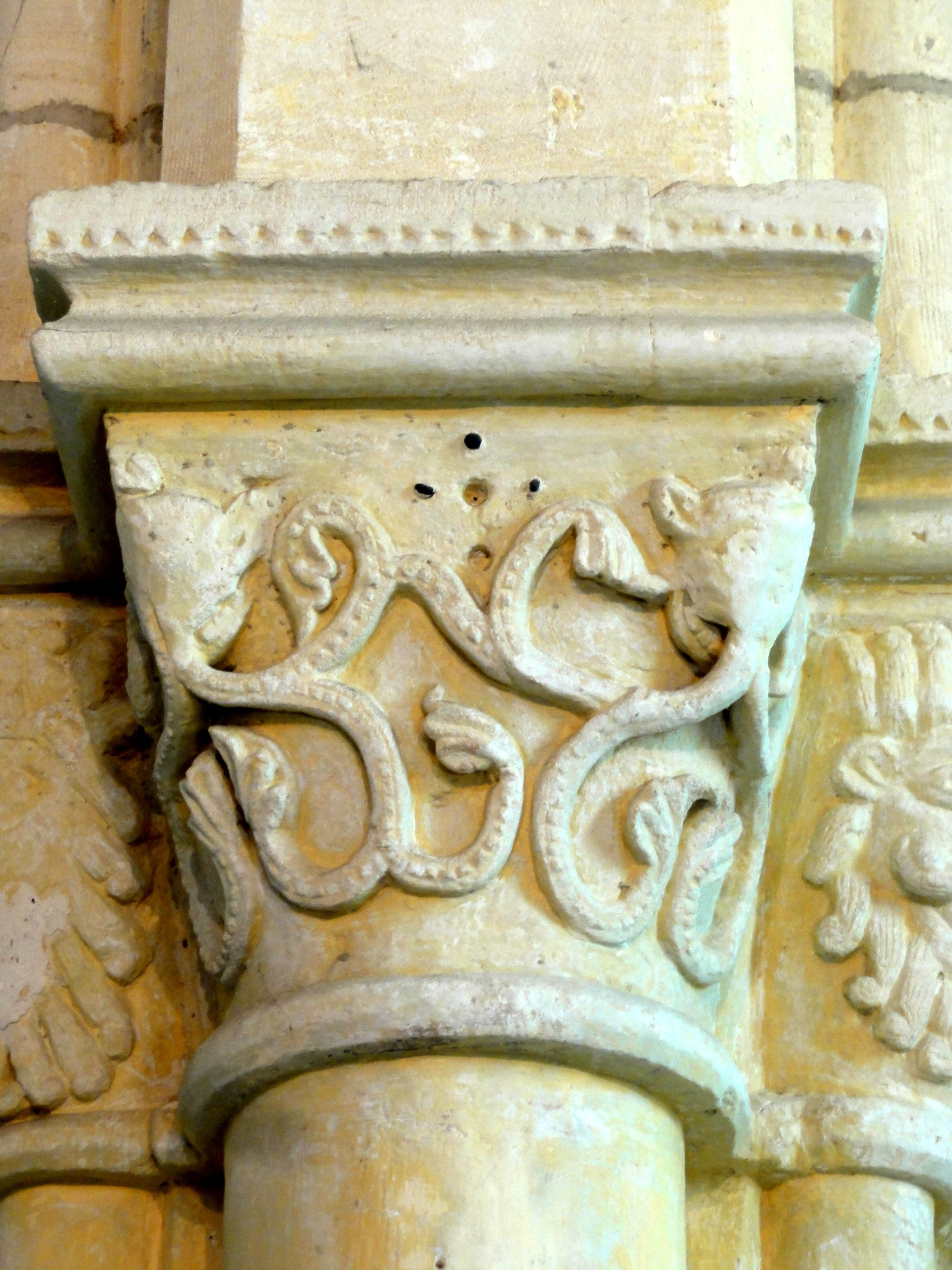
Pile sud-ouest du clocher, chapiteau vers le bas-côté sud.
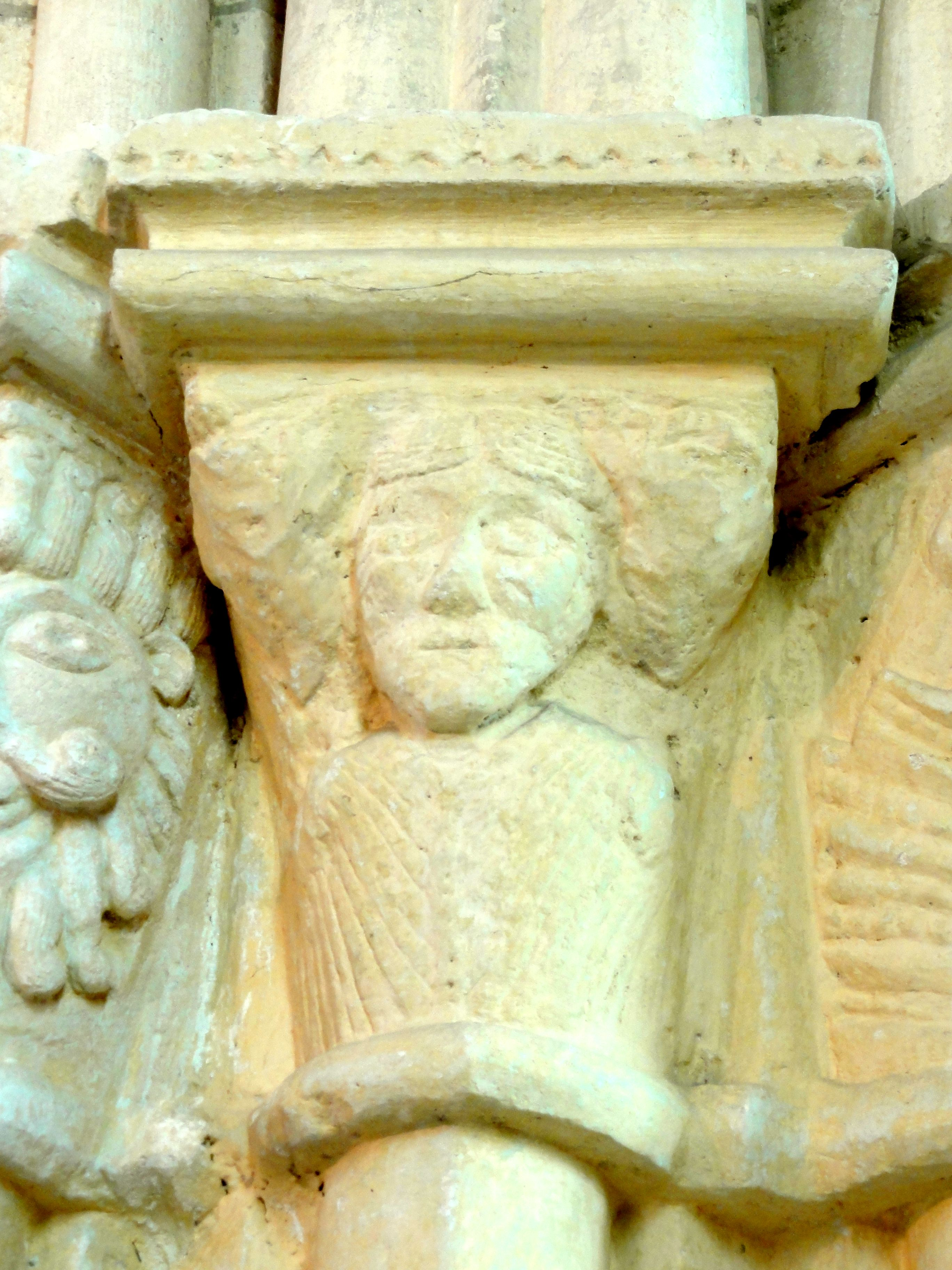
Pile sud-ouest du clocher, chapiteau vers le bas-côté sud.
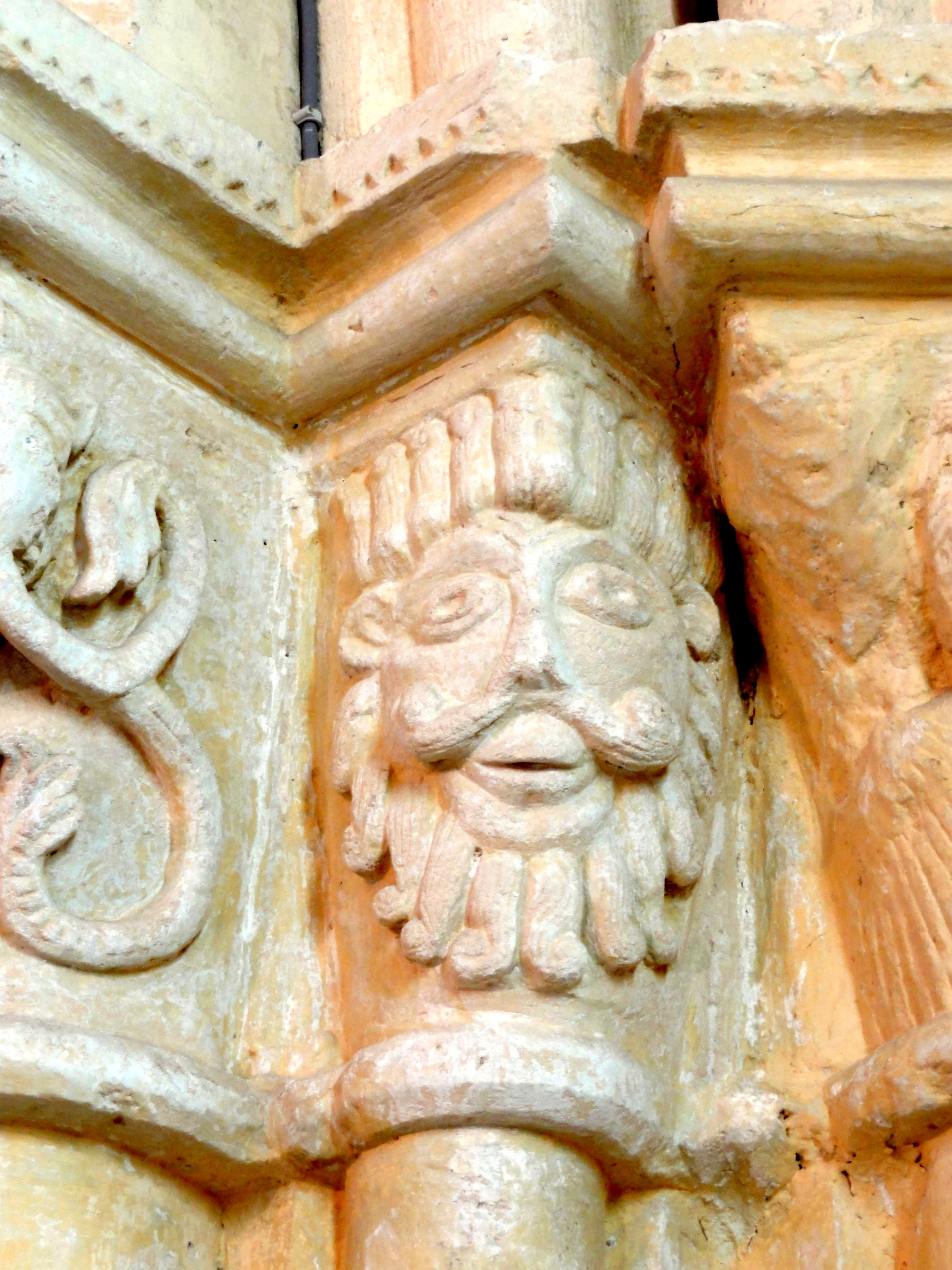
Pile sud-ouest du clocher, chapiteau vers le bas-côté sud.
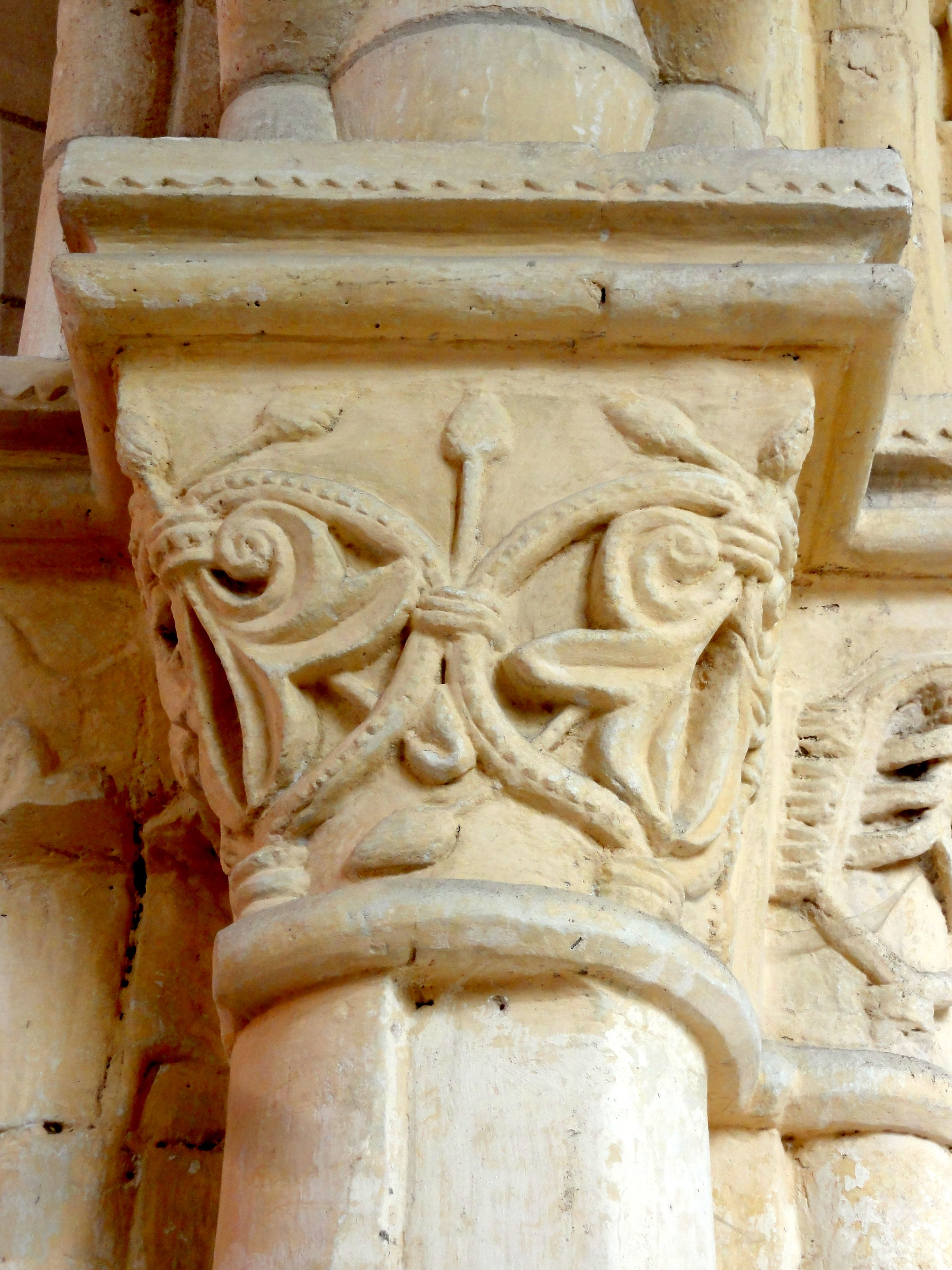
Pile sud-ouest du clocher, chapiteau de l'arcade bas-côté / croisillon.

## Mobilier

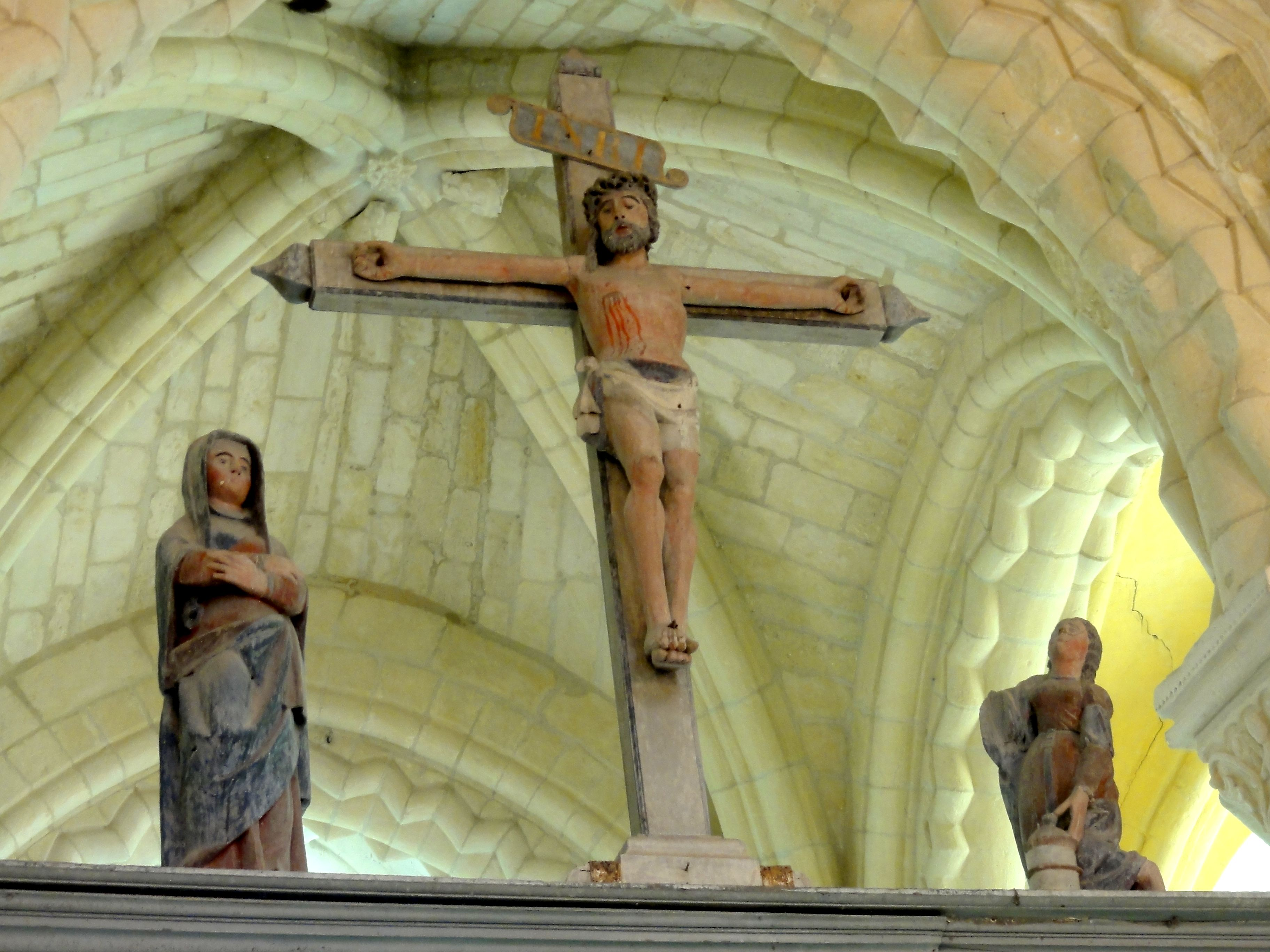
Poutre de gloire.

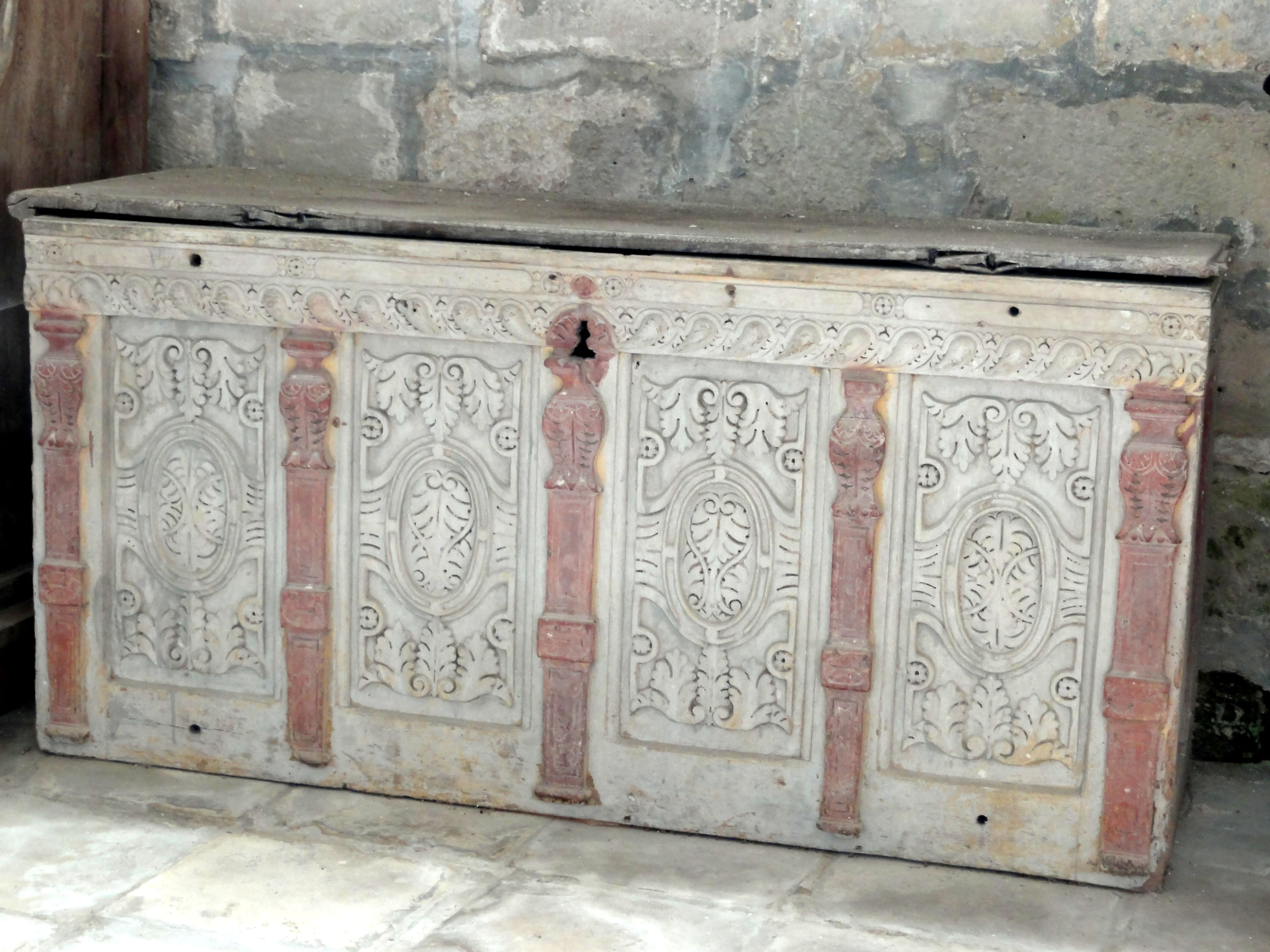
Coffre en bois.

L'église comporte un élément de mobilier classé au titre immeuble : Il s'agit de la poutre de gloire, qui occupe toujours son emplacement d'origine sous l'arc triomphal, à l'entrée de la croisée du transept. C'est une œuvre d'une facture naïve, d'art populaire, qu'Eugène Müller date du XVIe siècle. Le Christ en croix au centre est accompagnée d'une Vierge douloureuse, à gauche, et d'une Marie Madeleine agenouillée, à droite : d'habitude, c'est le jeune saint Jean qui occupe cet emplacement, comme par exemple à Agnetz, Boran-sur-Oise et Saint-Vaast-lès-Mello. Un seul élément de mobilier est classé au titre objet. C'est un coffre en bois datant de la fin du XVIe ou du début du XVIIe siècle, avec un décor de plis de serviette, de palmettes de feuilles d'acanthe, et de fleurettes. Ce coffre ou bahut gothique avait apparemment été employé pour la confection d'un banc d'œuvre, et Eugène Müller et même Jean Vergnet-Ruiz encore en 1949 signalent l'œuvre comme étant intégrée dans le banc d'œuvre. Il y avait jadis un lutrin assorti, que la fabrique a vendu à l'église Notre-Dame de Chambly avant 1898. Selon la description, ce n'est pas celui qui s'y trouve à ce jour, et qui est classé depuis 1912.
Le croisillon sud contient un escalier assez sommaire, dont la partie inférieure est accrochée au mur méridional du XVIe siècle, et la partie supérieure au mur occidental, afin d'aboutir à une porte basse en anse de panier au-dessus de l'arcade vers le bas-côté. Cet escalier dessert donc les combles de l'église, et permet d'accéder au clocher. Il rend superflue la baie à l'ouest de la base du clocher, côté nef. Jean Vergnet-Ruiz classe l'escalier parmi le mobilier, et suppose qu'il date du XVIIIe siècle. À Mogneville, l'on accède également au clocher par un escalier situé à l'intérieur de l'église (en l'occurrence, dans la nef).
L'unique cloche en bronze porte l'inscription suivante en bas-relief : « L'An 1829, j'ai été baptisée par Monseigneur Pierre Denis LIVIERRE, curé de Balagny-sur-Thérain et de Foulangues, et nommée Denis Honoré François, par François Marie DESJARDINS (fils de Denis DESJARDINS) et par Mademoiselle Martine Honorée Augustine Françoise BUQUET (fille de Jean BUQUET, propriétaire audit Foulangues ».